# Schnellfahrstrecke Köln–Aachen
| Verlauf der Ausbaustrecke Köln–Aachen |                                                                                                 |                                                             |                                                             |
| Streckennummer (DB): | 2600 (Köln–Aachen) 2622 (Köln–Düren)                                                            |                                                             |                                                             |
| Kursbuchstrecke (DB): | 480, 450.13 (S-Bahn)                                                                            |                                                             |                                                             |
| Kursbuchstrecke: | 246 (Köln Hbf – Ehrenfeld 1946) 247 (Horrem – Aachen Hbf 1946) 247a (Aachen-R. Erde – Hbf 1946) |                                                             |                                                             |
| Streckenlänge: | 77,0 km                                                                                         |                                                             |                                                             |
| Spurweite: | 1435 mm (Normalspur)                                                                            |                                                             |                                                             |
| Streckenklasse: | D4                                                                                              |                                                             |                                                             |
| Stromsystem: | 15 kV 16,7 Hz ~                                                                                 |                                                             |                                                             |
| Streckengeschwindigkeit: | Köln–Düren: 250 km/h Düren–Aachen: 160 km/h                                                     |                                                             |                                                             |
| Zweigleisigkeit: | Fernbahn: durchgehend S-Bahn: Köln–Sindorf S-Bahn: Buir Üst–Merzenich Üst                       |                                                             |                                                             |
| |                                                                                                 |                                                             |                                                             |
| \| \| \| Hohenzollernbrücke (von Köln Messe/Deutz) \| \| \| \| \| Stadtbahn Köln \| \| \| \| 0,0 \| Köln Hbf \| Köln Hbf \| \| \| 0,8 \| Köln Hansaring \| Köln Hansaring \| \| \| 0,8 \| Köln Hansaring Wendeanlage \| Köln Hansaring Wendeanlage \| \| \| \| Linke Rheinstrecke nach Köln West \| \| \| \| 1,4 \| nach Köln Bbf \| nach Köln Bbf \| \| \| \| \| \| \| \| \| Linksniederrheinstrecke nach Köln-Nippes \| \| \| \| \| \| \| \| \| 2,0 \| Güterstrecke Köln-Nippes–Köln West \| Güterstrecke Köln-Nippes–Köln West \| \| \| \| Verbindungsstrecke von Köln West \| \| \| \| \| Herkulesstraße (Abzw) \| \| \| \| \| (Überwerfungsbauwerk) \| \| \| \| 3,2 \| Stadtbahn Köln \| Stadtbahn Köln \| \| \| 3,7 \| Köln-Ehrenfeld Pbf \| Köln-Ehrenfeld Pbf \| \| \| \| Stadtbahn Köln \| \| \| \| 4,6 \| Köln-Ehrenfeld Gbf \| Köln-Ehrenfeld Gbf \| \| \| \| Strecke Köln–Frechen (HGK) \| \| \| \| 5,9 \| Köln-Müngersdorf Technologiepark \| Köln-Müngersdorf Technologiepark \| \| \| \| nach Mönchengladbach \| \| \| \| \| \| \| \| \| 7,0 \| Müngersdorf-Belvedere (ehem. Endbahnhof 1839–40) \| Müngersdorf-Belvedere (ehem. Endbahnhof 1839–40) \| \| \| \| \| \| \| \| 9,0 \| Köln-Lövenich (ehem. Pbf) \| Köln-Lövenich (ehem. Pbf) \| \| \| 9,7 \| Köln-Lövenich S-Bahn \| Köln-Lövenich S-Bahn \| \| \| 11,1 \| Köln-Weiden West \| Köln-Weiden West \| \| \| 13,8 \| Frechen-Königsdorf \| Frechen-Königsdorf \| \| \| 15,0 \| (Einschnitt, ehem. Königsdorfer Tunnel) \| (Einschnitt, ehem. Königsdorfer Tunnel) \| \| \| 16,5 \| Nord-Süd-Bahn (RWE Power) \| Nord-Süd-Bahn (RWE Power) \| \| \| 16,6 \| (Einschnitt, ehem. Königsdorfer Tunnel) \| (Einschnitt, ehem. Königsdorfer Tunnel) \| \| \| 18,5 \| Erftbahn von Bedburg \| Erftbahn von Bedburg \| \| \| 18,7 \| Horrem \| Horrem \| \| \| \| ehem. Bergheimer Kreisbahn nach Mödrath \| \| \| \| \| Erft \| \| \| \| 21,4 \| Sindorf \| Sindorf \| \| \| 22,4 \| Sindorf Awanst (ehem. Bf Sindorf) \| Sindorf Awanst (ehem. Bf Sindorf) \| \| \| \| A 4 \| \| \| \| \| B 477 \| \| \| \| 26,0 \| Dorsfeld \| Dorsfeld \| \| \| 27,8 \| Buir Üst \| Buir Üst \| \| \| 30,3 \| Buir \| Buir \| \| \| 35,0 \| Merzenich \| Merzenich \| \| \| 35,7 \| Merzenich Üst \| Merzenich Üst \| \| \| \| ehem. von Neuss \| \| \| \| \| ehem. BW Düren \| \| \| \| 37,3 \| Düren Vorbf \| Düren Vorbf \| \| \| \| B 56n \| \| \| \| \| ehem. Umgehungskurve nach Euskirchen[1] \| \| \| \| \| ehem. Strecke Schneidhausen–Distelrath \| \| \| \| 39,0 \| Bördebahn von Euskirchen \| Bördebahn von Euskirchen \| \| \| \| von Distelrath \| \| \| \| 39,1 \| von Jülich \| von Jülich \| \| \| 39,2 \| Düren (Inselbahnhof) \| Düren (Inselbahnhof) \| \| \| \| DKB-Straßenbahn Düren – Kreuzau \| \| \| \| 39,8 \| Rurtalbahn nach Heimbach (Eifel) \| Rurtalbahn nach Heimbach (Eifel) \| \| \| \| Rur (Dreigurtbrücke) \| \| \| \| 42,2 \| Hubertushof (Üst Awanst) \| Hubertushof (Üst Awanst) \| \| \| \| ehem. Anschluss Kaserne Gürzenich-Wald \| \| \| \| \| B 264 \| \| \| \| \| Derichsweiler \| \| \| \| 48,9 \| Langerwehe \| Langerwehe \| \| \| \| Indetalbahn nach Eschweiler-Weisweiler \| \| \| \| 54,1 \| Nothberg (bis Dez. 2009) \| Nothberg (bis Dez. 2009) \| \| \| \| \| \| \| \| \| Jägerspfad (letzter Bahnübergang, gesperrt seit April 2020) \| \| \| \| \| \| \| \| \| 56,9 \| Eschweiler Hbf \| Eschweiler Hbf \| \| \| 57,0 \| Ichenberger Tunnel (95 m) \| Ichenberger Tunnel (95 m) \| \| \| 57,9 \| Dreibogenbrücke (Inde) \| Dreibogenbrücke (Inde) \| \| \| 58,0 \| Bahnstrecke Mönchengladbach–Stolberg \| Bahnstrecke Mönchengladbach–Stolberg \| \| \| 59,8 \| Stolberg (Rheinl) Gbf \| Stolberg (Rheinl) Gbf \| \| \| 60,3 \| Stolberg (Rheinl) Hbf (Keilbahnhof) \| Stolberg (Rheinl) Hbf (Keilbahnhof) \| \| \| 60,3 \| nach Walheim \| nach Walheim \| \| \| \| Stolberg (Rheinl) Bez V \| \| \| \| \| nach Herzogenrath \| \| \| \| \| Umladegleis \| \| \| \| 63,6 \| Nirmer Tunnel (125 m) \| Nirmer Tunnel (125 m) \| \| \| 63,9 \| Eilendorfer Tunnel (357 m) \| Eilendorfer Tunnel (357 m) \| \| \| 64,9 \| Eilendorf \| Eilendorf \| \| \| \| von Haaren \| \| \| \| \| Aachen-Rothe Erde Wertz (Anst) \| \| \| \| 67,0 \| Aachen-Rothe Erde Gbf \| Aachen-Rothe Erde Gbf \| \| \| \| ehem. Vennbahn von Hahn \| \| \| \| 68,2 \| Aachen-Rothe Erde Pbf \| Aachen-Rothe Erde Pbf \| \| \| \| Moltkebahnhof \| \| \| \| \| Burtscheider Viadukt (277 m) \| \| \| \| 70,2 \| Aachen Hbf \| Aachen Hbf \| \| \| \| nach Mönchengladbach \| \| \| \| \| Ronheider Rampe (26 ‰) \| \| \| \| 72,9 \| Aachen Süd \| Aachen Süd \| \| \| \| alter/neuer Buschtunnel (691/711 m) \| \| \| \| \| \| \| \| \| 75,0 \| Y Ronheide (Abzw, 1918–2008 Überwerfung) \| Y Ronheide (Abzw, 1918–2008 Überwerfung) \| \| \| \| \| \| \| \| \| ehem. nach Moresnet (L 24A) \| \| \| \| 77,0 \| Staatsgrenze Deutschland/Belgien \| Staatsgrenze Deutschland/Belgien \| \| \| \| nach Lüttich (L 37) \| \| \| \| \| \| \| \| Quellen: [2][3] \| \| \| \| |                                                                                                 |                                                             |                                                             |
| Brücke über Wasserlauf · Brücke über Wasserlauf |                                                                                                 | Hohenzollernbrücke (von Köln Messe/Deutz)                   | Hohenzollernbrücke (von Köln Messe/Deutz)                   |
| Kreuzung mit U-Bahn geradeaus oben · Kreuzung mit U-Bahn geradeaus oben |                                                                                                 | Stadtbahn Köln                                              | Stadtbahn Köln                                              |
| S-Bahnhof · Bahnhof | 0,0                                                                                             | Köln Hbf                                                    | Köln Hbf                                                    |
| S-Bahn-Turmhaltepunkt mit U-Bahn geradeaus oben · Kreuzung mit U-Bahn geradeaus oben | 0,8                                                                                             | Köln Hansaring                                              | Köln Hansaring                                              |
| Strecke | 0,8                                                                                             | Köln Hansaring Wendeanlage                                  | Köln Hansaring Wendeanlage                                  |
| Strecke · Abzweig geradeaus und nach links |                                                                                                 | Linke Rheinstrecke nach Köln West                           | Linke Rheinstrecke nach Köln West                           |
| Strecke · Abzweig geradeaus und nach links | 1,4                                                                                             | nach Köln Bbf                                               | nach Köln Bbf                                               |
| |                                                                                                 |                                                             |                                                             |
| Abzweig geradeaus und nach rechts · Abzweig geradeaus und nach rechts |                                                                                                 | Linksniederrheinstrecke nach Köln-Nippes                    | Linksniederrheinstrecke nach Köln-Nippes                    |
| |                                                                                                 |                                                             |                                                             |
| Abzweig quer und von rechts · Kreuzung geradeaus oben · Kreuzung geradeaus oben | 2,0                                                                                             | Güterstrecke Köln-Nippes–Köln West                          | Güterstrecke Köln-Nippes–Köln West                          |
| Abzweig geradeaus und von links · Kreuzung geradeaus oben · Kreuzung geradeaus oben |                                                                                                 | Verbindungsstrecke von Köln West                            | Verbindungsstrecke von Köln West                            |
| ehemalige Blockstelle · Strecke nach halblinks · Strecke nach halbrechts |                                                                                                 | Herkulesstraße (Abzw)                                       | Herkulesstraße (Abzw)                                       |
| Strecke · Strecke von halblinks · Strecke von halbrechts |                                                                                                 | (Überwerfungsbauwerk)                                       | (Überwerfungsbauwerk)                                       |
| Kreuzung mit U-Bahn geradeaus oben · Kreuzung mit U-Bahn geradeaus oben · Kreuzung mit U-Bahn geradeaus oben | 3,2                                                                                             | Stadtbahn Köln                                              | Stadtbahn Köln                                              |
| Dienststation / Betriebs- oder Güterbahnhof · Bahnhof · S-Bahnhof | 3,7                                                                                             | Köln-Ehrenfeld Pbf                                          | Köln-Ehrenfeld Pbf                                          |
| Kreuzung mit U-Bahn geradeaus oben · Kreuzung mit U-Bahn geradeaus oben · Kreuzung mit U-Bahn geradeaus oben |                                                                                                 | Stadtbahn Köln                                              | Stadtbahn Köln                                              |
| Dienststation / Betriebs- oder Güterbahnhof · Dienststation / Betriebs- oder Güterbahnhof · Strecke | 4,6                                                                                             | Köln-Ehrenfeld Gbf                                          | Köln-Ehrenfeld Gbf                                          |
| Kreuzung geradeaus oben und rechts · Kreuzung geradeaus oben · Kreuzung geradeaus oben |                                                                                                 | Strecke Köln–Frechen (HGK)                                  | Strecke Köln–Frechen (HGK)                                  |
| Strecke · Strecke · S-Bahn-Halt | 5,9                                                                                             | Köln-Müngersdorf Technologiepark                            | Köln-Müngersdorf Technologiepark                            |
| Strecke nach rechts · Abzweig geradeaus und nach rechts · Strecke |                                                                                                 | nach Mönchengladbach                                        | nach Mönchengladbach                                        |
| |                                                                                                 |                                                             |                                                             |
| ehemaliger Bahnhof · Strecke | 7,0                                                                                             | Müngersdorf-Belvedere (ehem. Endbahnhof 1839–40)            | Müngersdorf-Belvedere (ehem. Endbahnhof 1839–40)            |
| |                                                                                                 |                                                             |                                                             |
| Dienststation / Betriebs- oder Güterbahnhof · Strecke | 9,0                                                                                             | Köln-Lövenich (ehem. Pbf)                                   | Köln-Lövenich (ehem. Pbf)                                   |
| Strecke · S-Bahn-Halt | 9,7                                                                                             | Köln-Lövenich S-Bahn                                        | Köln-Lövenich S-Bahn                                        |
| Strecke · S-Bahn-Halt | 11,1                                                                                            | Köln-Weiden West                                            | Köln-Weiden West                                            |
| ehemaliger Bahnhof · S-Bahn-Halt | 13,8                                                                                            | Frechen-Königsdorf                                          | Frechen-Königsdorf                                          |
| | 15,0                                                                                            | (Einschnitt, ehem. Königsdorfer Tunnel)                     | (Einschnitt, ehem. Königsdorfer Tunnel)                     |
| Kreuzung geradeaus unten · Kreuzung geradeaus unten | 16,5                                                                                            | Nord-Süd-Bahn (RWE Power)                                   | Nord-Süd-Bahn (RWE Power)                                   |
| | 16,6                                                                                            | (Einschnitt, ehem. Königsdorfer Tunnel)                     | (Einschnitt, ehem. Königsdorfer Tunnel)                     |
| Abzweig quer und von rechts · Abzweig geradeaus und nach rechts · Strecke | 18,5                                                                                            | Erftbahn von Bedburg                                        | Erftbahn von Bedburg                                        |
| Kopfbahnhof Strecke ab hier außer Betrieb · Bahnhof · S-Bahnhof | 18,7                                                                                            | Horrem                                                      | Horrem                                                      |
| Strecke nach links (außer Betrieb) · Kreuzung geradeaus unten (Querstrecke außer Betrieb) · Kreuzung geradeaus unten (Querstrecke außer Betrieb) |                                                                                                 | ehem. Bergheimer Kreisbahn nach Mödrath                     | ehem. Bergheimer Kreisbahn nach Mödrath                     |
| Brücke über Wasserlauf · Brücke über Wasserlauf |                                                                                                 | Erft                                                        | Erft                                                        |
| Strecke · S-Bahnhof | 21,4                                                                                            | Sindorf                                                     | Sindorf                                                     |
| Blockstelle · Strecke | 22,4                                                                                            | Sindorf Awanst (ehem. Bf Sindorf)                           | Sindorf Awanst (ehem. Bf Sindorf)                           |
| Strecke mit Straßenbrücke Streckenanfang · Strecke mit Straßenbrücke Streckenende |                                                                                                 | A 4                                                         | A 4                                                         |
| Strecke mit Straßenbrücke Streckenanfang · Strecke mit Straßenbrücke Streckenende |                                                                                                 | B 477                                                       | B 477                                                       |
| Dienststation / Betriebs- oder Güterbahnhof · Strecke | 26,0                                                                                            | Dorsfeld                                                    | Dorsfeld                                                    |
| Strecke · Überleitstelle / Spurwechsel | 27,8                                                                                            | Buir Üst                                                    | Buir Üst                                                    |
| ehemaliger Bahnhof · S-Bahn-Halt | 30,3                                                                                            | Buir                                                        | Buir                                                        |
| Strecke · S-Bahn-Halt | 35,0                                                                                            | Merzenich                                                   | Merzenich                                                   |
| Strecke · Überleitstelle / Spurwechsel | 35,7                                                                                            | Merzenich Üst                                               | Merzenich Üst                                               |
| Abzweig geradeaus und ehemals von rechts · Strecke |                                                                                                 | ehem. von Neuss                                             | ehem. von Neuss                                             |
| Abzweig geradeaus und ehemals von links · Strecke |                                                                                                 | ehem. BW Düren                                              | ehem. BW Düren                                              |
| Dienststation / Betriebs- oder Güterbahnhof · Strecke | 37,3                                                                                            | Düren Vorbf                                                 | Düren Vorbf                                                 |
| Strecke mit Straßenbrücke Streckenanfang · Strecke mit Straßenbrücke Streckenende |                                                                                                 | B 56n                                                       | B 56n                                                       |
| Abzweig geradeaus und ehemals nach links · Strecke |                                                                                                 | ehem. Umgehungskurve nach Euskirchen                        | ehem. Umgehungskurve nach Euskirchen                        |
| Kreuzung geradeaus unten (Querstrecke außer Betrieb) · Strecke |                                                                                                 | ehem. Strecke Schneidhausen–Distelrath                      | ehem. Strecke Schneidhausen–Distelrath                      |
| Strecke · Abzweig geradeaus und von links | 39,0                                                                                            | Bördebahn von Euskirchen                                    | Bördebahn von Euskirchen                                    |
| Strecke · Abzweig geradeaus und ehemals von links |                                                                                                 | von Distelrath                                              | von Distelrath                                              |
| Strecke von rechts · Strecke · Strecke | 39,1                                                                                            | von Jülich                                                  | von Jülich                                                  |
| Kopfbahnhof Streckenende · Bahnhof · S-Bahnhof | 39,2                                                                                            | Düren (Inselbahnhof)                                        | Düren (Inselbahnhof)                                        |
| Kreuzung mit U-Bahn geradeaus oben (Querstrecke außer Betrieb) · Kreuzung mit U-Bahn geradeaus oben (Querstrecke außer Betrieb) |                                                                                                 | DKB-Straßenbahn Düren – Kreuzau                             | DKB-Straßenbahn Düren – Kreuzau                             |
| Strecke · Strecke nach links | 39,8                                                                                            | Rurtalbahn nach Heimbach (Eifel)                            | Rurtalbahn nach Heimbach (Eifel)                            |
| Brücke über Wasserlauf |                                                                                                 | Rur (Dreigurtbrücke)                                        | Rur (Dreigurtbrücke)                                        |
| Blockstelle | 42,2                                                                                            | Hubertushof (Üst Awanst)                                    | Hubertushof (Üst Awanst)                                    |
| Abzweig geradeaus und ehemals nach links |                                                                                                 | ehem. Anschluss Kaserne Gürzenich-Wald                      | ehem. Anschluss Kaserne Gürzenich-Wald                      |
| Strecke mit Straßenbrücke |                                                                                                 | B 264                                                       | B 264                                                       |
| ehemaliger Dienststation / Betriebs- oder Güterbahnhof |                                                                                                 | Derichsweiler                                               | Derichsweiler                                               |
| Bahnhof | 48,9                                                                                            | Langerwehe                                                  | Langerwehe                                                  |
| Abzweig geradeaus und nach rechts |                                                                                                 | Indetalbahn nach Eschweiler-Weisweiler                      | Indetalbahn nach Eschweiler-Weisweiler                      |
| ehemaliger Haltepunkt / Haltestelle | 54,1                                                                                            | Nothberg (bis Dez. 2009)                                    | Nothberg (bis Dez. 2009)                                    |
| |                                                                                                 |                                                             |                                                             |
| ehemaliger Bahnübergang |                                                                                                 | Jägerspfad (letzter Bahnübergang, gesperrt seit April 2020) | Jägerspfad (letzter Bahnübergang, gesperrt seit April 2020) |
| |                                                                                                 |                                                             |                                                             |
| Bahnhof | 56,9                                                                                            | Eschweiler Hbf                                              | Eschweiler Hbf                                              |
| Tunnel | 57,0                                                                                            | Ichenberger Tunnel (95 m)                                   | Ichenberger Tunnel (95 m)                                   |
| Strecke unter Wasserlauf Anfang Hochstrecke | 57,9                                                                                            | Dreibogenbrücke (Inde)                                      | Dreibogenbrücke (Inde)                                      |
| Kreuzung Ende Hochstrecke · Strecke von rechts | 58,0                                                                                            | Bahnstrecke Mönchengladbach–Stolberg                        | Bahnstrecke Mönchengladbach–Stolberg                        |
| Dienststation / Betriebs- oder Güterbahnhof · Dienststation / Betriebs- oder Güterbahnhof | 59,8                                                                                            | Stolberg (Rheinl) Gbf                                       | Stolberg (Rheinl) Gbf                                       |
| Bahnhof · Haltepunkt / Haltestelle | 60,3                                                                                            | Stolberg (Rheinl) Hbf (Keilbahnhof)                         | Stolberg (Rheinl) Hbf (Keilbahnhof)                         |
| Strecke · Abzweig ehemals geradeaus und nach links | 60,3                                                                                            | nach Walheim                                                | nach Walheim                                                |
| Abzweig geradeaus und nach links · Abzweig ehemals geradeaus und von rechts |                                                                                                 | Stolberg (Rheinl) Bez V                                     | Stolberg (Rheinl) Bez V                                     |
| Kreuzung geradeaus oben · Strecke nach rechts |                                                                                                 | nach Herzogenrath                                           | nach Herzogenrath                                           |
| Abzweig geradeaus und nach rechts |                                                                                                 | Umladegleis                                                 | Umladegleis                                                 |
| Tunnel | 63,6                                                                                            | Nirmer Tunnel (125 m)                                       | Nirmer Tunnel (125 m)                                       |
| Tunnel | 63,9                                                                                            | Eilendorfer Tunnel (357 m)                                  | Eilendorfer Tunnel (357 m)                                  |
| Haltepunkt / Haltestelle | 64,9                                                                                            | Eilendorf                                                   | Eilendorf                                                   |
| Kreuzung geradeaus oben · Strecke von rechts |                                                                                                 | von Haaren                                                  | von Haaren                                                  |
| Strecke · Blockstelle |                                                                                                 | Aachen-Rothe Erde Wertz (Anst)                              | Aachen-Rothe Erde Wertz (Anst)                              |
| Dienststation / Betriebs- oder Güterbahnhof · Dienststation / Betriebs- oder Güterbahnhof | 67,0                                                                                            | Aachen-Rothe Erde Gbf                                       | Aachen-Rothe Erde Gbf                                       |
| Strecke · Abzweig geradeaus und ehemals von links |                                                                                                 | ehem. Vennbahn von Hahn                                     | ehem. Vennbahn von Hahn                                     |
| Bahnhof · Dienststation / Betriebs- oder Güterbahnhof | 68,2                                                                                            | Aachen-Rothe Erde Pbf                                       | Aachen-Rothe Erde Pbf                                       |
| Betriebs-/Güterbahnhof Streckenanfang und quer (Strecke außer Betrieb) · Abzweig geradeaus, ehemals nach rechts und von links · Strecke nach rechts |                                                                                                 | Moltkebahnhof                                               | Moltkebahnhof                                               |
| Brücke |                                                                                                 | Burtscheider Viadukt (277 m)                                | Burtscheider Viadukt (277 m)                                |
| Bahnhof | 70,2                                                                                            | Aachen Hbf                                                  | Aachen Hbf                                                  |
| Abzweig geradeaus und nach rechts |                                                                                                 | nach Mönchengladbach                                        | nach Mönchengladbach                                        |
| |                                                                                                 | Ronheider Rampe (26 ‰)                                      |                                                             |
| Dienststation / Betriebs- oder Güterbahnhof | 72,9                                                                                            | Aachen Süd                                                  | Aachen Süd                                                  |
| Tunnel |                                                                                                 | alter/neuer Buschtunnel (691/711 m)                         | alter/neuer Buschtunnel (691/711 m)                         |
| |                                                                                                 |                                                             |                                                             |
| | 75,0                                                                                            | Y Ronheide (Abzw, 1918–2008 Überwerfung)                    | Y Ronheide (Abzw, 1918–2008 Überwerfung)                    |
| |                                                                                                 |                                                             |                                                             |
| Abzweig geradeaus und ehemals nach rechts |                                                                                                 | ehem. nach Moresnet (L 24A)                                 | ehem. nach Moresnet (L 24A)                                 |
| Grenze | 77,0                                                                                            | Staatsgrenze Deutschland/Belgien                            | Staatsgrenze Deutschland/Belgien                            |
| |                                                                                                 | nach Lüttich (L 37)                                         |                                                             |
| |                                                                                                 |                                                             |                                                             |
| Quellen: |                                                                                                 |                                                             |                                                             |

Die Schnellfahrstrecke Köln–Aachen ist der deutsche Teil des transeuropäischen Eisenbahnnetzes PBKA für Eurostar- und Intercity-Express-Züge.
Im Regionalverkehr verkehren auf der Kursbuchstrecke 480 jeweils stündlich die Linien RE 1 (NRW-Express) und RE 9 (Rhein-Sieg-Express). Ergänzt wird dieses nahezu halbstündliche Angebot durch die S-Bahn-Linie S 19 Köln–Düren sowie die Euregiobahn zwischen Düren und Aachen.
Im Fernverkehr verkehren Eurostar-Zugpaare von Paris über Köln nach Essen oder Dortmund und Intercity-Express-Zugpaare von Frankfurt (Main) nach Brüssel. Zusätzlich verkehren einzelne Intercity- und Intercity-Express-Züge sowie der Güterverkehr über die Bahnstrecke.

## Geschichte

### Eisenbahnstreit und Bau
Die Planungen zum Bau einer Eisenbahnlinie zwischen Köln und der belgischen Grenze begannen im Dezember 1833 mit der Konzession des Kölner Eisenbahnkomitees, das unter der Leitung des Kölner Oberbürgermeisters Johann Adolph Steinberger und des Unternehmers Ludolf Camphausen eine Streckenführung erarbeiten sollte. Das Kölner Eisenbahnkomitee legte einen Entwurf vor, der aufgrund geringerer Kosten eine Linienführung an Aachen vorbei vorsah: Ab Eschweiler sollte die Bahnstrecke bis Kornelimünster der Inde folgen und von dort aus bis zur belgischen Grenze geführt werden. Auch Düren sollte nicht an die Eisenbahn angebunden werden. Von Seiten der Aachener Kaufleute regte sich Widerstand, sie gründeten ihrerseits das Aachener Eisenbahnkomitee unter der Leitung von David Hansemann und Philipp Heinrich Pastor. Dies war der Beginn des sogenannten Eisenbahnstreites zwischen Köln und Aachen. Im Oktober legte das Aachener Eisenbahnkomitee einen Alternativvorschlag zur Streckenführung vor, der von Köln über Düren und Aachen zur belgischen Grenze führte.
Am 6. April 1836 konnte eine Konferenz in Jülich, die vom Oberpräsidenten der Rheinprovinz Ernst von Bodelschwingh geleitet wurde und an der Vertreter der Aachener und Kölner Wirtschaft teilnahmen, keine Lösung im Eisenbahnstreit hervorbringen. Hansemann und der Aachener Tuchfabrikant Joseph van Gülpen reisten daraufhin nach Berlin und übergaben ein Gesuch, das eine Linienführung über Aachen erreichen sollte. In Berlin fanden langwierige Verhandlungen zwischen Aachener und Kölner Vertretern statt, bis der preußische König Friedrich Wilhelm III. am 12. Februar 1837 die Linienführung über Aachen beschloss und damit den Eisenbahnstreit beendete.

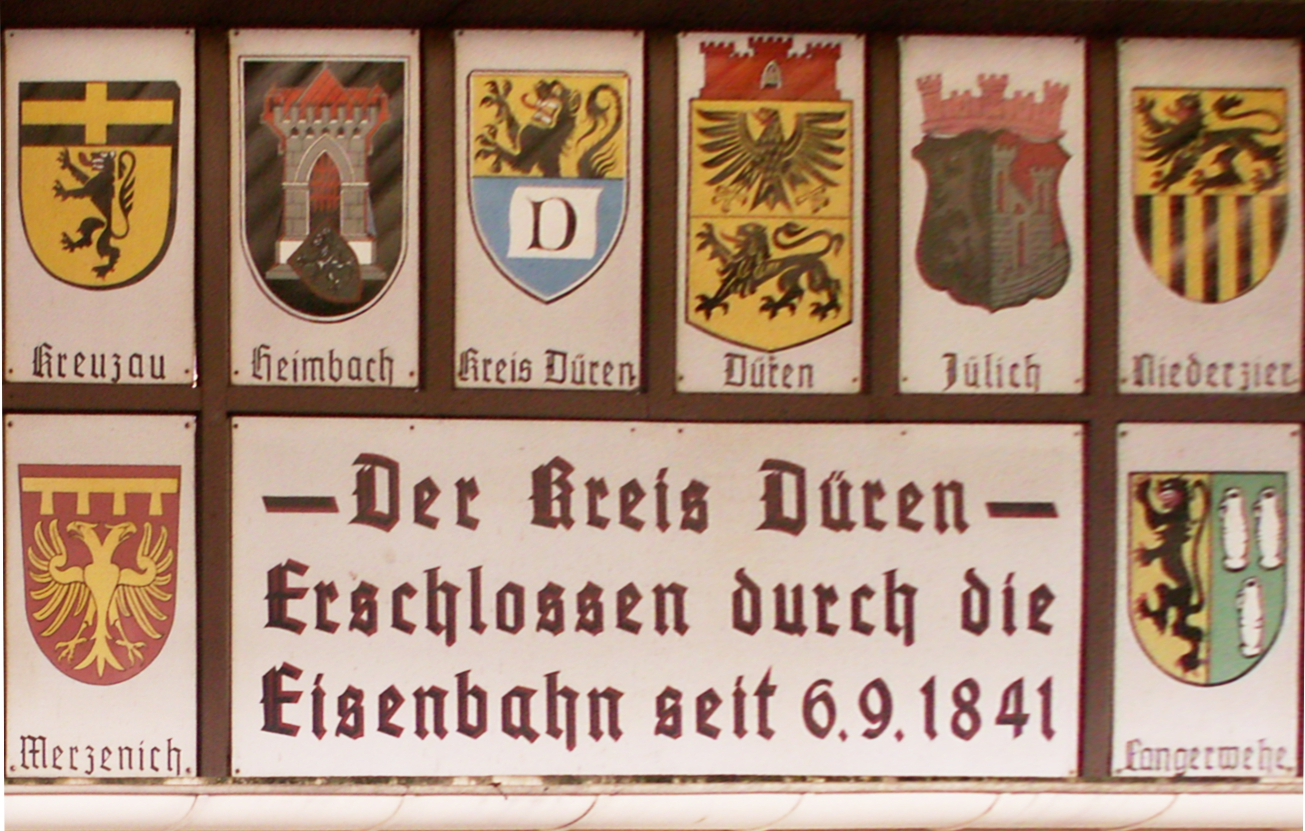
Informationstafel zur Freigabe der Bahnstrecke von Köln nach Aachen in Düren

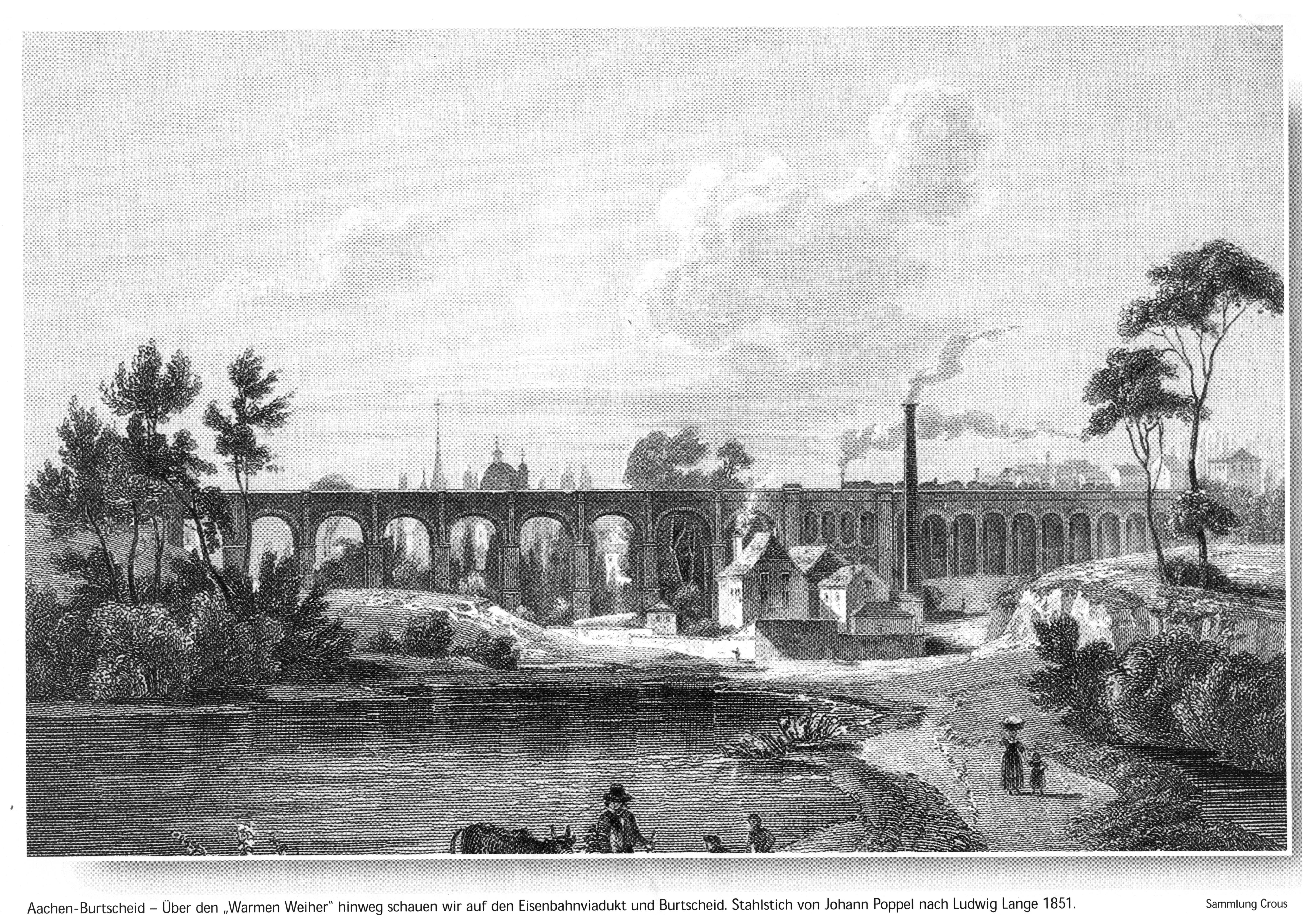
Burtscheider Viadukt

Im Juni 1837 beschlossen Aachener und Kölner Vertreter eine Vereinigung der beiden zur Interessenvertretung ihrer Stadt gegründeten Eisenbahngesellschaften zur Rheinischen Eisenbahn-Gesellschaft, die eine Konzession zum Bau der Linie von Köln bis zur belgischen Grenze bei Herbesthal erhielt und am 11. April 1838 mit dem Bau der Strecke begann.
Aufgrund der geologischen Begebenheiten der Nordeifel wurde der Trassierungsvorschlag, den direkten Weg von Düren nach Aachen zu erschließen, verworfen, und zwischen Düren und Aachen ein Bogen in nördliche Richtung beschlossen, der noch heute den Trassenverlauf darstellt. Das Grundkapital der Rheinischen Eisenbahn-Gesellschaft zum Bau der Strecke betrug 9 Millionen Mark, die durch die Herausgabe von Aktien aufgebracht werden sollten. Doch durch die anspruchsvolle Streckenführung stiegen die Baukosten auf 21 Millionen Mark an. Die Mehrkosten in Höhe von 12 Millionen Mark wurden durch die Herausgabe weiterer Aktien im Wert von 4,5 Millionen Mark und Obligationen im Wert von 7,5 Millionen Mark gedeckt. Alleine die belgische Regierung erwarb dabei Obligationen für 3 Millionen Mark.
Das erste Teilstück von Köln bis Müngersdorf wurde am 2. August 1839, weniger als vier Jahre nach der Bahnstrecke Nürnberg–Fürth, der ersten deutschen Eisenbahn, eröffnet, und war die siebte Eisenbahnstrecke überhaupt auf deutschem Gebiet. Zu diesem Zweck waren Anfang des Jahres von der Waggonfabrik Talbot aus Aachen im Straßentransport offene und geschlossene Personen- und Güterwagen geliefert worden. Ein weiteres Teilstück von Müngersdorf nach Lövenich wurde am 2. Juli 1840 eröffnet. Die Inbetriebnahme des letzten Teilstücks von Lövenich nach Aachen erfolgte am 1. September 1841 mit einer Eröffnungsfahrt von Köln nach Aachen und zurück, bei der währenddessen ein Bankett für 360 geladene Gäste stattfand. Der reguläre Fahrgastbetrieb auf der Gesamtstrecke wurde am 6. September 1841 aufgenommen. An dieses Ereignis erinnert noch heute eine Tafel an der Ostseite des Dürener Bahnhofs.

Gesamtstrecke Köln – Aachen um 1843–1845

Auf Grund der Verlängerung nach Belgien, die am 15. Oktober 1843 mit einem Sonderzug von Antwerpen nach Köln eröffnet wurde, war die Bahnstrecke Köln–Aachen Teil der weltweit ersten grenzüberschreitenden Eisenbahnstrecke mit dem Bahnhof Herbesthal als ersten Grenzbahnhof. 1845 erfolgte der Anschluss der belgischen Eisenbahn an das französische Eisenbahnnetz, wodurch die Bahnstrecke Köln-Aachen auch Verkehr von und nach Frankreich aufnehmen konnte.

### Betrieb bis zum Ersten Weltkrieg
Zunächst war die Strecke eingleisig ausgebaut, dabei war der Fahrplan so angepasst, dass in Aachen und Köln abfahrende Züge sich am mehrgleisig ausgebauten Bahnhof Düren begegneten. Nachdem die Strecke auf belgischer Seite bereits zweigleisig erweitert worden war, entschloss sich auch die Rheinische-Eisenbahngesellschaft 1844 zum zweigleisigen Ausbau der Gesamtstrecke. Nach einem Bericht Gustav von Mevissens, dem Präsidenten der Rheinischen Eisenbahn-Gesellschaft, vom 20. Mai 1845 übertraf das Verkehrsaufkommen auf der Strecke zwischen Köln und Aachen in den ersten Jahren die Erwartungen der Planer. Das Personenverkehrsaufkommen sei eines der größten in Preußen, das Güterverkehrsaufkommen stehe „an der Spitze aller Kontinentalbahnen“. 1847 übertraf das Güterverkehrsaufkommen sogar das Personenverkehrsaufkommen. Für 1848 ist der Beginn der Arbeiten auf dem Teilstück Aachen–Eschweiler dokumentiert. 1852 waren die Arbeiten abgeschlossen (Januar 2025). Die Kosten deckte die Rheinische Eisenbahn-Gesellschaft durch die Herausgabe von Aktien und die Aufnahme von Krediten. Während der Deutschen Revolution 1848/1849 wurde die Bahnstrecke Köln–Aachen für vereinzelte Waffentransporte genutzt.
Rasch siedelten sich entlang der Eisenbahnlinie zahlreiche Industriebetriebe an, außerdem spielte von Beginn an der Steinkohlebergbau eine große Rolle. So richtete der Eschweiler Bergwerks-Verein unmittelbar nach der Eröffnung der Strecke Kohlelager an den Bahnhöfen Aachen, Düren und Köln ein. Durch die Eisenbahnlinie fielen die Transportkosten für den EBV auf ein Drittel, zudem wurden Verträge mit der Rheinischen Eisenbahn-Gesellschaft über Kohlelieferungen für den Bedarf der Dampflokomotiven geschlossen. 1847 transportierte jeder zweite Güterzug auf der Strecke Köln–Aachen Kohle aus dem Aachener Steinkohlerevier. Von den einzelnen Bergwerken wurde die Kohle zunächst mit Pferdebahnen auf Feldbahngleisen zur Bahnstrecke gebracht, die jedoch zunehmend durch normalspurige Dampfbahnen ersetzt wurden. 1865 erhielt die Grube Reserve in Eschweiler einen Anschluss an die Bahnstrecke zwischen Eschweiler Hauptbahnhof und Nothberg, 1870 wurde die Bahnstrecke Mariagrube-Stolberg in Betrieb genommen.

### Erster Weltkrieg und Besatzungszeit

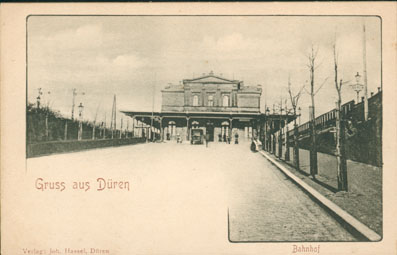
Bahnhof Düren im Jahr 1920

Die Bahnstrecke Köln–Aachen erhielt zunehmend auch strategische Bedeutung für den militärischen Verkehr nach Belgien und für die Anbindung der strategisch wichtigen Vennbahn. In den Jahren 1912 bis 1914 wurden zahlreiche Umbaumaßnahmen getätigt, um die Leistungsfähigkeit der Strecke zu erhöhen, dazu gehörten unter anderem der Ausbau von Bahnanlagen entlang der Strecke und die Einrichtung eines Überholbahnhofs in Derichsweiler. 1914 sollte der viergleisige Ausbau zwischen Langerwehe und Nothberg realisiert werden, was jedoch durch den Ausbruch des Ersten Weltkriegs verhindert wurde. Während des Kriegs diente die Bahnstrecke zum Transport von Truppen und Nachschub an die Westfront. Nach der deutschen Kriegserklärung an Frankreich am 3. August 1914 wurde die Strecke für den zivilen Verkehr gesperrt und nur noch für Truppentransporte genutzt, die Wiederaufnahme des regulären Verkehrs begann Mitte September. Noch 1917 wurde der Vorbahnhof in Düren aus militärischen Gründen erweitert.
Nach dem Ersten Weltkrieg lag die Eisenbahnstrecke Köln–Aachen auf durch Frankreich besetztem Gebiet. Frankreich beabsichtigte, Rohstofftransporte aus dem ebenfalls besetzten Ruhrgebiet über diese Strecke zu leiten, doch im Zuge des passiven Widerstandes verweigerten die deutschen Eisenbahner ihre Unterstützung. Während der Besatzungszeit erfolgten daher mehrmals Sperrungen der Strecke für den regulären Verkehr, um Kohlezüge aus dem Ruhrgebiet mit französischen Besatzungen nach Frankreich zu befördern, ohne dabei deutsche Signal- und Dienstvorschriften beachten zu müssen. Gelegentliche Sabotageakte zur Verhinderung dieser Transporte blieben meist erfolglos. Mit dem Ende der Rheinlandbesetzung wurde auch die Bahnstrecke an Deutschland zurückgegeben.

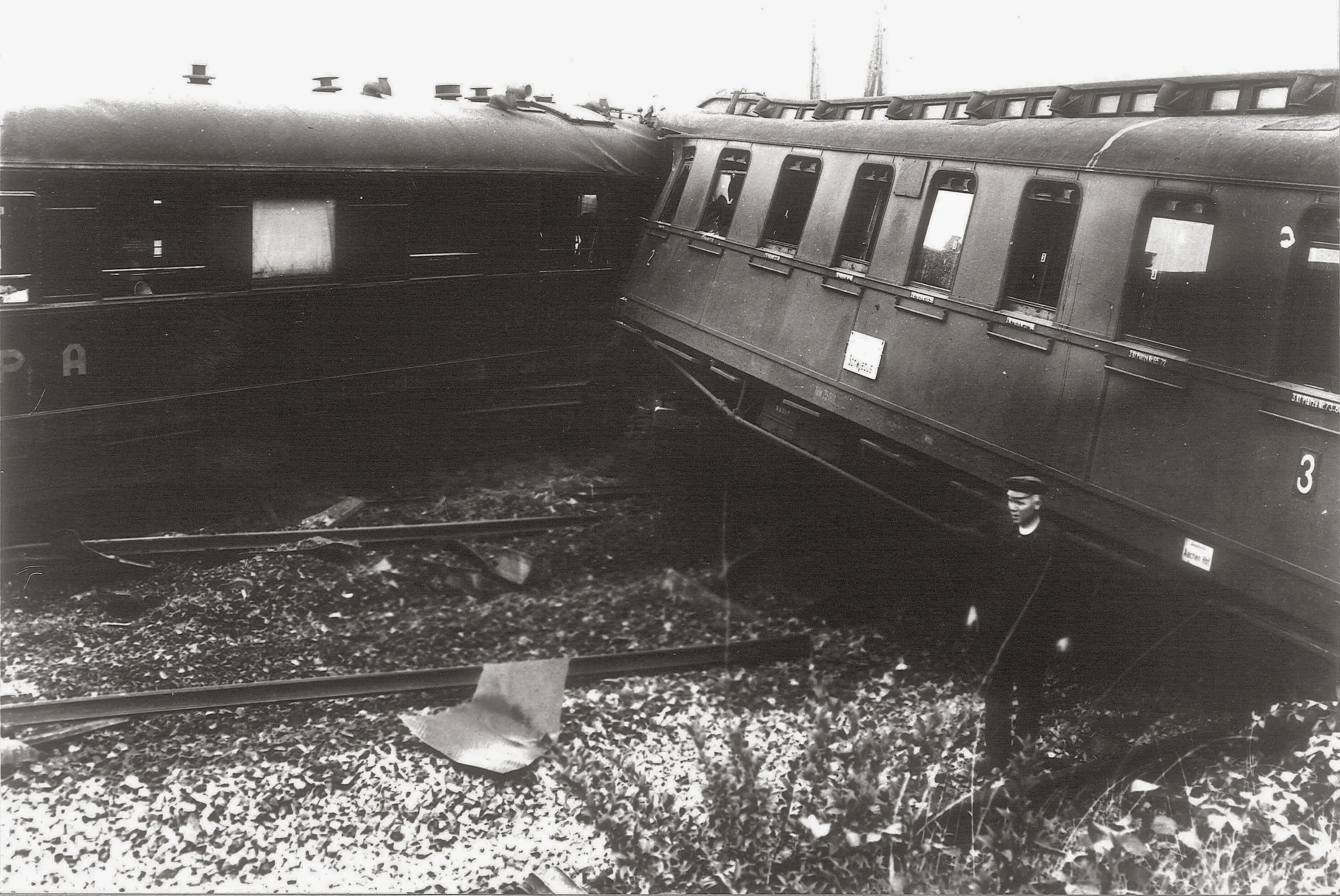
Wagen 3. Klasse und Speisewagen nach dem Unglück.

Zwischen 1929 und 1939 befuhr der Ostende-Köln-Pullman-Express der Compagnie Internationale des Wagons-Lits (CIWL) die Strecke. Es war der einzige je von der CIWL in Deutschland betriebene Pullman-Express. Zusammen mit dem Ostende-Wien-Express und dem Nord-Express passierten damit in den 1930er Jahren drei Luxuszugpaare die Strecke.

### Zweiter Weltkrieg
Für den Westfeldzug wurde die Bahnstrecke Köln–Aachen erneut zu militärischen Zwecken genutzt. Truppentransporte und Züge mit Kriegsgerät wurden über die Bahnlinie geführt. Im Verlauf des Zweiten Weltkriegs wurde die Bahnstrecke häufiges Ziel von Luftangriffen, die besonders in Aachen und Köln Schäden verursachten. Der letzte durchgehende Zug von Aachen nach Köln verkehrte am 12. September 1944. Am 15. September 1944 wurde ein Flüchtlingszug aus Eschweiler kurz nach seiner Abfahrt von Tieffliegern angegriffen. Zunächst wurde die Lokomotive des mit etwa 200 Personen besetzten Zuges beschossen, sodass er nahe Hücheln vor Langerwehe zum Stehen kam. Anschließend wurde der aus von außen verschlossenen Güterwagen gebildete Zug mit Bomben und Bordwaffen beschossen. Etwa 80 Menschen starben dabei. An diesem Tag wurde auch der Bahnverkehr ab Eschweiler eingestellt. Der Bahnverkehr ab Düren wurde nach dem Luftangriff auf Düren am 16. November 1944 eingestellt. Beim Rückzug der deutschen Truppen wurden Brücken gesprengt, wie Teile des Burtscheider Viadukts oder der Dreibogenbrücke.
Nach dem Beginn der Operation Grenade überschritten Truppen der 9. US-Armee die Rur bei Linnich, Jülich und Düren. Danach rückten sie zügig in Richtung Rhein vor, nahmen dabei auch Orte und Städte entlang der Bahnstrecke ein und sorgten für die – zunächst eingleisige – Wiederherstellung des Betriebs.

### Nachkriegszeit
Am 10. September 1945 fuhren die ersten Personenzüge von Aachen nach Düren. Im Januar 1946 wurde übergangsweise ein Busverkehr zwischen Düren und Köln eingerichtet. Am 15. Mai 1946 wurde der Betrieb auf der Gesamtstrecke wiederaufgenommen. Unmittelbar nach der Wiederherstellung der Befahrbarkeit der Strecke war das Verkehrsaufkommen sehr groß. Zum einen mangelte es an alternativen Beförderungsmitteln, da Lastkraftwagen und private PKW nicht zur Verfügung standen, zum anderen stiegen die Fahrgastzahlen durch Rückkehr von Soldaten, Heimatvertriebene und Hamsterfahrten. Am 18. November 1947 wurde bekanntgegeben, der Zugverkehr müsse wegen Kohlemangels stark eingeschränkt werden.
Das bedeutendste Einzelbauwerk dieser Strecke war der 1623 Meter lange Königsdorfer Tunnel, der 1954 geschlitzt wurde. Der Geländeeinschnitt wurde im Jahr 2000 für den Streckenausbau auf vier Gleise verbreitert.
Nachdem die Elektrifizierung des bundesdeutschen Streckennetzes Ende der 1950er Jahre von Süden kommend Köln erreicht hatte, wurde nachfolgend auch die Strecke Köln–Aachen elektrifiziert. Hierzu wurden mehrere Tunnel aufgeschlitzt und abgetragen. Wegen des unterschiedlichen Stromsystems der Belgischen Staatsbahn wurde Aachen zum Systemwechselbahnhof ausgebaut, der ersten und 42 Jahre lang einzigen Stelle, an der deutscher und belgischer Bahnstrom direkt aufeinandertrafen. Mit dem Fahrplanwechsel im Mai 1966 wurde der elektrische Zugbetrieb Köln–Aachen–Lüttich aufgenommen, ab Aachen Hauptbahnhof mit dem in Belgien üblichen System 3 Kilovolt Gleichstrom. (Lüttich war bereits seit 1955 von Brüssel aus mit Elektrolokomotiven erreichbar.) Belgien hatte damals bereits eine Mehrsystemlokomotive. Im Herbst 1966 erhielt auch die DB ihre ersten Mehrsystemlokomotiven, die sowohl unter deutschem als auch unter belgischem Stromsystem fahren konnten. Sie bewährten sich nicht, so dass letztendlich bis in die 1990er Jahre nur ein Teil der internationalen Schnellzüge mit belgischen Mehrsystemlokomotiven bespannt werden konnte und alle anderen Züge weiterhin in Aachen die Lok wechseln mussten.
Von dem 1979 eingeführten zweiklassigen Intercity-System der DB profitierte die Strecke buchstäblich nur am Rande: Ein morgens in Köln beginnender IC nach Hamburg startete bereits in Aachen, hielt auch in Düren und fädelte sich in Köln in den IC-Takt ein. Er erhielt den Namen Karolinger, fuhr abends von Hamburg nach Aachen zurück und war zwei Jahrzehnte lang eine Konstante im Fahrplan. Echter Taktverkehr entstand zwischen Köln und Aachen erst 1984, als die belgische Staatsbahn ihr neues landesweites Fahrplankonzept einführte, das auch eine zweistündlich verkehrende Linie von Köln über Aachen und Brüssel nach Oostende beinhaltete, die mit klimatisierten Eurofima-Wagen gefahren wurde. Das übrige Zugangebot wurde erst mit der Bundesbahn-weiten Vertaktung des Regionalverkehrs 1991 auf Taktfahrpläne umgestellt.

### Streckenausbau

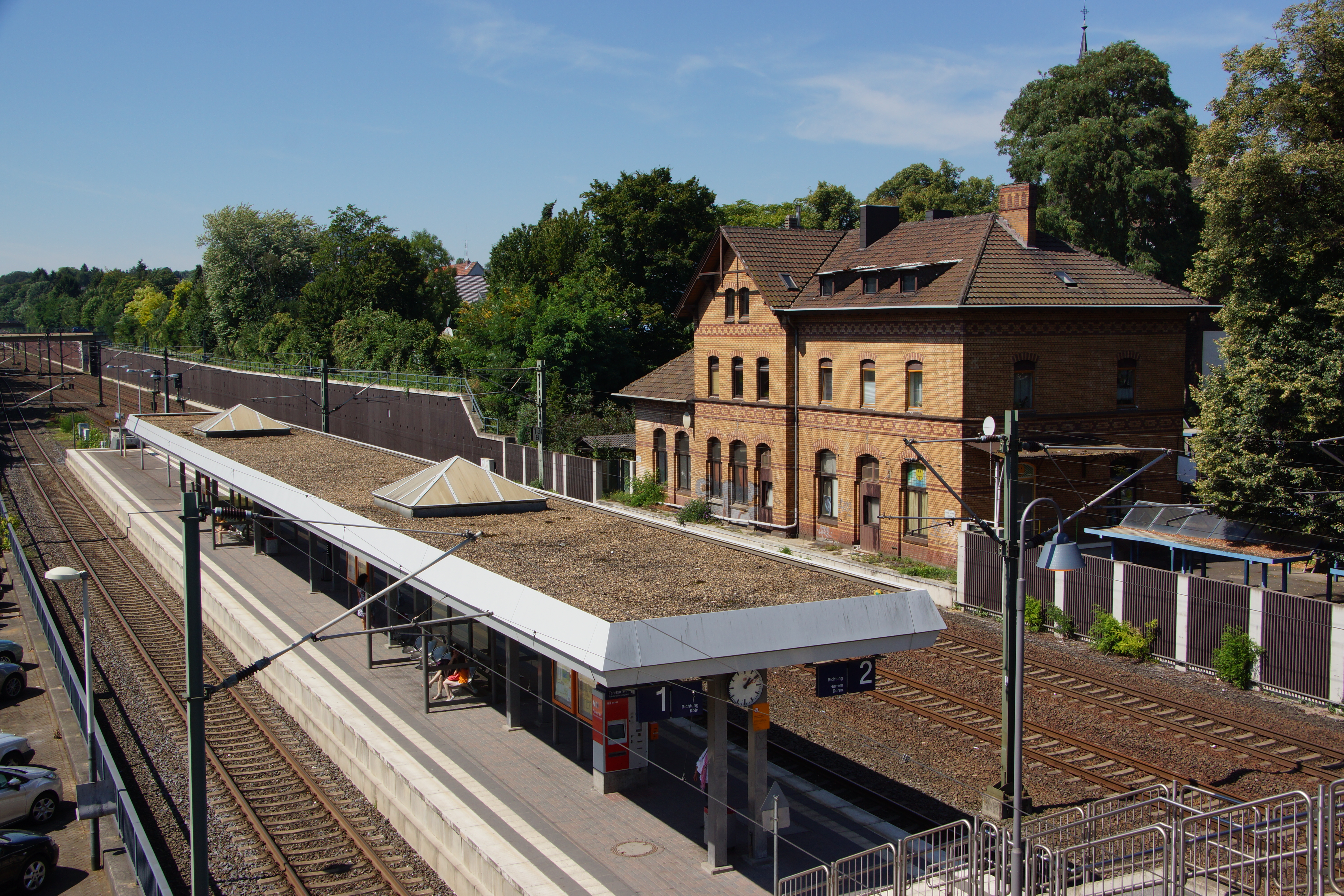
Der neue S-Bahn-Haltepunkt Frechen-Königsdorf, im Hintergrund das alte Empfangsgebäude

Für insgesamt 952 Millionen Euro soll (Stand: 2013) die Strecke ausgebaut werden. Von drei dazu gebildeten Abschnitten sind der erste und dritte fertiggestellt, das Planfeststellungsverfahren für den zweiten Abschnitt, der Überholgleise und Geschwindigkeitserhöhungen umfasst, wurde im August 2014 beim Eisenbahn-Bundesamt eingeleitet. Seit April 2019 laufen die Bauarbeiten im Bereich Aachen-Rothe Erde.

#### Planungen
Bereits im Bundesverkehrswegeplan 1973 wurde die Bahnstrecke Köln–Aachen als eine von acht geplanten Ausbaustrecken geführt. Nachdem das Ausbauprojekt im Koordinierten Investitionsprogramm von 1977 nicht enthalten war, wurde es in den Bundesverkehrswegeplan 1980 als bis 1990 zu realisierendes Vorhaben (Stufe I) wieder aufgenommen. Im Bundesverkehrswegeplan 1985 war die Strecke ebenfalls enthalten.
1988 liefen die Planungen für den Ausbau zwischen Köln und Aachen an. Im November 1989 einigten sich die Verkehrsminister der am Projekt PBKA beteiligten Länder auf einen Zeitplan, nach dem die Strecke im Jahr 1995 fertiggestellt werden sollte. Das Projekt wurde auch in den Bundesverkehrswegeplan 1992 aufgenommen. 1992 war geplant, die Maßnahmen bis 1997 abzuschließen. Von geschätzten Kosten von 1,1 Milliarden DM sollten rund 800 Millionen auf den Abschnitt zwischen Köln und Düren entfallen, die je zur Hälfte durch den Bund und aus Mitteln des Gemeindeverkehrsfinanzierungsgesetzes finanziert werden sollten. Rund 150 Millionen DM (Stand 1990) sollten auf den Abschnitt westlich von Düren entfallen.
Die Ausbaustrecke sowie die Errichtung einer neuen S-Bahn-Strecke Köln–Horrem–Düren (S 12) und (S 13) auf eigenem Bahnkörper wurden gemeinsam geplant.
PBKA ist ein europäisches Eisenbahnprojekt, das die Städte Paris, Brüssel, Köln und Amsterdam mit Hochgeschwindigkeitsstrecken verbinden soll. Das Projekt wird durch die EU im Rahmen der Transeuropäische-Netze-Initiative unter der Abkürzung PBKAL (Paris, Brüssel, Köln, Amsterdam, London) gefördert. Diese Strecke soll für den Hochgeschwindigkeitsverkehr ertüchtigt und für rund 950 Millionen Euro ausgebaut werden.

#### Umbaumaßnahmen

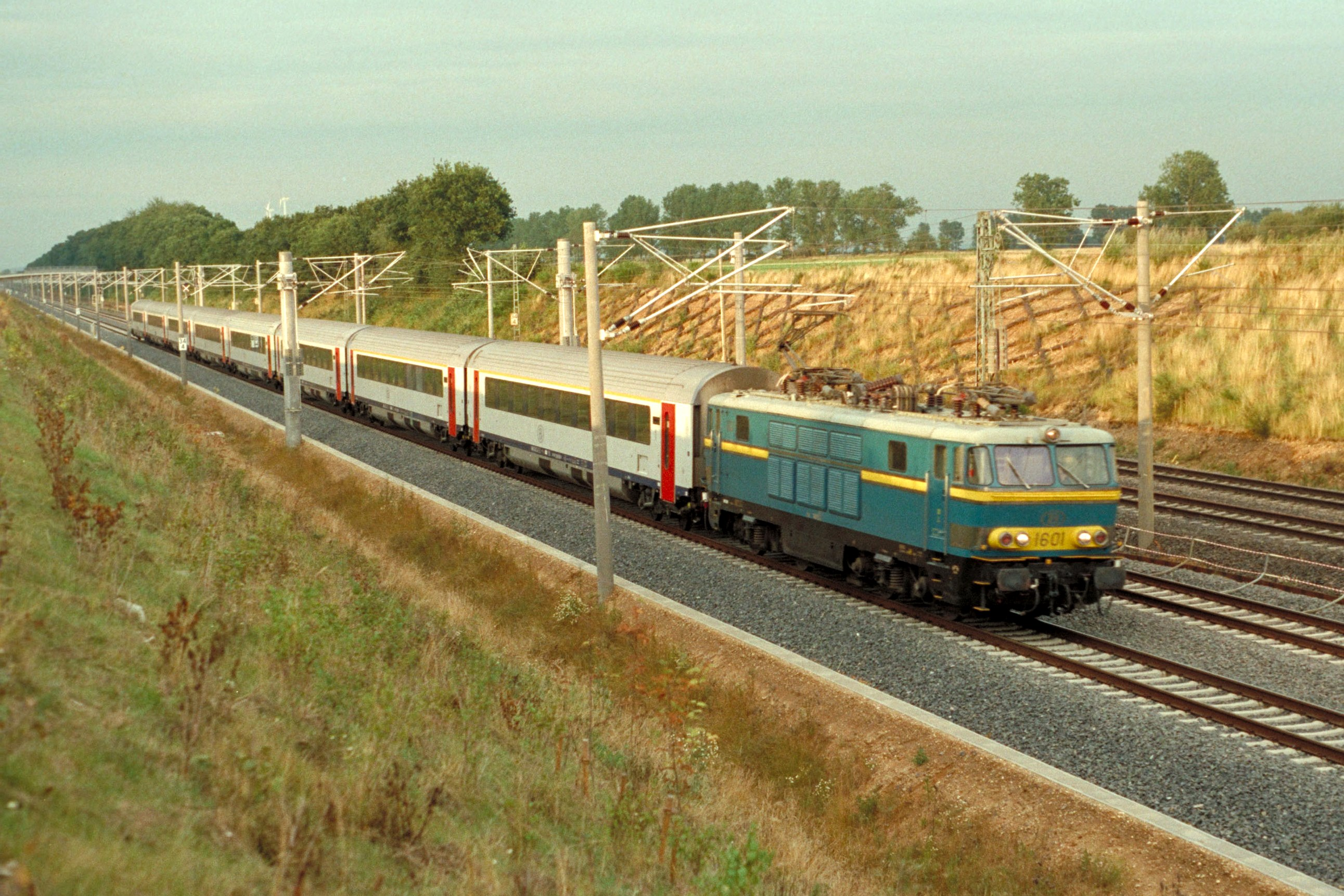
D 438 Köln–Oostende nahe Merzenich am 17. Juli 2002

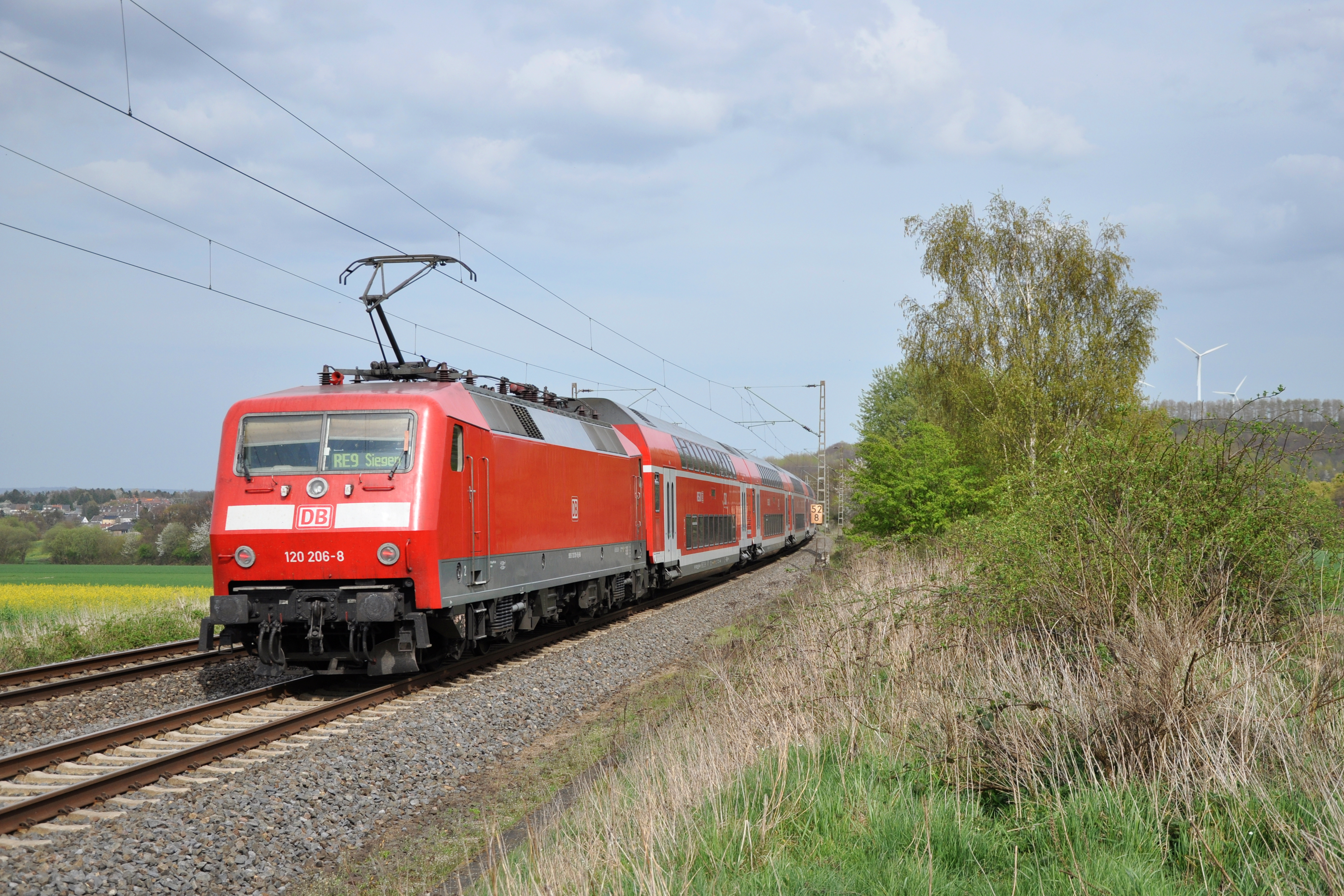
Rhein-Sieg-Express bei Nothberg

Die Bauarbeiten begannen am 22. Oktober 1997 mit einem symbolischen ersten Rammschlag. Zu den Gästen dieser Veranstaltung im Bauabschnitt 1 (Gleisdreieck in der Nähe des Hauptbahnhofs Köln) zählten Bundesverkehrsminister Wissmann und Landesverkehrsminister Clement.
Nach den damaligen Planungen sollten für 1,1 Milliarden D-Mark zunächst zwei neue Gleise zwischen Köln und Düren für den Hochgeschwindigkeitsverkehr entstehen und die Bestandsstrecke zur S-Bahn-Strecke ausgebaut werden. Die Kosten wurden zu mehr als 80 Prozent durch den Bund aufgebracht, der Rest wurde durch das Land Nordrhein-Westfalen gedeckt. Mit der Fertigstellung wurde für Mai 2002 gerechnet.
Die Bestandsstrecke wurde bis Ende 2002 zwischen Köln und Düren um ein bis zwei weitere Gleise erweitert und zur Schnellfahrstrecke ausgebaut. Seit dem 14. Dezember 2003 kann dieser 42 Kilometer lange Abschnitt auf den Fernbahngleisen mit einer Geschwindigkeit von bis zu 250 km/h befahren werden. Sämtliche Bahnhöfe auf dem Streckenabschnitt wurden umgebaut und teilweise zu reinen S-Bahn-Haltepunkten oder -Bahnhöfen umgewandelt.
Zum Fahrplanwechsel im Dezember 2002 wurde der Betrieb der S-Bahn auf der vom restlichen Betrieb getrennten S-Bahn-Strecke aufgenommen. Die Gleise der Schnellfahrstrecke dienen für den Regional- und den internationalen Schnellzugverkehr. Bis zur Eröffnung des Bahnhofs Köln/Bonn Flughafen Mitte 2004 verkehrte dort die S 13 der S-Bahn Köln, seither die S 12 (von Au (Sieg) über Hennef, Troisdorf und Köln nach Düren). Am 28. Mai 2006 wurde der Haltepunkt Köln-Weiden West eröffnet, der als Verknüpfungspunkt zu der bis hier verlängerten Kölner Stadtbahnlinie 1 errichtet wurde. Er soll insbesondere die An- und Abreise bei Veranstaltungen im RheinEnergieStadion erleichtern. Zwischen Buir und Sindorf wurde die eingleisige S-Bahn-Strecke auf einer Länge von 1,6 Kilometern auf zwei Gleise erweitert, um den S-Bahn-Takt zwischen Düren und Köln zu stabilisieren. Nachts verkehrt eine Fahrt der S13 über Horrem hinaus weiter bis Aachen Hauptbahnhof und zurück. Damit soll die Region eine bessere Anbindung an den Flughafen Köln/Bonn erhalten.
Um 2002 wurde die Strecke von rund 150 Reise- und 70 Güterzügen pro Tag befahren.
Mitte 2003 erreichte der ICE S im Rahmen von Zulassungs- und Abnahmefahrten im neu errichteten Schnellfahrabschnitt eine Geschwindigkeit von 275 km/h.

### Entwicklung seit 2003

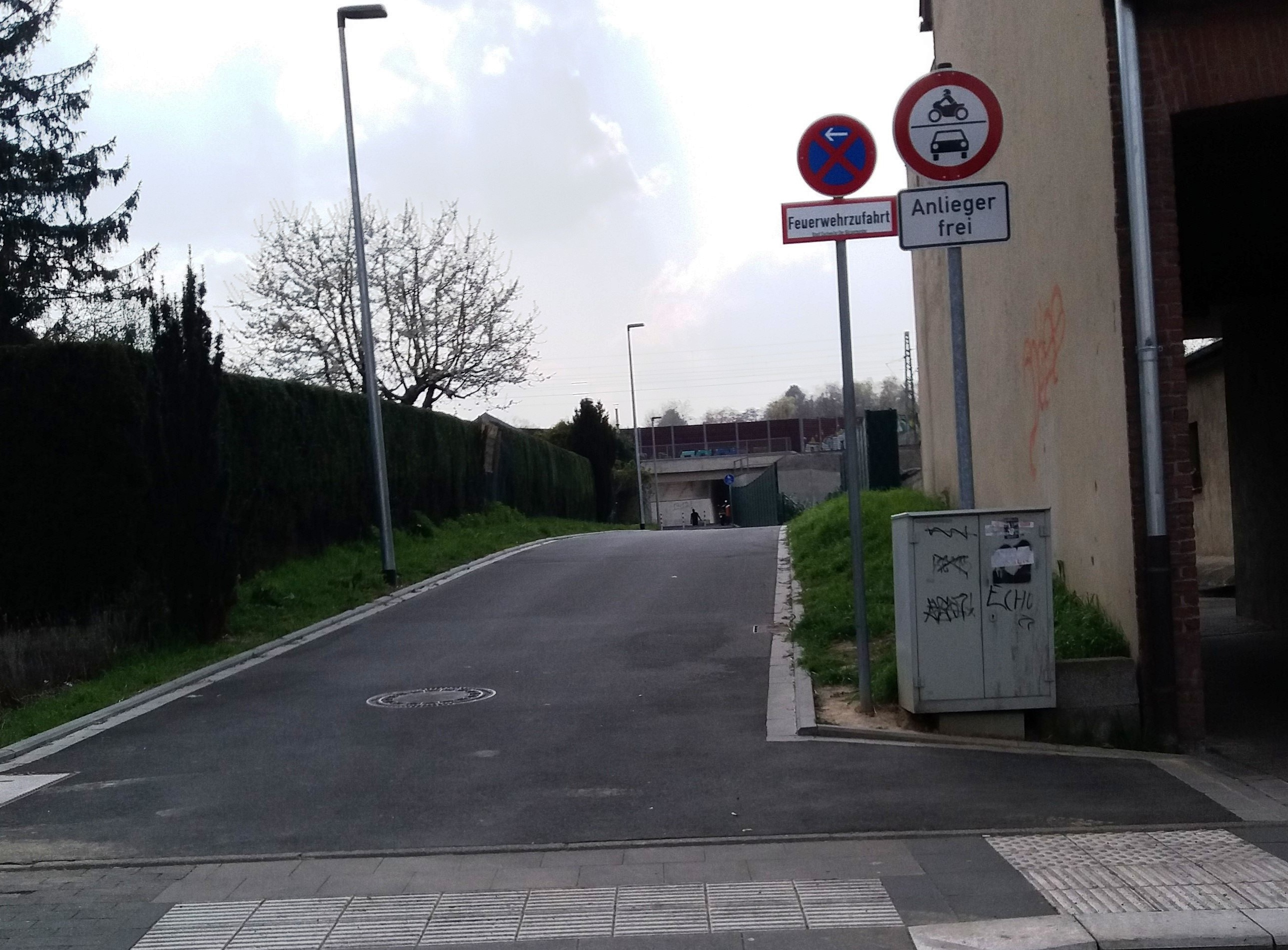
Neue Fußgängerunterführung Eschweiler Burgstraße

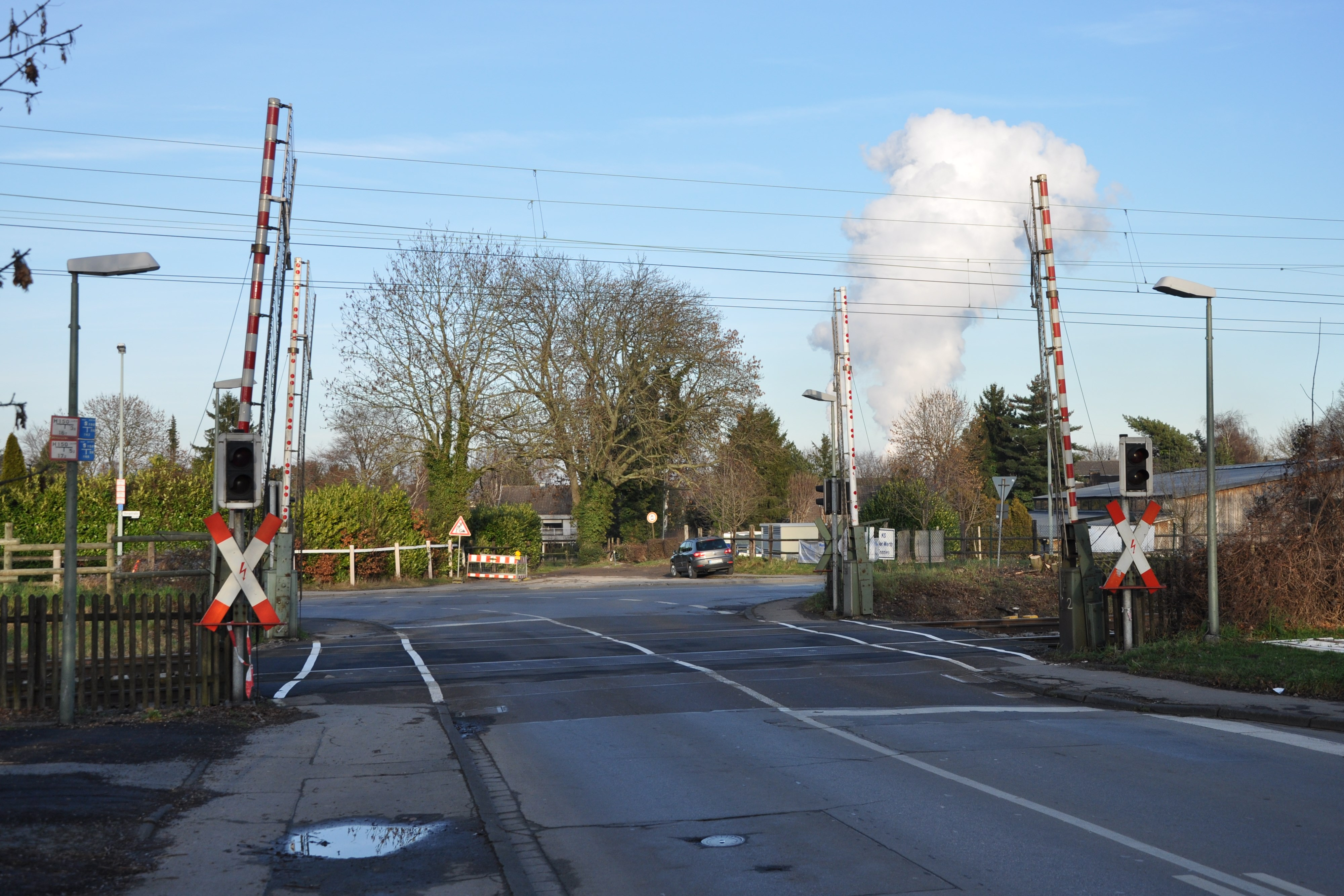
Der letzte verbliebene Bahnübergang lag am Jägerspfad in Eschweiler

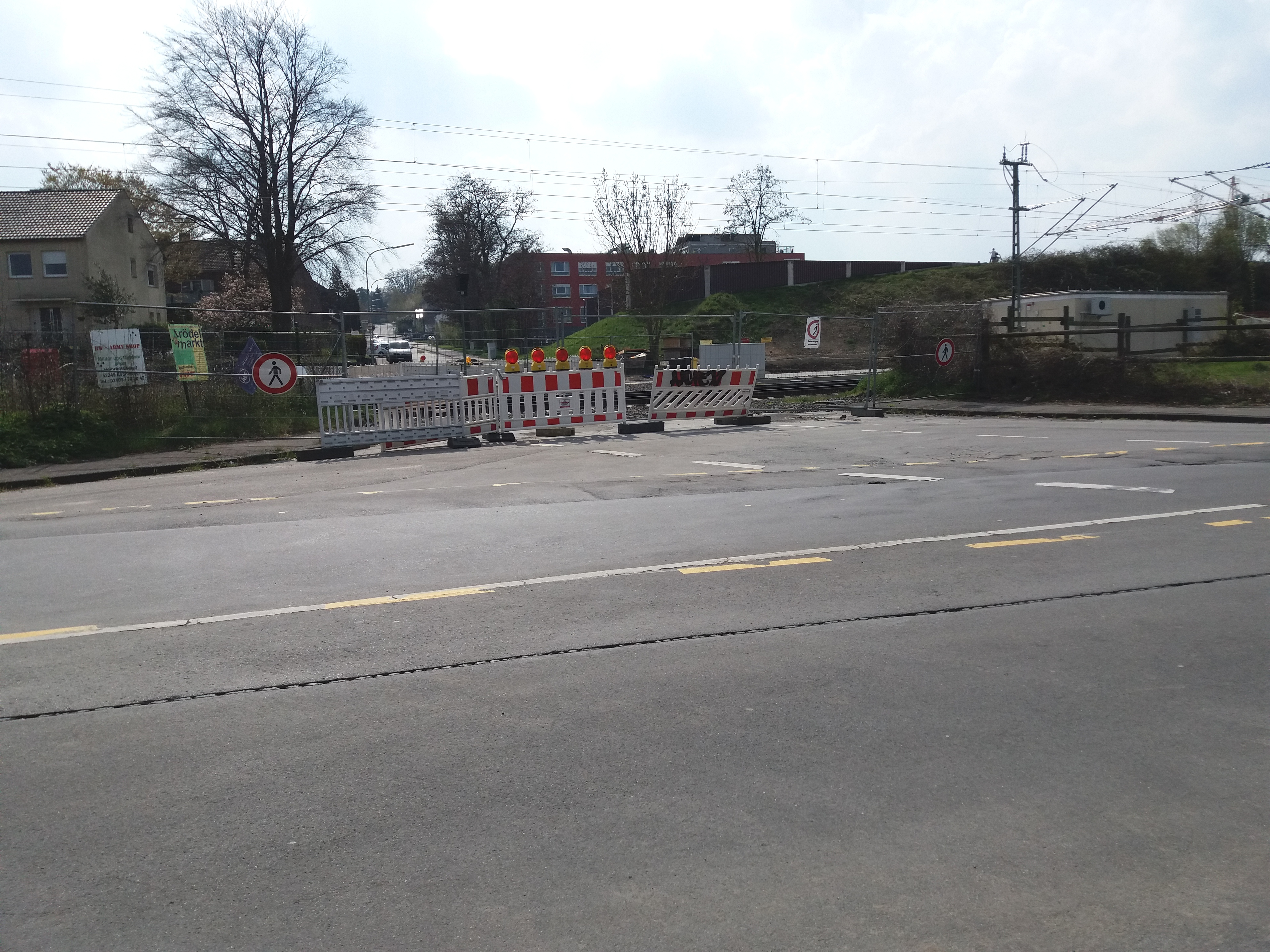
Geschlossener Bahnübergang Jägerspfad seit April 2020

Der Fernbahnteil der Strecke ist durchgehend zweigleisig und, in Richtung Aachen, ab dem Güterbahnhof Ehrenfeld (Streckenkilometer 6) für die gemeinsame Nutzung durch Fern- und Güterverkehr konzipiert. Der S-Bahn-Teil verläuft zwischen Köln und Sindorf ebenfalls zweigleisig. Im weiteren Verlauf bis Düren wechseln sich eingleisige Abschnitte mit zweigleisigen Begegnungsabschnitten ab. Die Einführung in den Bahnhof Düren (ab Haltepunkt Merzenich) erfolgt eingleisig. Die Fernbahn ist für 250 km/h ausgelegt, die S-Bahn-Gleise für 120 km/h. Ab der dem Bahnhof Düren vorgelagerten S-Bahn-Station Merzenich (Streckenkilometer 34,480) liegt die Entwurfsgeschwindigkeit der Fernbahn bei 220 km/h, ab Streckenkilometer 38,0 bei 200 km/h sowie ab Streckenkilometer 39,6 bei 160 km/h. Die S-Bahn wurde für einen 20-Minuten-Takt (zur Hauptverkehrszeit), mit der Möglichkeit zusätzlicher Taktverdichtungen, konzipiert. Vorgesehen waren dabei 53 S-Bahn-Fahrten je Tag und Richtung. Über die Fernbahngleise verkehrende Regionalzüge halten zwischen Köln und Düren noch in Horrem und Köln-Ehrenfeld. Planungen, die S 6 bis Horrem verkehren zu lassen und damit einen Zehn-Minuten-Takt zwischen Horrem und Köln zu schaffen, wurden nicht realisiert.
In einer zweiten Baustufe soll der Streckenabschnitt zwischen Düren und Langerwehe für Geschwindigkeiten bis 200 km/h ertüchtigt werden. Der anschließende Abschnitt über Eschweiler nach Aachen soll für 140 km/h ausgebaut werden. Derzeit sind zwischen Eschweiler und Stolberg nur Geschwindigkeiten bis 120 km/h möglich, teilweise sogar nur bis 110 km/h. Auf dem Rest der Strecke sind bereits Höchstgeschwindigkeiten von 140 bzw. 160 km/h gestattet. Der Bahnhof Düren soll nach Abschluss der zweiten Baustufe mit 200 km/h durchfahren werden können. Im Endzustand soll damit, zwischen Köln und Langerwehe, ein fast 50 Kilometer langer Abschnitt mit wenigstens 200 km/h durchfahren werden können.
Im Investitionsrahmenplan bis 2010 für die Verkehrsinfrastruktur des Bundes waren Gesamtkosten in Höhe von insgesamt 951,7 Mio. Euro (Preisstand: 2006) für den Neu- und Ausbau zwischen Köln und der deutsch-belgischen Grenze (einschließlich Buschtunnel) angegeben. Bis 2005 wurden davon 769,8 Millionen Euro ausgegeben. Es wurden zwischen 2006 und 2010 Bundesmittel in Höhe von 88,9 Millionen Euro investiert. Über diesen Zeitraum hinaus besteht ein Finanzierungsbedarf in Höhe von 93,0 Millionen Euro (Bundesmittel ab 2011, Eigenmittel Deutsche Bahn AG und Beiträge Dritter ab 2006).
Im November 2008 wurden zusätzliche Investitionen in den Streckenabschnitt Aachen–Stolberg–Eschweiler im Rahmen eines Konjunkturpakets beschlossen. Es war geplant, dass der Abschnitt Aachen-Rothe Erde–Stolberg (Rheinland) Hauptbahnhof ab 2010 teilweise dreigleisig ausgebaut werden sollte. Dieses Vorhaben wurde bisher nicht realisiert. Lediglich der Bahnhof Aachen-Rothe Erde wurde modernisiert. Wegen der Bauverzögerung kürzte die Europäische Kommission Ende 2010 die Fördergelder für das Projekt um 2,9 Millionen Euro.

Im Juni 2010 übernahm die EVS Euregio Verkehrsschienennetz (EVS) den Stolberger Hauptbahnhof inklusive Empfangsgebäude, lediglich das Fahrdienstleiterstellwerk und die durchgehenden Hauptgleise verblieben im Eigentum der Deutschen Bahn. 2012 wurden durch die EVS Umbauarbeiten am Stolberger Hauptbahnhof begonnen und die Bahnsteighöhe des Hausbahnsteigs auf 760 Millimeter erhöht. 2017 begann die Deutsche Bahn im Stolberger Hauptbahnhof die Bauarbeiten am Mittelbahnsteig an den durchgehenden Hauptgleisen, dabei wurde die vorhandene Unterführung durch eine Überführung mit Aufzügen ersetzt.

2018 begannen die Bauarbeiten am Projekt Ausbaustrecke 4, II. Ausbauabschnitt, 1. Baustufe am Eschweiler Hauptbahnhof, dabei wurden die Bahnsteige auf 760 Millimeter erhöht, ein barrierefreier Zugang zum Mittelbahnsteig über Aufzüge erstellt und die beiden Überholgleise 1 und 4 auf eine Nutzlänge von 750 m verlängert.

Das Relaisstellwerk wurde durch den Anschluss des Bahnhofs an ein elektronisches Stellwerk ersetzt und der letzte Bahnübergang zwischen Köln und Aachen am Jägerspfad in Eschweiler Mitte April 2020 geschlossen, als Ersatz wurde eine Fußgängerunterführung an der Burgstraße angelegt.

2019 begannen die Arbeiten in Aachen. Im Ortsteil Eilendorf soll zwischen dem Haltepunkt Eilendorf und dem ehemaligen Güterbahnhof Aachen-Rothe Erde das dritte Gleis um ca. 1.700 Meter verlängert werden, ebenfalls sind Maßnahmen zum Schall- und Erschütterungsschutz realisiert worden. Im November 2023 wurden die Arbeiten wegen fehlender finanzieller Mittel abgebrochen. Die restlichen Arbeiten sollen nun 2029 im Rahmen der geplanten Generalsanierung stattfinden.
Am 11. November 2019 wurde die Strecke zwischen Stolberg Hauptbahnhof und Aachen Hauptbahnhof (und weiter bis Aachen West) zum überlasteten Schienenweg erklärt.
Aufgrund baulicher Mängel muss bis 2027 die Brücke der Wolfsbendenstraße am Haltepunkt Eilendorf erneuert werden. Aufgrund der möglichen Erweiterung auf ein drittes Streckengleis soll dieses bei einem Ersatzneubau bereits berücksichtigt werden. Bisher liegt jedoch seitens der Bahn kein konkreter Umsetzungsplan vor. Daher sollen für die von der Verkehrspolitik geforderte Berücksichtigung des dritten Gleises keine Kosten übernommen werden. Die Stadt Aachen müsste die dafür notwendigen Mehrkosten tragen. Schon beim Brückenneubau der B264 bei Derichsweiler wurde trotz vorliegender Machbarkeitsstudien eine Variante umgesetzt, welche die Errichtung eines dritten Streckengleises unmöglich macht. Die Straßenbrücke müsste daher erneut neu- oder umgebaut werden.
2028 soll die Strecke Köln–Aachen im Rahmen der Generalsanierung für ca. fünf Monate komplett gesperrt werden. Mit Planungsstand April 2024 war unter anderem die Ausrüstung des Abschnitts Aachen Süd (Grenze) – Aachen Hbf – Köln mit ETCS Level 2 ohne Signale geplant. Die LZB zwischen Düren und Köln und die PZB würde dann nicht mehr benötigt und abgebaut. Die Streckenhöchstgeschwindigkeit zwischen Eschweiler und Düren kann durch die neue Signaltechnik auf 200 km/h erhöht werden. Der Aufgabenträger go.Rheinland kritisierte die Planungen, da er eine Nachrüstung der im Nahverkehr eingesetzten Triebfahrzeuge mit ETCS für nicht rechtzeitig umsetzbar hält. Der Zweckverband fordert stattdessen eine Doppelausrüstung der Strecke mit ETCS und ortsfesten Signalen, sodass Fahrzeuge ohne ETCS-Ausrüstung die Strecke weiterhin befahren könnten. Im Juni 2025 zog die DB InfraGO ihre Planungen für die Ausrüstungen von Strecken mit ETCS ohne ortsfeste Signale wieder zurück. Nach ursprünglichen Plänen aus dem Jahr 2023 war die Generalsanierung im zweiten Halbjahr 2029 vorgesehen, wurde 2024 jedoch in das Jahr 2028 vorverlegt.

## Streckenbeschreibung

### Köln Hauptbahnhof

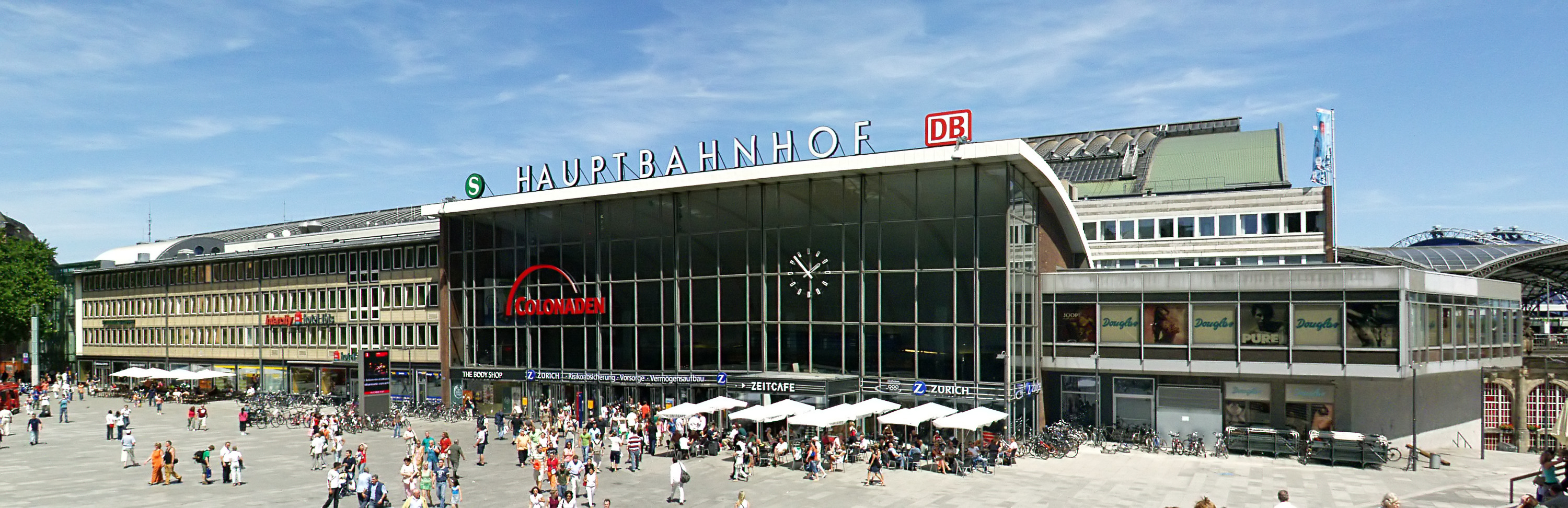
Empfangsgebäude des Kölner Hauptbahnhofs

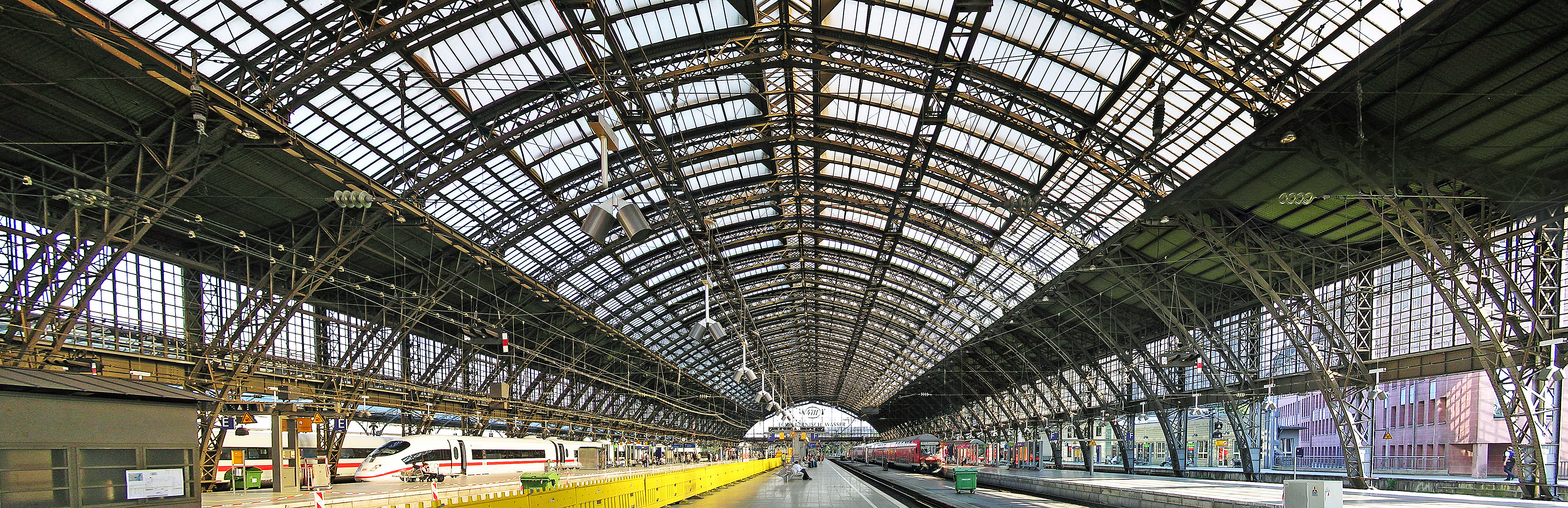
Bahnsteighalle

Der ursprüngliche Ausgangspunkt der Bahnlinie Köln–Aachen war ein Kopfbahnhof der Rheinischen Eisenbahn-Gesellschaft. Als 1859 die Dombrücke eine Querung des Rheins ermöglichte, führte die Strecke bis zum Centralbahnhof. Dieser war ein kombinierter Kopf- und Durchgangsbahnhof. Die Züge der Rheinischen Eisenbahn aus Aachen endeten an vier Kopfgleisen. Zwei Durchgangsgleise dienten hauptsächlich Zügen der Cöln-Mindener Eisenbahn-Gesellschaft. Der heutige Kölner Hauptbahnhof wurde von 1892 bis 1894 errichtet, da die Kapazität des Centralbahnhofs dem erhöhten Zugverkehr nicht mehr gewachsen war. Im Zweiten Weltkrieg wurde der Bahnhof stark beschädigt, das Empfangsgebäude musste abgerissen und durch einen Neubau ersetzt werden. Um 1990 wurden an der Nordseite zwei Gleise für den S-Bahn-Verkehr hinzugefügt, die von der übrigen Infrastruktur unabhängig sind. Heute ist der Kölner Hauptbahnhof einer der meistfrequentierten Bahnhöfe Deutschlands, denn alle Züge, die die Schnellfahrstrecke Köln–Aachen befahren, halten hier.

### Haltepunkt Köln Hansaring
Der Haltepunkt Köln Hansaring, benannt nach der darunterliegenden Ringstraße, wurde gleichzeitig mit der Errichtung zweier zusätzlicher S-Bahn-Gleise des Kölner Hauptbahnhofs und der Hohenzollernbrücke im Jahr 1990 am Streckenkilometer 0,8 eröffnet. Er ist mit der seit 1974 bestehenden, gleichnamigen Station der Stadtbahn Köln verbunden, verfügt über einen Mittelbahnsteig und wird von allen S-Bahnen, die den Hauptbahnhof durchqueren, sowie der RB 25 bedient, welche sich im S-Bahn-Vorlaufbetrieb befindet.
Unmittelbar hinter dem Haltepunkt befindet sich das Bahnbetriebswerk Köln, das von Zügen in Richtung Aachen sowie der S-Bahn-Strecke nördlich und von Zügen in Richtung Köln Hauptbahnhof südlich umfahren wird. Zwischen Köln Hansaring und Köln-Ehrenfeld wird außerdem die S-Bahn-Strecke, die in der Umgebung des Kölner Hauptbahnhofs nördlich der Gleise für den übrigen Verkehr verläuft, mittels Überwerfungsbauwerk nach Süden geführt, auf dem sie bis zu ihrem Ende in Düren verbleibt.

### Bahnhof Köln-Ehrenfeld

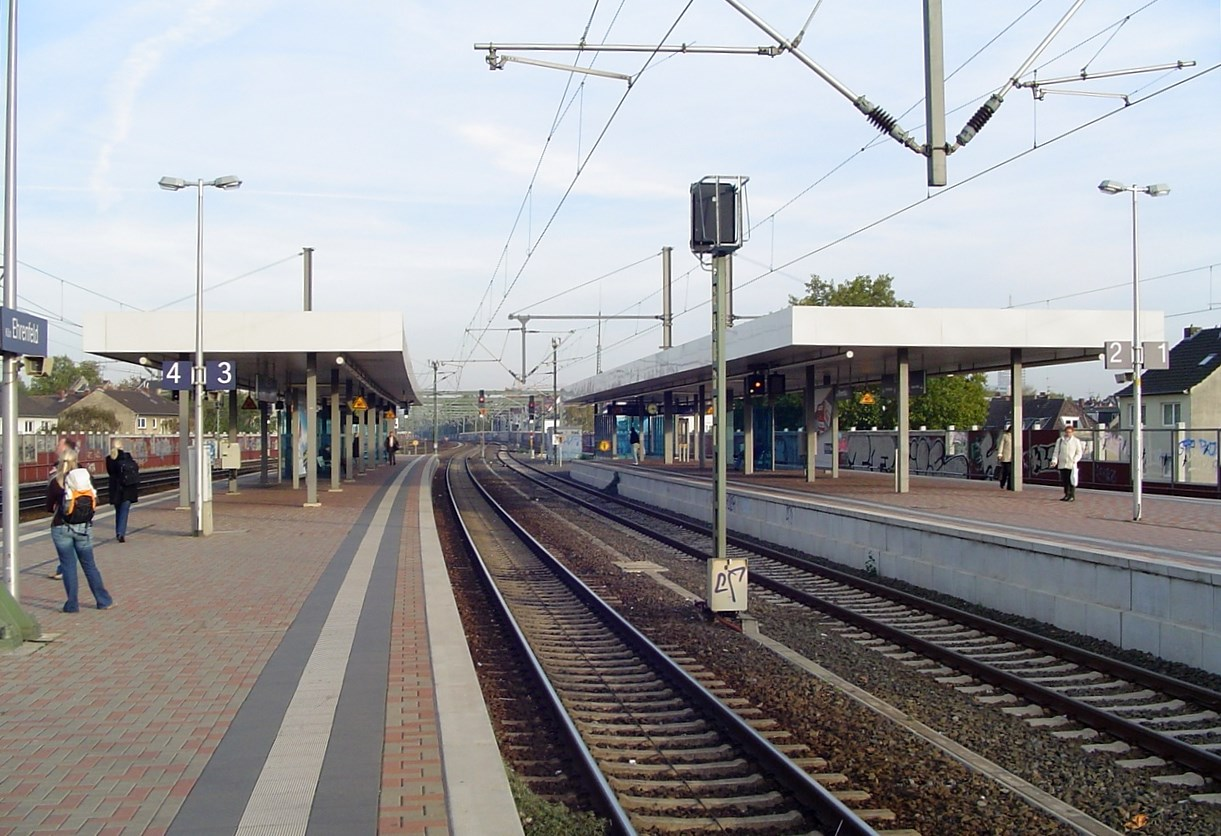
Bahnhof Köln-Ehrenfeld, Blick von Gleis 3

Nachdem 1839 der ersten Abschnitts zwischen Köln und Müngersdorf gebaut war, fuhren die Züge zwar schon durch Ehrenfeld, aber erst 1863 entstand hier zunächst ein Güterbahnhof, zwei Jahre später dann ein Personenbahnhof. Der Bahnhof Köln-Ehrenfeld liegt heute am Streckenkilometer 3,7. Er verfügt über zwei Bahnsteige mit vier Bahnsteiggleisen, nördlich davon schließen sich zwei Gleise ohne Bahnsteig für durchgehende Züge und Güterzüge an. Die Gleise 1 und 2 werden für den S-Bahn-Verkehr, die Gleise 3 und 4 für den Regionalverkehr genutzt. Köln-Ehrenfeld ist planmäßiger Halt aller durchquerenden Linien des Regionalverkehrs. Unweit des Bahnhofs befindet sich die unterirdische Station Venloer Straße/Gürtel der Stadtbahn Köln. Am Bahnhof Köln-Ehrenfeld kreuzt der Ehrenfeldgürtel die Schnellfahrstrecke Köln–Aachen.
In und um den Bahnhof Köln-Ehrenfeld verläuft die Bahntrasse auf einem Viadukt. Einige Bögen dieses Viadukts wurden als Lagerfläche genutzt, andere waren verwahrlost. Außerdem gab es Probleme mit eindringender Feuchtigkeit. Im Jahr 2015 sollen die Bögen saniert werden und dabei selbsttragende Innenschalen erhalten. Anschließend soll durch einen privaten Investor eine Einkaufsmeile mit Gastronomie entstehen. Im Moment befindet sich in drei der Bögen eine Diskothek.

### Bahnhofsteil Köln-Müngersdorf Technologiepark
Der Bahnhofsteil Köln-Müngersdorf Technologiepark liegt im Osten des Kölner Stadtteils Müngersdorf am Streckenkilometer 5,9. Er kam erst 2002 mit dem Bau der S-Bahn nach Düren hinzu. Die Station verfügt über einen teilweise überdachten Mittelbahnsteig, der über zwei Treppen und einen Fahrstuhl mit der darunterliegenden Straße verbunden ist, an der sich eine Bushaltestelle der Kölner Verkehrsbetriebe befindet.

### Bahnhof Belvedere

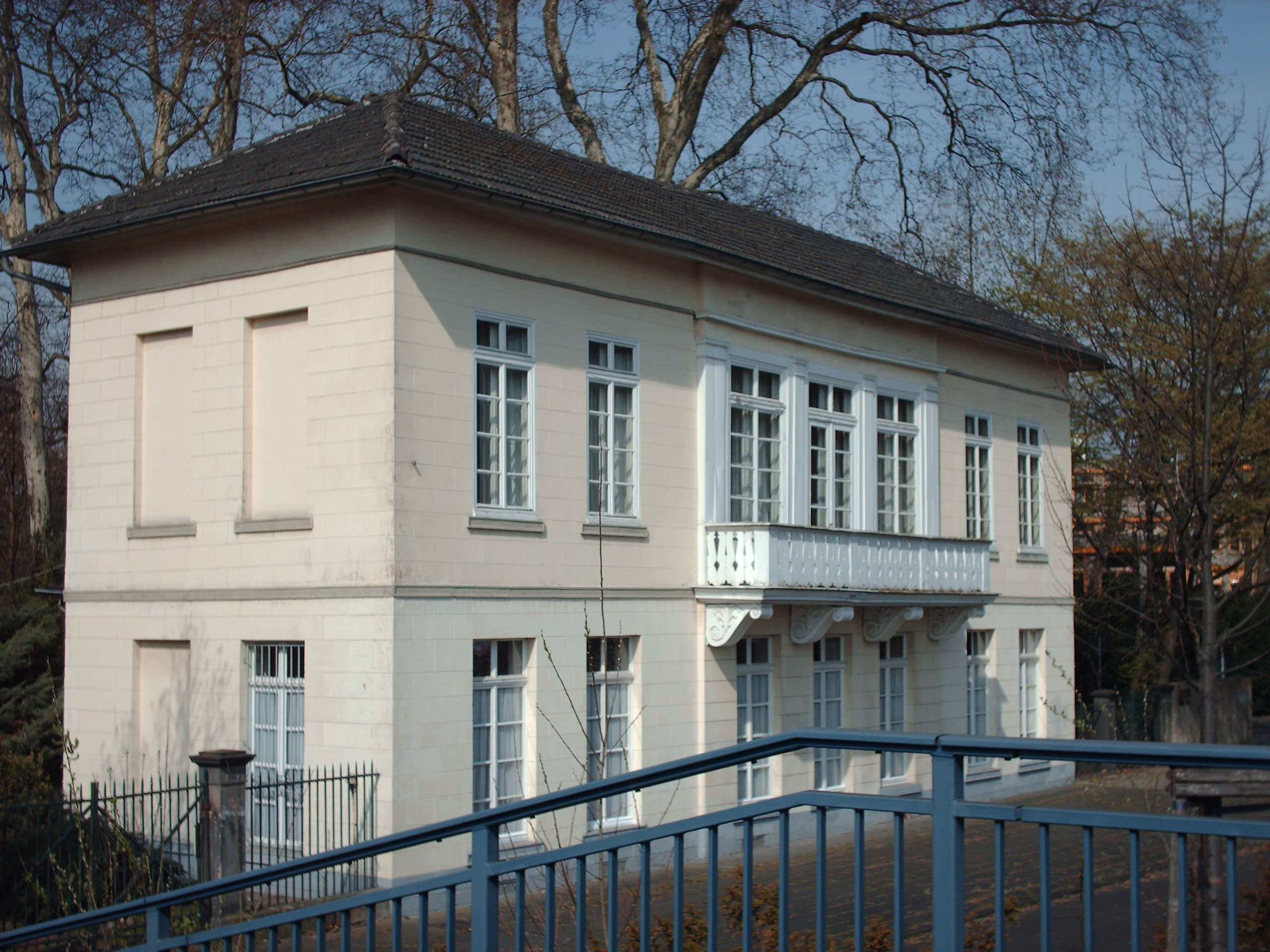
Bahnhofsgebäude des früheren Bahnhofs Belvedere

Der erste Abschnitt der Bahnstrecke Köln–Aachen, der am 2. August 1839 eröffnet wurde, führte bis Müngersdorf, in dem der Bahnhof Belvedere bis zur Eröffnung des Bahnhofs Lövenich den Endpunkt (Streckenkilometer 7,0) der Strecke darstellte. Für Ausflugsgäste aus der Kölner Innenstadt wurde ein kleines Bahnhofsgebäude, das ein Restaurant beherbergte, auf einer Anhöhe nördlich der im Einschnitt verlaufenden Bahnstrecke errichtet. Mit dem Weiterbau der Strecke nach Aachen verlor der Müngersdorfer Bahnhof, das Haus Belvedere immer mehr an Bedeutung. Für den Betrieb erlangte deshalb der Bahnhof nie große Bedeutung und wurde noch vor 1892 geschlossen. Heute sind keine Betriebsanlagen des Bahnhofs mehr vorhanden. Das Bahnhofsgebäude, das zwischenzeitlich als Wohnhaus genutzt wurde, existiert noch und steht als „ältester in Originalgestalt erhaltener Bahnhof Deutschlands“ in der Denkmalliste der Stadt Köln.

### Haltepunkt Lövenich
Der Bahnhof Köln-Lövenich wurde am 2. Juli 1840 mit dem zweiten Bauabschnitt der Bahnstrecke am Streckenkilometer 9,0 eröffnet und war rund ein Jahr lang westlicher Endpunkt der Strecke. 2002 wurde westlich des Bahnhofs am Streckenkilometer 9,7 ein S-Bahn-Haltepunkt errichtet. Im Gegenzug wurde der frühere Bahnhof Köln-Lövenich zurückgebaut und ist heute ein reiner Überholbahnhof ohne Möglichkeit zum Fahrgastwechsel. Der S-Bahn-Haltepunkt verfügt über einen Mittelbahnsteig, der zwischen den Streckengleisen der S-Bahn liegt.

### Haltepunkt Köln-Weiden West

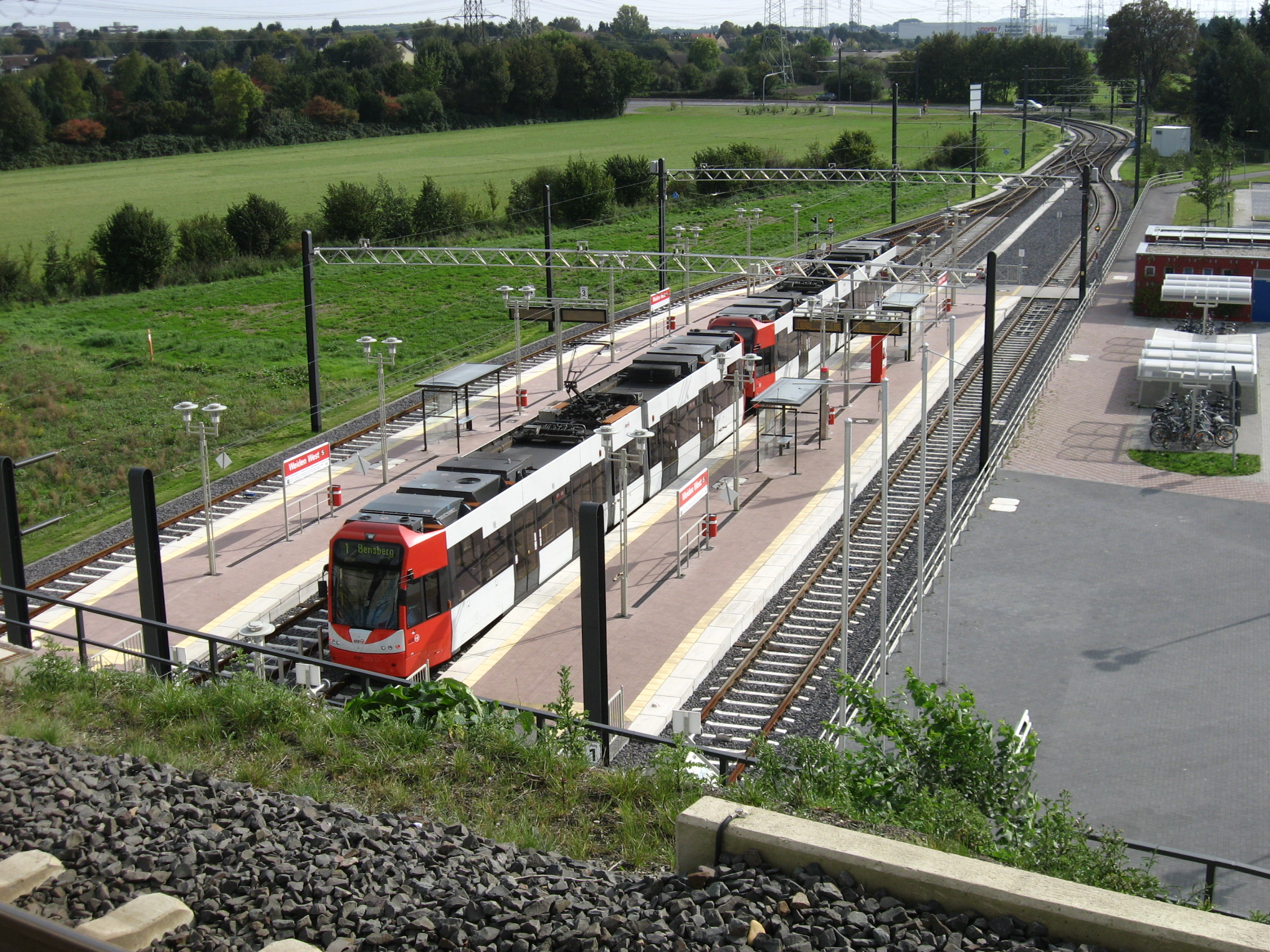
Blick vom Bahnsteig in Weiden West auf die Stadtbahn-Haltestelle

Der Haltepunkt Köln-Weiden West wurde 2006 im Vorfeld der Fußball-Weltmeisterschaft 2006 am Streckenkilometer 11,1 gebaut. Gleichzeitig wurde die Linie 1 der Stadtbahn Köln um etwa einen Kilometer in westliche Richtung verlängert und ein neuer Endbahnhof mit 4 Gleisen angelegt. Die Schnellfahrstrecke Köln–Aachen befindet sich in Weiden West auf einem Bahndamm. Der Stadtbahn-Haltepunkt liegt ebenerdig unmittelbar südlich der Strecke, sodass ein direkter Umstieg möglich ist. Die Fahrzeit mit der Stadtbahn von Weiden West bis zur Haltestelle am RheinEnergieStadion beträgt etwa zehn Minuten, sodass der Haltepunkt zu Heimspielen des 1. FC Köln von vielen Fußballfans genutzt wird. Auch aufgrund der nahegelegenen Anschlussstelle Frechen-Nord an der Bundesautobahn 4 benutzen viele Pendler den Haltepunkt. Ein Park-and-Ride-Parkplatz mit 430 Stellplätzen wurde daher im Jahr 2008 auf 680 Parkplätze erweitert. Da unter der Woche die Auslastung des Parkplatzes noch immer sehr hoch ist, wird über eine weitere Erhöhung der Parkplatzzahl diskutiert. Dies könne laut Stadt Köln nur durch Errichtung einer Parkpalette erfolgen, denn mittlerweile seien keine weiteren Flächen für eine Erweiterung mehr verfügbar. Hierfür würden wiederum Zuschüsse vom Land Nordrhein-Westfalen benötigt, was langfristige Planung erfordert.

### Haltepunkt Frechen-Königsdorf

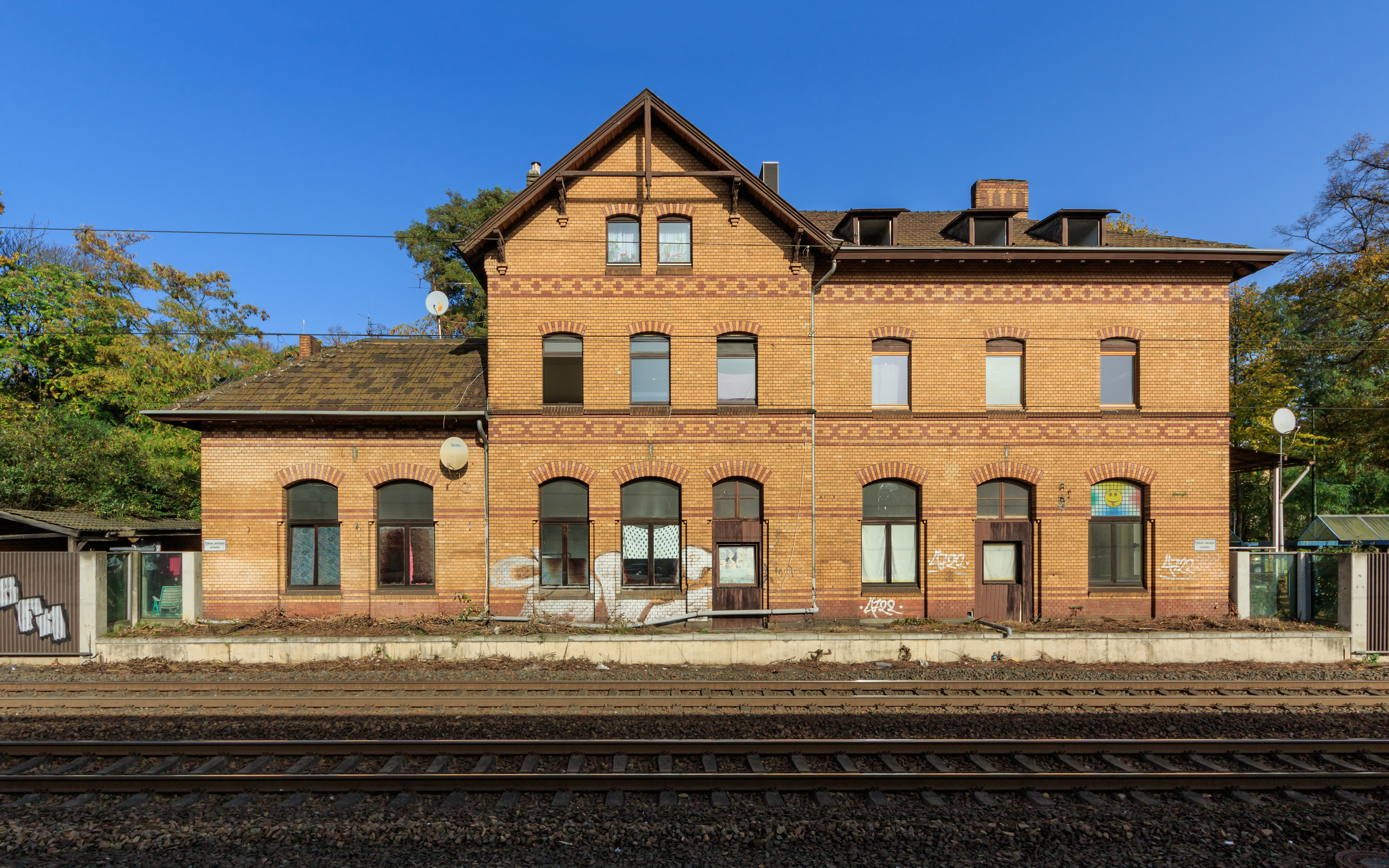
Frechen-Königsdorf, das alte Bahnhofsgebäude

Mit der Verlängerung der Strecke nach Aachen wurde 1841 am Streckenkilometer 13,8 der Bahnhof Großkönigsdorf erbaut.
Im Jahr 2000 wurde der Bahnhof in Frechen-Königsdorf umbenannt und 2002 im Rahmen des Streckenausbaus in einen S-Bahn-Haltepunkt umgewandelt. Der Haltepunkt verfügt über einen Mittelbahnsteig und ist mit einer über die Gleise führenden Fußgängerbrücke verbunden. Das nördlich der Bahnstrecke gelegene Bahnhofsgebäude existiert noch, besitzt aber keinen Bahnsteig mehr und wird momentan als Taxizentrale genutzt.

### Königsdorfer Tunnel
Der Königsdorfer Tunnel war ein 1623 Meter langer Tunnel zwischen Großkönigsdorf und Horrem am Streckenkilometer 15,0. Der Baubeginn datiert auf das Jahr 1837, die Fertigstellung erfolgte 1841. Beim Bau waren bis zu 2.000 Arbeiter beschäftigt. Bei seiner Eröffnung war er der längste Eisenbahntunnel Europas. Die maximale Überdeckung betrug 35 Meter. Zur Abführung des von Dampflokomotiven verursachten Rauchs wurden Schornsteine in ebendieser Höhe errichtet.
Durch Bergwasser und Abgase der Dampflokomotiven wurde das Mauerwerk fortlaufend geschädigt, sodass der Tunnel zu Beginn der 1930er-Jahre stark sanierungsbedürftig war. Da der Tunnel nicht genau gerade gemauert war, wurden mit der Zeit Ausspitzungen zur Begradigung vorgenommen, die die Standsicherheit zusätzlich reduzierten. Eine Sanierung begann 1937, wurde aber aufgrund des Zweiten Weltkriegs nie beendet. Nachdem Anfang 1954 Teile der Tunnelwand abplatzten und in das Lichtraumprofil hineinragten, wurde in Tunnelmitte ein drittes Gleis verlegt, um Platz für Stützgerüste zu schaffen. Im März 1954 galt im Tunnel eine Geschwindigkeitsbegrenzung von 10 km/h. Weil ohnehin die Elektrifizierung der Bahnstrecke in Planung war und eine Aufweitung des Lichtraumprofils des Tunnels für die Oberleitung nötig gemacht hätte, wurde entschieden den Tunnel zurückzubauen und in einen Geländeeinschnitt umzuwandeln. Bis zum Dezember 1955 wurden mit Eimerkettenbaggern 4 Millionen Kubikmeter Erdreich abgetragen und über eine Bandstraße in eine Grube einer nahegelegenen Brikettfabrik transportiert. Zeitgleich wurde die Horremer Brücke für die Nord-Süd-Bahn von Rheinbraun (heute RWE Power) errichtet. Der Einschnitt wurde 2002 mit Hilfe von Spundwänden verbreitert und die Trasse angehoben, um die Verlegung von zwei zusätzlichen Gleisen für die S-Bahn zu ermöglichen. Heute ist von dem früheren Tunnel nichts mehr zu erkennen, Teile des Ostportals stehen zur Erinnerung.

### Bahnhof Horrem

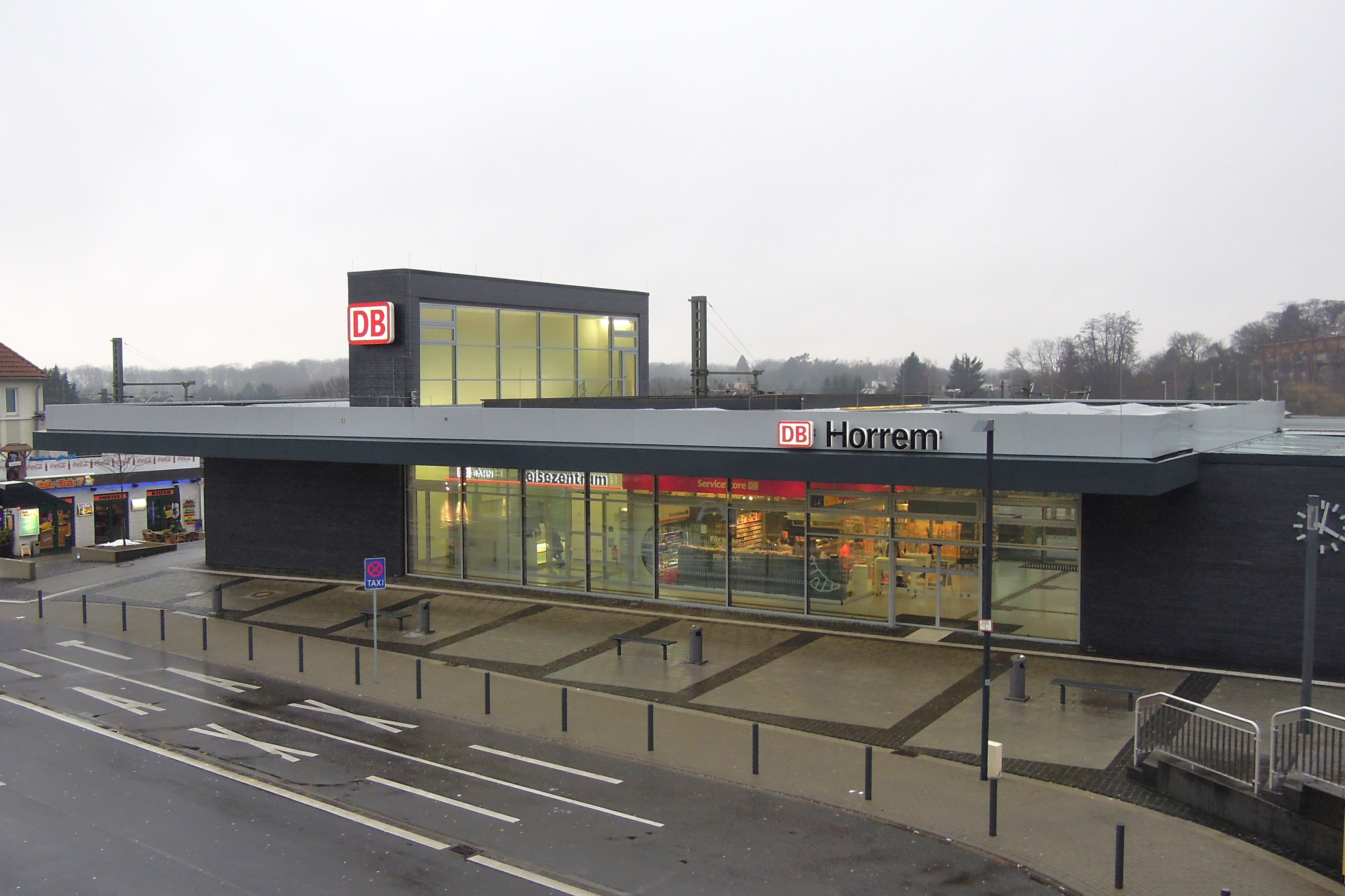
Neu errichtetes Empfangsgebäude des Bahnhofs Horrem

Der Bahnhof Horrem ging 1841 nach seinem Bau am Streckenkilometer 18,7 in Betrieb. 2002 erfolgte die Erweiterung zum S-Bahnhof. Am Bahnhof zweigt die Erftbahn von der Schnellfahrstrecke Köln–Aachen ab. Der Bahnhof besitzt zwei Bahnsteiggleise für den Betrieb an der Erftbahn und vier Bahnsteig- und drei Durchfahrgleise für den Betrieb an der Schnellfahrstrecke. Bis 2001 besaß der Bahnhof Horrem einen Güterbahnhof, der nördlich an den Personenbahnhof anschloss. Heute befinden sich an dieser Stelle Pendlerparkplätze. Von 2010 bis 2014 wurden Vorplatz und Empfangsgebäude grundlegend umgestaltet: Dabei entstand ein „Grüner Bahnhof“, der CO2-neutral arbeitet. Hierzu wurden Photovoltaik- und Geothermie-Anlagen installiert und ökologische Baustoffe verwendet. Im Empfangsgebäude befinden sich nun ein Wartesaal, ein Kiosk und eine Bahnhofsbuchhandlung.
Im Bereich des Horremer Bahnhofs befindet sich eine tektonische Verwerfung. Die Gleise der Fernbahn überqueren diese über ein spezielles Bauwerk, das unterirdisch angelegt ist und die Verschiebungen hydraulisch ausgleichen kann. Die übrigen Gleise besitzen an dieser Stelle spezielle Schienenstöße.

### Haltepunkt Sindorf

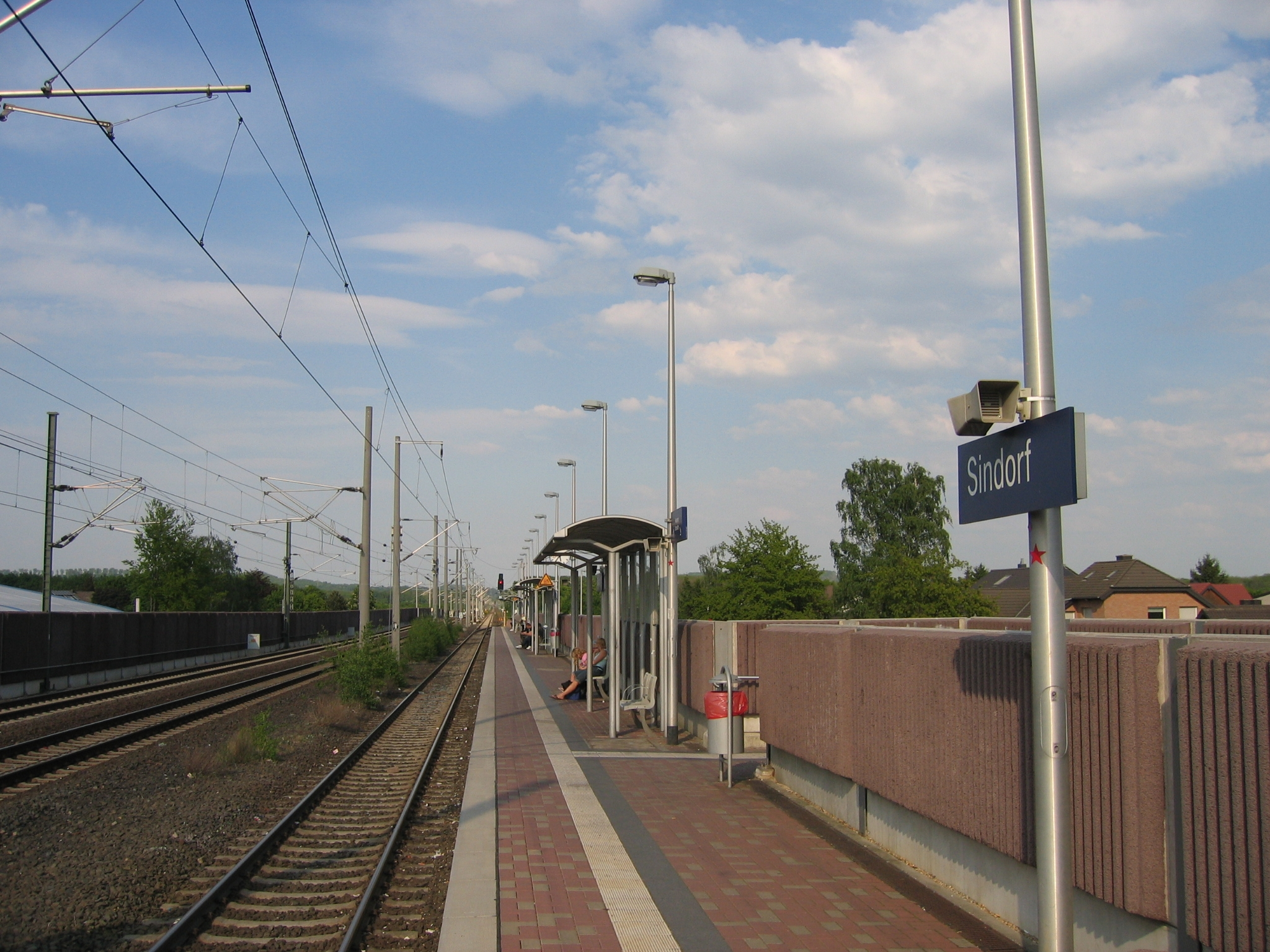
S-Bahn Haltepunkt Sindorf

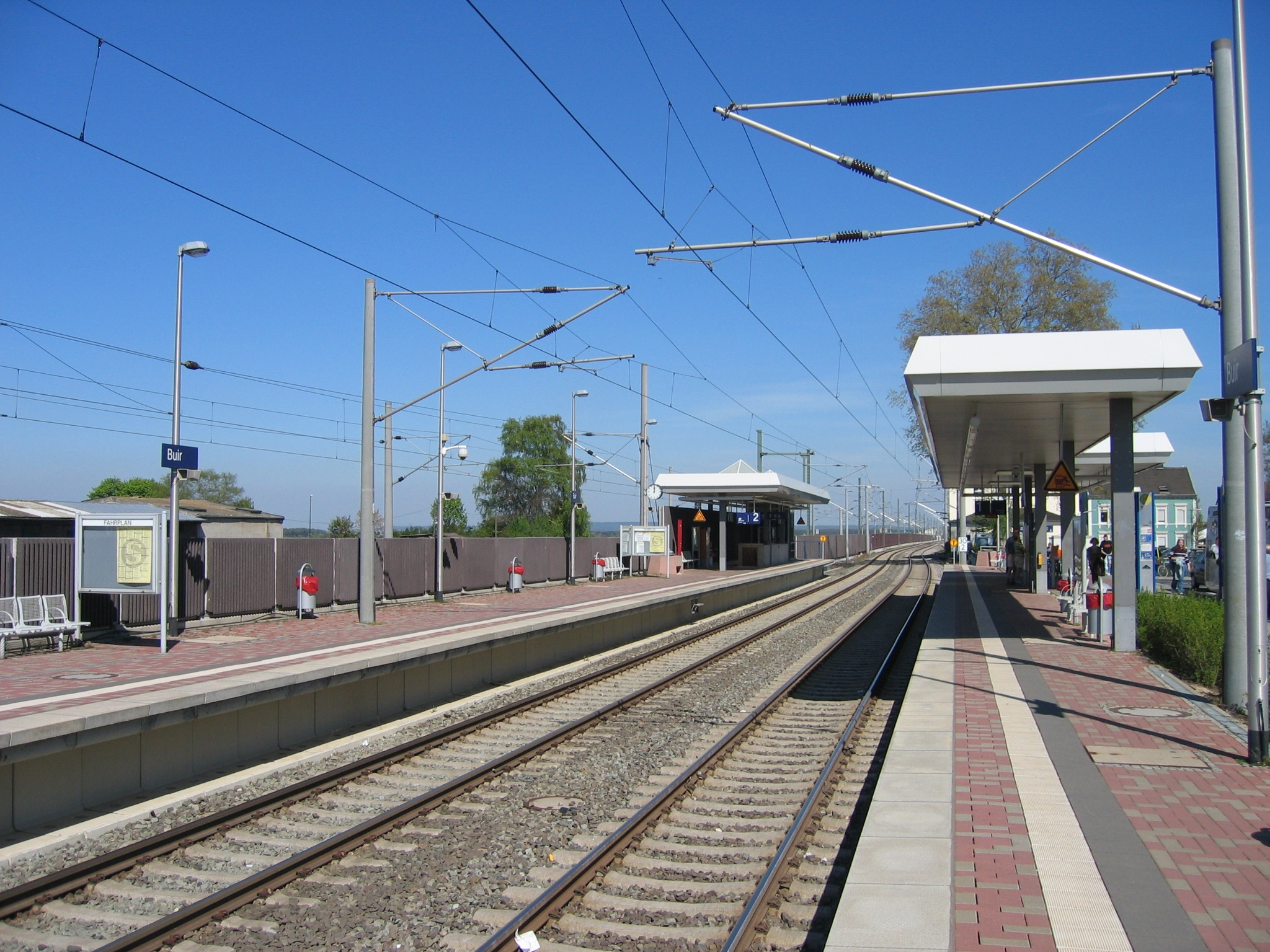
S-Bahn Haltepunkt Buir

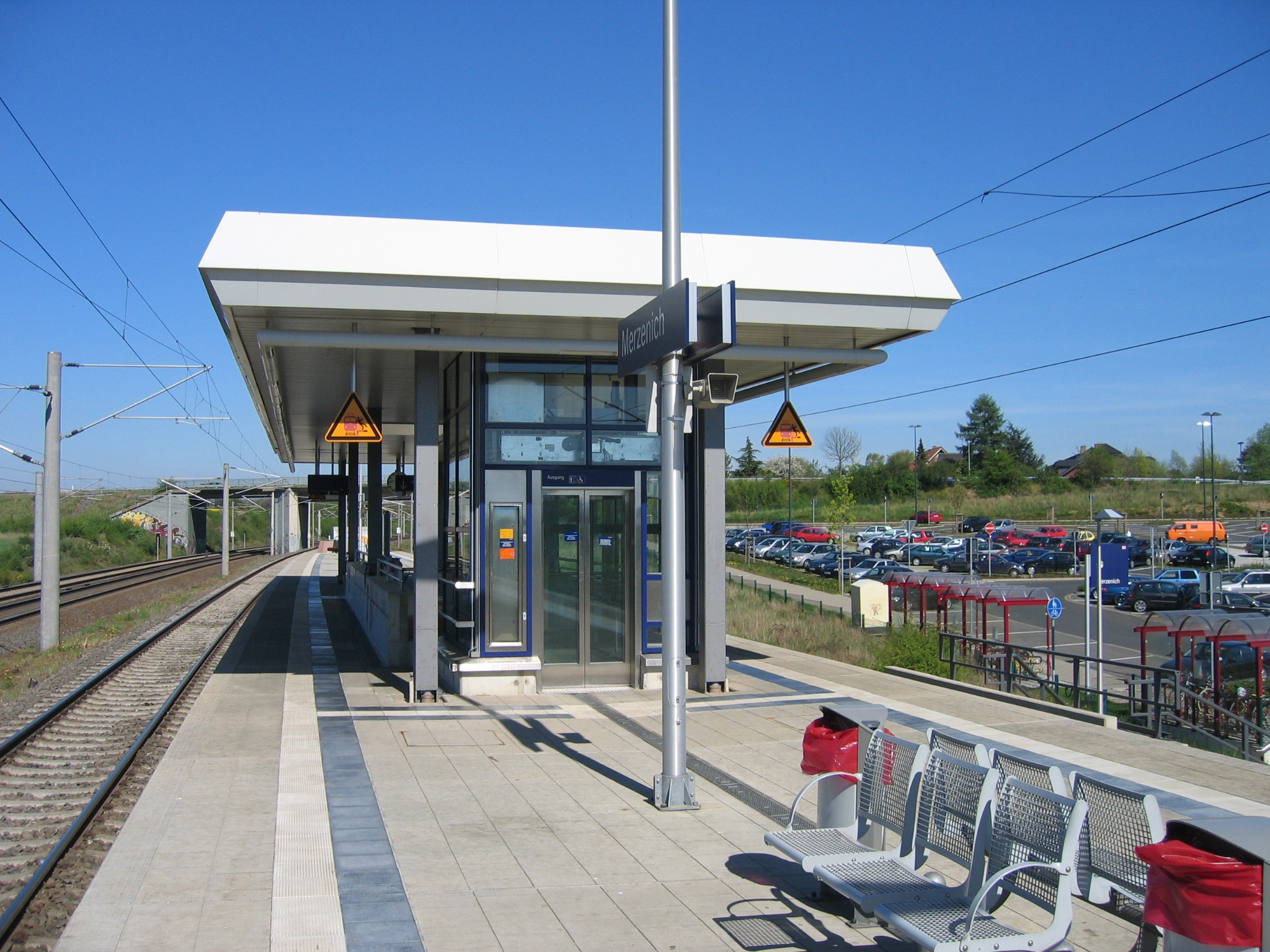
S-Bahn-Haltepunkt Merzenich

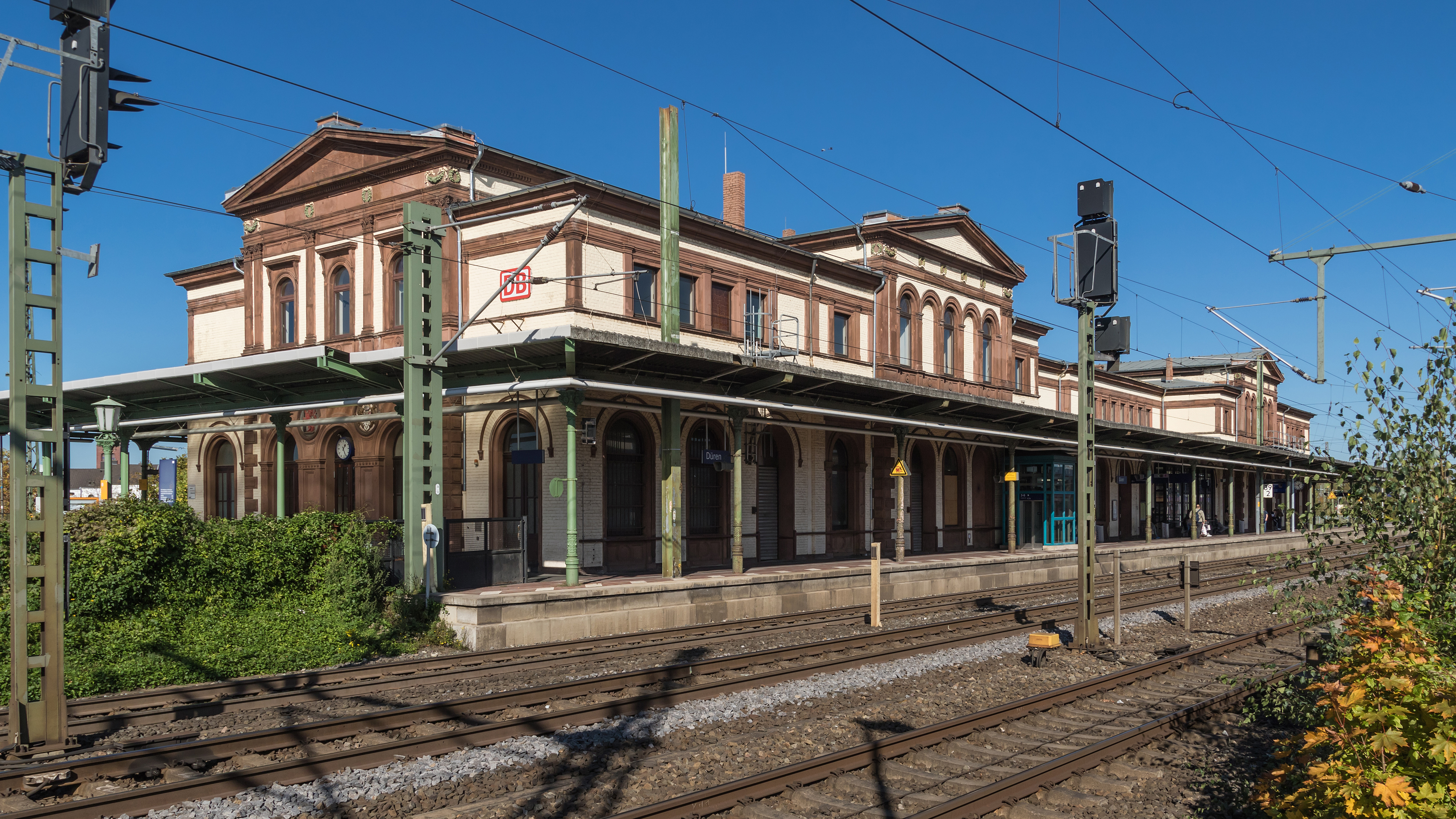
Bahnhofsgebäude in Düren

1912 wurde der Bahnhof Sindorf zwischen den Bahnhöfen Dorsfeld und Horrem am Streckenkilometer 22,4 in Betrieb genommen. Der Bahnhof hatte nördlich und südlich der alten Bahnstrecke jeweils einen Bahnsteig. Gleichzeitig wurde der bisherige Halt Dorsfeld aufgegeben. Dorsfeld war eine Anschlussstelle für die nahegelegenen Kiesgruben.
Mit der Eröffnung der parallel verlaufenden S-Bahn-Strecke wurde 2002 der Bahnhof Dorsfeld als Überholbahnhof für den Güterverkehr in Betrieb genommen. Am Streckenkilometer 25,8 befand sich von 1952 bis 1966 die Blockstelle Blatzheim. Ebenso wurde mit der Inbetriebnahme der S-Bahn-Strecke der Bahnhof Sindorf an den Streckenkilometer 21,4 verlegt und zu einem Haltepunkt herabgestuft.
Der Haltepunkt Sindorf liegt im Südosten des Kerpener Ortsteils Sindorf und besitzt einen südlich an die an diesem Punkt eingleisige S-Bahn-Strecke angeschlossenen Seitenbahnsteig. Dieser ist in südliche Richtung durch eine Schallschutzwand begrenzt, an den Bahnsteigenden befinden sich die Ein- und Ausgänge. Im Jahr 2004 wurde von Bürgern beim damaligen Landesverkehrsminister Axel Horstmann die Breite des Bahnsteigs bemängelt. Der drei Meter breite Bahnsteig sei zu schmal, was sich insbesondere im Berufsverkehr zeigen würde. Infolgedessen wurden die Fahrkartenautomaten verlegt. Nach erneuter Kritik erstellte der Zweckverband Nahverkehr Rheinland Anfang 2010 ein Gutachten, in dem die maximale Kapazität des Bahnsteigs mit 190 Personen angegeben wurde. Bei Fahrgastzählungen zur morgendlichen Hauptverkehrszeit seien jedoch maximal 164 Personen erfasst worden, womit eine formale Erfüllung der Anforderungen gegeben ist.

### Haltepunkt Buir
Im Bahnhof Buir waren von seinem Bau 1841 am Streckenkilometer 30,3 bis zum Streckenausbau 2002 zwei Streckengleise und ein Überholgleis mit einem Mittelbahnsteig vorhanden. Seit dem Ausbau der Strecke werden die Gleise der KBS 480 und zwei S-Bahn-Gleise durch den Bahnhof geführt. Die direkt am Bahnhof gelegene Malzfabrik hatte einen Gleisanschluss.
Während bis auf den Haltepunkt Sindorf (einzelner Seitenbahnsteig) alle übrigen reinen S-Bahn-Haltepunkte der Ausbaustrecke einen Mittelbahnsteig besitzen, verfügt der Haltepunkt Buir über zwei Seitenbahnsteige nördlich und südlich der S-Bahn-Gleise. Der nördliche Seitenbahnsteig ist durch eine Lärmschutzwand von den Fernbahngleisen getrennt. Der Zugang zum nördlichen Bahnsteig erfolgt über eine Unterführung. Im Bereich des Haltepunkts Buir verläuft die Schnellfahrstrecke Köln–Aachen rund acht Kilometer lang in Verkehrswegebündelung parallel zur Hambachbahn und zur durch den Tagebau Hambach verlegten Bundesautobahn 4.

### Haltepunkt Merzenich
Es gab früher auf dem Merzenicher Gebiet kurzzeitig von 1841 bis 1880 am Streckenkilometer 35,0 einen Haltepunkt Merzenich am Ort des ehemaligen Abzweigs der Bahnstrecke Neuss–Düren, ohne diese Strecke jemals anzubinden. Genau an der Stelle wurde am 29. April 2003 der neue Haltepunkt Merzenich gebaut und für die S-Bahn in Betrieb genommen. Er verfügt über einen Mittelbahnsteig, einen großen Pendlerparkplatz, wird von den Linien S 13 und S 19 bedient und ist sowohl im Tarif des Aachener Verkehrsverbunds als auch im Tarif des Verkehrsverbunds Rhein-Sieg erreichbar. Ferner entstand im Rahmen der Ausbaumaßnahmen ein weiterer Überholbahnhof bei Streckenkilometer 36,7.

### Bahnhof Düren
Der Dürener Bahnhof wurde 1841 am Streckenkilometer 39,2 eröffnet und entwickelte sich bald zu einem Knotenpunkt des Schienenverkehrs: Bis 1900 entstanden die Bahnstrecken Düren–Heimbach, Jülich–Düren, Düren–Neuss und Düren–Euskirchen mit Düren als Ausgangspunkt. Von 1933 bis 1986 befand sich in Düren ein Bahnbetriebswerk. Das Empfangsgebäude wurde 1874 eröffnet und anders als die Innenstadt der Stadt Düren nicht beim Luftangriff vom 16. November 1944 zerstört. Es liegt als Inselbahnhof zwischen den nördlich gelegenen Gleisanlagen für den Verkehr nach Jülich und den südlich gelegenen Gleisen der Bahnstrecke Köln–Aachen. Regionalexpress-Züge in Richtung Aachen können vom Hausbahnsteig erreicht werden. Die Bahnsteige für Regionalexpress-Züge und S-Bahnen in Richtung Köln sowie Züge der Euregiobahn in Richtung Aachen sind durch eine Unterführung erreichbar. Auch einzelne Fernverkehrszüge halten in Düren. Obwohl sich auf dem Gebiet der Stadt Düren weitere Bahnhöfe bzw. Haltepunkte befinden, trägt der Bahnhof Düren nicht die Bezeichnung Hauptbahnhof.

### Dreigurtbrücke
Auf der Dreigurtbrücke überquert die Bahnstrecke Köln–Aachen den Fluss Rur am Streckenkilometer 39,8. Die Brücke hat eine Spannweite von 78 Metern und wurde von 1928 bis 1929 als Ersatz für eine gemauerte Brücke aus der Zeit der Erbauung der Bahnstrecke errichtet. Das mittlerweile unter Denkmalschutz stehende Bauwerk befindet sich momentan in einem maroden Zustand. Die Wirtschaftlichkeit einer Sanierung ist fraglich.

### Hubertushof und Gürzenich
Am Streckenkilometer 41,3 befindet sich die Bedarfsanschlussstelle Hubertushof. Dieser Anschluss diente der Bundeswehr für ihr Gelände im Hürtgenwald (Gürzenicher Bruch). Dort war auch von 1925 bis 1952 die Blockstelle Gürzenich. Etwa einen Kilometer südlich des Ortes, noch zu Gürzenich gehörend, befindet sich ein von der Bundeswehr genutztes Depot, in dem vor allem Waffen und Material für den etwa 15 Kilometer entfernten Luftwaffen-Fliegerhorst in Nörvenich gelagert wurden. Das 150 Hektar große Depot wurde 2009 geschlossen.
Daneben hatte Gürzenich einen Güterbahnhof. Die Stichstrecke zum Güterbahnhof zweigte etwa an der heutigen Straße Papiermühle (vormals Mühlenweg) von der Straßenbahnstrecke nach Gürzenich ab. Am Breuer’s Häuschen gab es ein Verbindungsgleis zur Ringbahn. Der Gürzenicher Güterbahnhof hatte ein Lade- und Umsetzgleis, und es gab einen Anschluss an die Bahnstrecke Düren – Aachen. Über diese Gleisverbindung wurde von 1944 bis zur Wiederherstellung der Rurbrücke der Ringbahn der gesamte Güterverkehr in Richtung Rölsdorf und Lendersdorf abgewickelt.
Mit dem Ausbau zur Schnellfahrstrecke sollte es zwischen Düren und Langerwehe ein drittes Gleis u. a. für die Euregiobahn geben. Jedoch der Neubau der Brücke der Bundesstraße 264 über die Bahnstrecke bei Gürzenich/Derichsweiler durch Straßen NRW verhindert dies. Straßen NRW gibt die Schuld an die DB Netz AG weiter, da es keine Forderung für einen Streckenausbau von Seiten der DB Netz AG gegeben hätte.

### Derichsweiler und Merode
Bei Streckenkilometer 44,3 befand sich bis November 2002 der Überholbahnhof Derichsweiler. Von 1843 bis 1928 war er ein Haltepunkt für Personenverkehr. Mit der Umstellung des Streckenabschnitts auf ESTW-Technik wurde der Bahnhof Derichsweiler aufgegeben und die Weichen sowie die Fahrleitung auf den Überholgleisen demontiert. Der westliche Teil des früheren Bahnhofes gehört nun zum ESTW-A Langerwehe, der östliche Teil zu Düren. Das frühere Stellwerksgebäude ist noch erhalten, wird jedoch nicht mehr genutzt. Am Streckenkilometer 46,5 befand sich 1965/1966 die Blockstelle Merode.

### Bahnhof Langerwehe

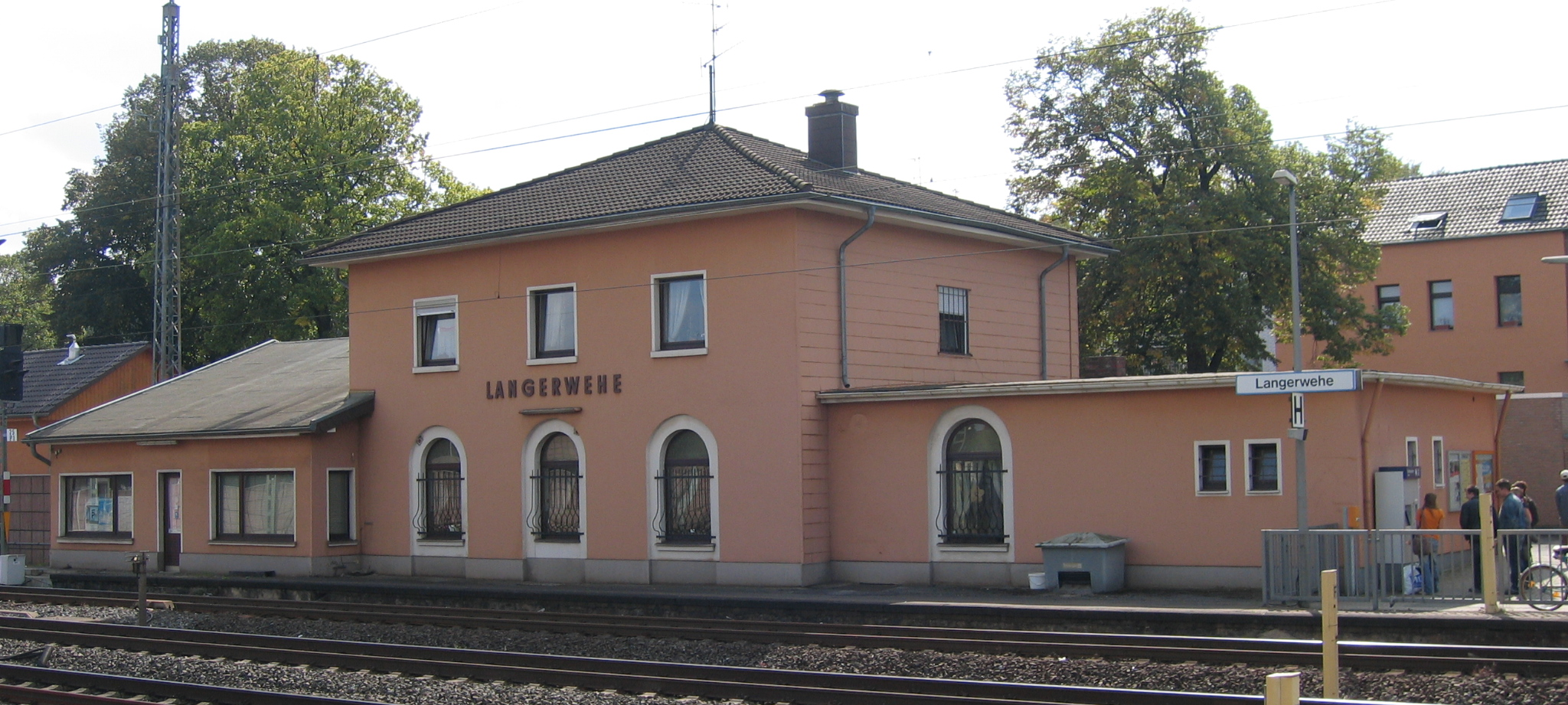
Bahnhofsgebäude von Langerwehe

Der Bahnhof Langerwehe (Streckenkilometer 48,9) besitzt an der Bahnstrecke Köln–Aachen zwei Bahnsteiggleise mit Seitenbahnsteigen jeweils nördlich und südlich der beiden durchgehenden Streckengleise. In Langerwehe endet die 2009 errichtete Bahnstrecke Eschweiler-Weisweiler–Langerwehe. In Langerwehe endende Züge der Euregiobahn aus Richtung Eschweiler-Weisweiler fahren einen dritten, im Jahr 2009 errichteten Bahnsteig an. Die durchgehenden Bahnsteiggleise an der Bahnstrecke Köln–Aachen werden von haltenden Zügen der Regionalexpress-Linien und bis Düren durchgebundenen Zügen der Euregiobahn benutzt.
Das zweigeschossige Empfangsgebäude stammt aus der Zeit der Errichtung (1841) der Strecke und wurde Anfang des 20. Jahrhunderts um zwei eingeschossige Anbauten vergrößert. Da im Zuge des Streckenumbaus um das Jahr 2000 herum die Bahnsteiganlagen wenige Meter in westliche Richtung verlegt worden sind, verfügt das Empfangsgebäude heute über keinen direkten Zugang zum Bahnsteig.

### Haltepunkt Nothberg

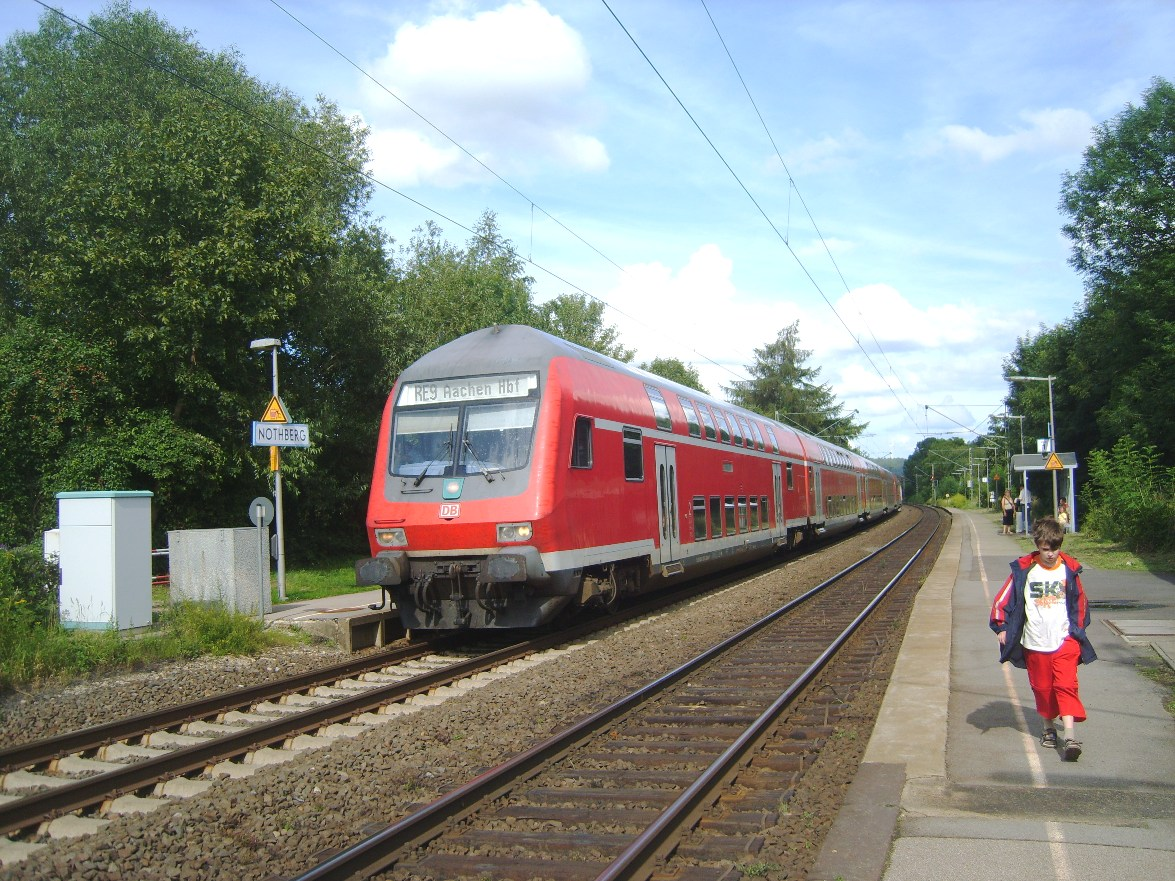
Haltepunkt Nothberg zwei Jahre vor seiner Schließung

Der Haltepunkt Nothberg wurde 1905 am südlichen Ende des Eschweiler Stadtteils Nothberg am Streckenkilometer 54,1 gebaut. Er verfügte über zwei Seitenbahnsteige und ein kleines Gebäude, in dem sich bis in die 1970er-Jahre hinein ein Fahrkartenschalter befand. Zum Überqueren der Bahnsteige musste eine Straßenunterführung westlich des Haltepunkts benutzt werden. Zuletzt wurde der Haltepunkt Nothberg nur noch im Stundentakt vom Rhein-Sieg-Express bedient. Als 2009 die Neubaustrecke Eschweiler-Weisweiler–Langerwehe in Betrieb ging, wurde der Haltepunkt Nothberg an der Bahnstrecke Köln–Aachen wegen geringer Fahrgastzahlen geschlossen und durch den Euregiobahn-Haltepunkt Eschweiler-Nothberg ersetzt. Die Bahnsteige und ein kleiner Parkplatz am westlichen Ende sind noch vorhanden. Hinweisschilder verbieten das Betreten des stillgelegten Haltepunkts.
Zwischen dem Haltepunkt Nothberg und dem Eschweiler Hauptbahnhof zweigte ab 1864 ein Anschlussgleis zur Grube Reserve ab. Die dort geförderte Kohle wurde in einem auf dem Gelände der Grube errichteten Bahnhof auf Züge verladen und abtransportiert. Nach dem Ende der Kohleförderung wurden die Gebäude der Grube mitsamt dem Anschluss entfernt. Sein Verlauf lässt sich heute jedoch noch anhand von Satellitenbildern nachvollziehen.
Am Streckenkilometer 52,0 befand sich 1965/1966 die Blockstelle Hücheln.

### Eschweiler Hauptbahnhof

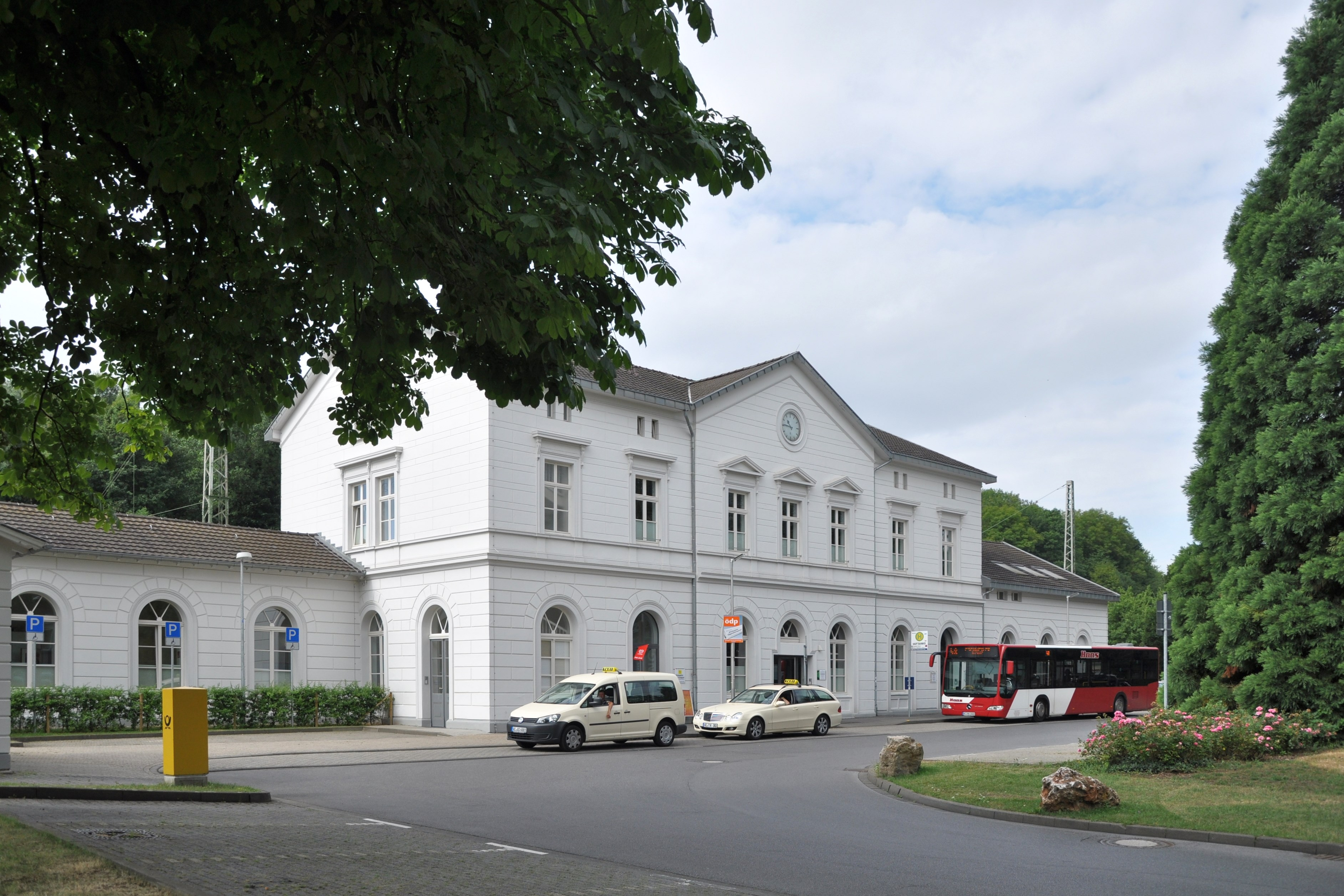
Empfangsgebäude des Eschweiler Hauptbahnhofs

Der Eschweiler Hauptbahnhof liegt seit 1841 am Streckenkilometer 56,9 im Eschweiler Stadtteil Röthgen und verfügt über vier Gleise, davon drei Bahnsteiggleise mit dem Hausbahnsteig als Seitenbahnsteig und einem Mittelbahnsteig. Bedient wird der Bahnhof von NRW-Express und Rhein-Sieg-Express. Die Euregiobahn fährt stattdessen den an der Bahnstrecke Mönchengladbach–Stolberg gelegenen Eschweiler Talbahnhof an. Das Empfangsgebäude des Bahnhofs wurde im Jahr 1860 errichtet und befindet sich mittlerweile im Besitz der Stadt Eschweiler. Im Empfangsgebäude sind ein Kiosk, ein Reisebüro und eine Zahnarztpraxis untergebracht. Zwischenzeitlich war der Bahnhof durch die Straßenbahn Aachen zu erreichen und besaß eine Güterabfertigung. Die Straßenbahnlinie wurde 1954, die Stückgutabfuhr 1984 eingestellt. Der Güterschuppen wurde 2008 zugunsten eines Parkplatzes abgetragen. Weil der Bahnhof durch 38 Zentimeter hohe Bahnsteige und fehlende Aufzüge nicht barrierefrei ist, wird er zurzeit umgebaut.

### Ichenberger Tunnel
Der Ichenberger Tunnel liegt am Streckenkilometer 57,0 unmittelbar westlich des Eschweiler Hauptbahnhofs und ist heute 95 Meter lang. Im Zweiten Weltkrieg wurde er von zurückweichenden Truppen der Wehrmacht gesprengt und von amerikanischen Pionieren wiederaufgebaut. Da der Querschnitt des Tunnels zu eng für die anstehende Elektrifizierung war, erfolgte 1962 die Aufschlitzung des Tunnels auf einer Länge von 255 Metern und der Neubau der heutigen, kürzeren Tunnelröhre aus Beton.

### Dreibogenbrücke
Über die Dreibogenbrücke (Streckenkilometer 57,9) überquert die Bahnstrecke den Fluss Inde sowie die Eschweiler Talbahn. Die Brücke ist gemauert und existiert seit der Eröffnung der Bahnstrecke im Jahr 1841. Im Zweiten Weltkrieg wurde ein Bogen gesprengt und von US-amerikanischen Pionieren zunächst mithilfe einer provisorischen Stahlkonstruktion, 1950 anschließend in der ursprünglichen Bauweise wiederhergestellt.

### Stolberg Hauptbahnhof

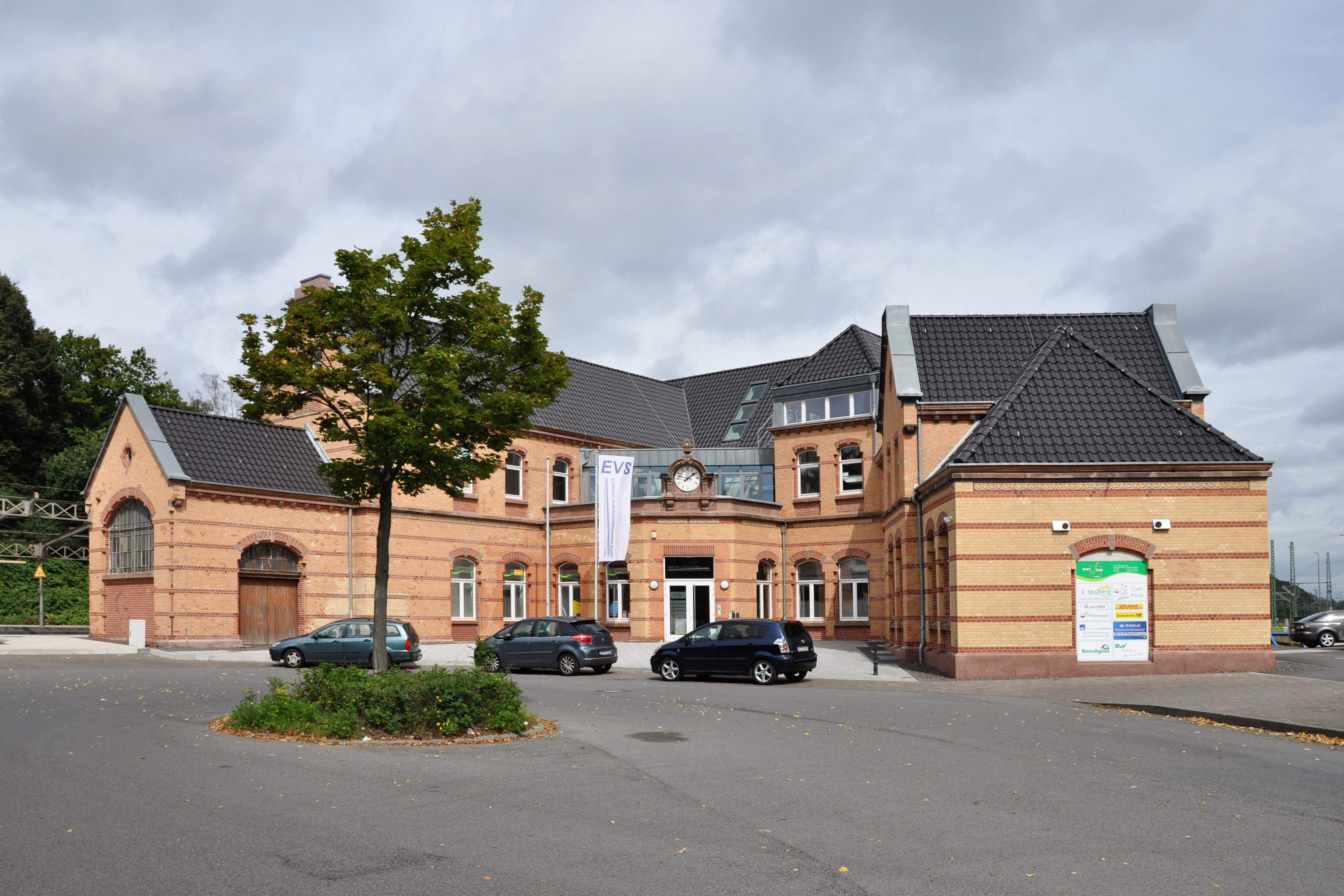
Renoviertes Empfangsgebäude des Stolberger Hauptbahnhofs

Der Stolberger Hauptbahnhof wurde 1841 aufgrund des durch den Eisenbahnstreit veränderten Streckenverlaufs nicht im Zentrum der Stadt Stolberg, sondern drei Kilometer nördlich Stolbergs auf damaligem Gebiet der Stadt Eschweiler errichtet. Durch die Lage am Streckenkilometer 60,3 außerhalb des Stadtzentrums waren aber größere Freiflächen vorhanden, die die Entwicklung des Stolberger Hauptbahnhofs zu einem Eisenbahnknotenpunkt ermöglichten. Bis zum Jahr 1900 wurden ausgehend vom Stolberger Hauptbahnhof die Bahnstrecken Mönchengladbach–Stolberg, Stolberg–Walheim, Stolberg–Herzogenrath und die mittlerweile stillgelegten Strecken Stolberg–Münsterbusch sowie Stolberg–Kohlscheid gebaut. Im Jahr 1888 wurde das Empfangsgebäude fertiggestellt. Durch dessen Lage zwischen der Bahnstrecke Köln–Aachen und der Bahnstrecke Stolberg–Walheim ist Stolberg Hbf ein Keilbahnhof. Westlich, südlich und östlich des Bahnhofs wurden Gütergleise errichtet, die zwischenzeitlich über eine Verbindungsbahn mit Brückenbauwerk miteinander verbunden waren. Südlich des Bahnhofs entstand ein Bahnbetriebswerk mit Ringlokschuppen. Von diesen Anlagen sind heute noch die Gütergleise östlich des Personenbahnhofs in Betrieb.
An der Bahnstrecke Köln–Aachen verfügt der Stolberger Hauptbahnhof über drei Bahnsteiggleise. Dabei wird der Mittelbahnsteig für den Verkehr mit Regionalexpress-Zügen und Euregiobahn-Zügen nach Aachen und der Hausbahnsteig für den Verkehr der Euregiobahn von Aachen kommend verwendet. Das Empfangsgebäude wurde 2010 von der EVS Euregio Verkehrsschienennetz (EVS) erworben, die es für 3 Millionen Euro sanierte und zur Leitstelle umbaute. Nun befindet sich dort ein Stellwerk für die von der EVS unterhaltenen und durch die Euregiobahn befahrenen Eisenbahnstrecken.

### Eilendorfer Tunnel und Nirmer Tunnel

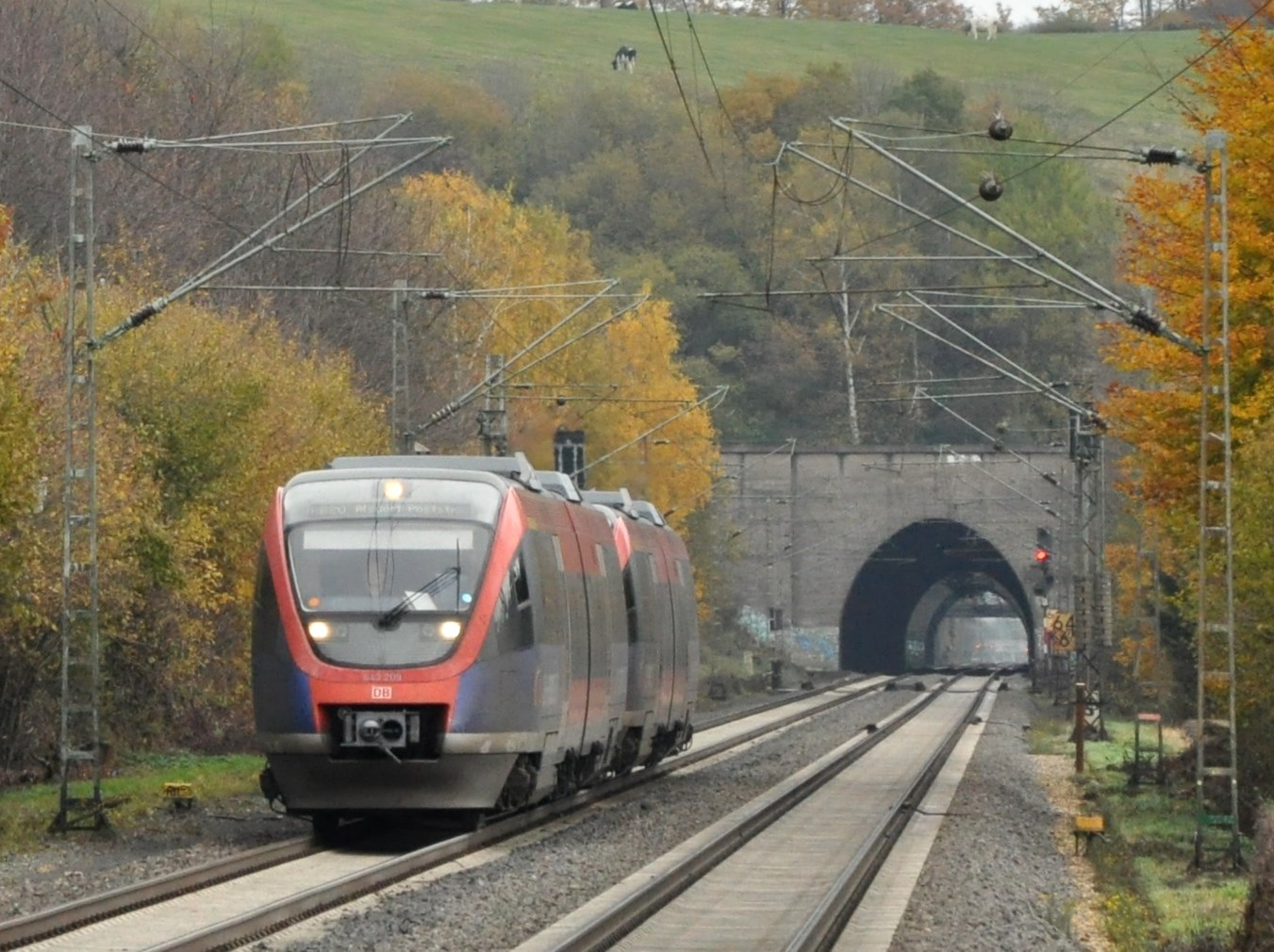
Bombardier Talent der Euregiobahn verlassen den Eilendorfer Tunnel

Mit dem Bau der Bahnstrecke bis zum Jahr 1841 wurde zwischen Stolberg und dem heutigen Eilendorf ein 727 Meter langer Tunnel errichtet und als Nirmer Tunnel bezeichnet. Er hat die Streckenkilometrierung 63,6. Bei der Errichtung in Kernbauweise waren sowohl Bergleute aus Eschweiler als auch Arbeiter von der Bahnstrecke Leipzig–Dresden beschäftigt. Über dem Tunnel befanden sich acht Schornsteine zum Abzug des Rauchs der Dampflokomotiven. Im Zweiten Weltkrieg kam ein Bunker über dem Westportal hinzu. 1963 wurde deutlich, dass der Querschnitt des Tunnels wie beim Königsdorfer Tunnel und beim Ichenberger Tunnel zu eng für die Verlegung der Oberleitung war. Daher wurde der Nirmer Tunnel teilweise aufgeschlitzt und in zwei kleinere Tunnel aus Beton umgewandelt. Der westliche Tunnel ist der Eilendorfer Tunnel (Streckenkilometer 63,9) mit 357 Metern Länge, der östliche Tunnel der Nirmer Tunnel mit 125 Metern Länge. Obwohl die beiden neu errichteten Tunnel für Geschwindigkeiten bis 200 km/h ausgelegt wurden und Schnellfahrversuche mit der Baureihe E 03 durchgeführt worden waren, liegt die zulässige Höchstgeschwindigkeit heute bei 130 km/h.
Von 1944 bis 1986 lag am Streckenkilometer 63,2 die Blockstelle Nirm.

### Haltepunkt Eilendorf

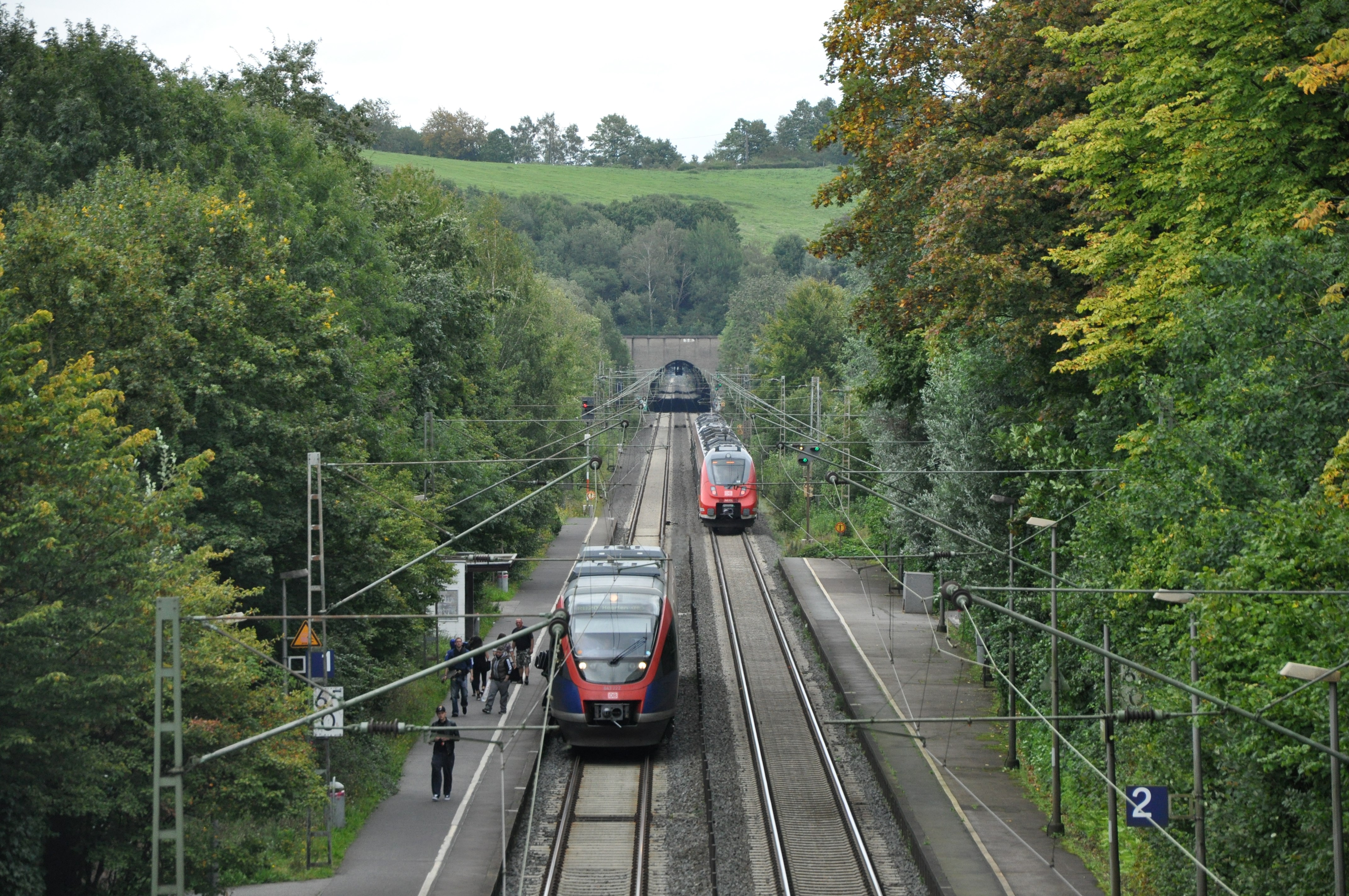
Der Haltepunkt Eilendorf von der als Überführung dienenden Straßenbrücke aus fotografiert. Im Hintergrund steht der Eilendorfer Tunnel

Der Haltepunkt Eilendorf wurde gemeinsam mit der Strecke am 1. September 1841 am Streckenkilometer 64,9 als Haltepunkt Nirm eröffnet, zwischenzeitlich geschlossen und im Jahr 1897 wiedereröffnet. 1920 wurde ein Empfangsgebäude errichtet, das in den 1980er-Jahren abgerissen wurde. Bis 1963 besaß Nirm einen Mittelbahnsteig und ein Umfahrgleis. Im Zuge der Elektrifizierung der Bahnstrecke wurde der Haltepunkt in Eilendorf umbenannt, das Umfahrgleis abgebaut und zwei Seitenbahnsteige errichtet, die bis heute existieren. Bis 2018 hatten die Bahnsteige eine Höhe von 38 Zentimetern und lagen damit unterhalb der Einstiegshöhe der eingesetzten Schienenfahrzeuge, was einen barrierefreien Einstieg verhinderte. 2018 wurden die Bahnsteige auf 76 cm erhöht, um einen ebenerdigen, barrierefreien Einstieg in die Züge zu ermöglichen. Dabei wurden die vorher über 200 Meter langen Bahnsteige auf 125 Meter verkürzt. Eine Verbindung zwischen den beiden Bahnsteigen mit einer Brücke oder einem Tunnel gibt es nicht; stattdessen muss eine westlich gelegene Straßenbrücke oder eine östlich gelegene Straßenunterführung genutzt werden, wozu in beiden Fällen mehrere hundert Meter Fußweg zurückzulegen sind. Oftmals überqueren Fahrgäste daher unbefugt die Gleise.

### Bahnhof Aachen-Rothe Erde

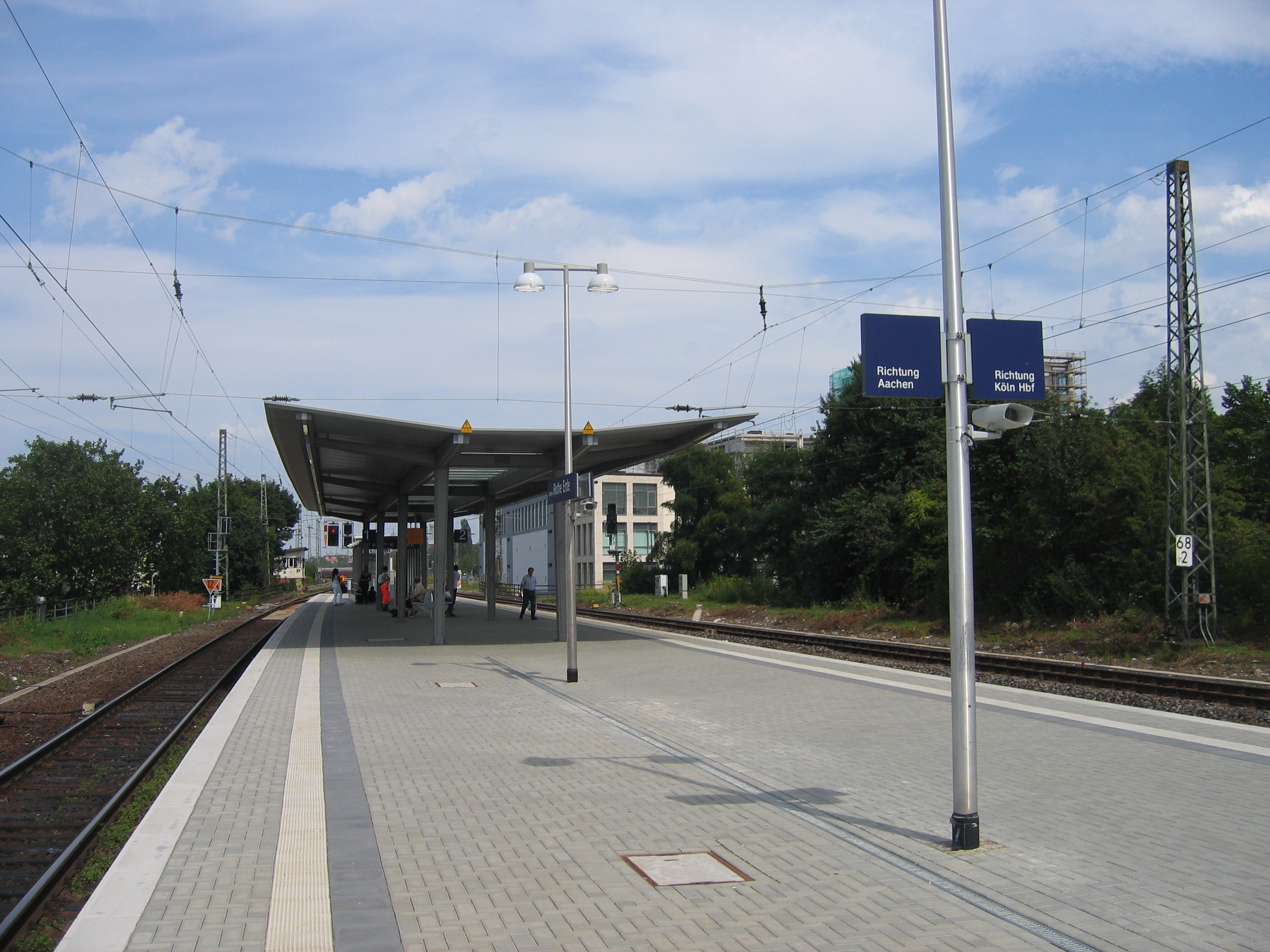
Bahnsteig in Aachen-Rothe Erde

Der Bahnhof Aachen-Rothe Erde entstand 1875 als Übergabebahnhof für die Bahnstrecke Haaren–Aachen-Rothe Erde am Streckenkilometer 68,2. Ab 1880 wurde er auch im Personenverkehr bedient. 1885 wurde die in Rothe Erde von der Bahnstrecke Köln–Aachen abzweigende Vennbahn eröffnet. Dabei erhielt der Bahnhof ein Betriebswerk und die Anlagen des Güterbahnhofs wurden ausgebaut. Das heutige Bahnhofsgebäude existiert seit 1892 und ist in den Bahndamm integriert. Nach dem Zweiten Weltkrieg wurde der Anschluss der Vennbahn und Teile des Güterbahnhofs stillgelegt. Auf dessen Gebiet befindet sich heute ein Einkaufszentrum. Der Personenbahnhof besitzt einen Bahnsteig mit je einem Richtungsgleis in Richtung Aachen und in Richtung Köln. Östlich davon befindet sich ein Abstellbahnhof für Triebwagen der Euregiobahn und für Regionalexpress-Garnituren. Vom Bahnhof Rothe Erde zweigte bis in die 1980er-Jahre eine Stichstrecke zum Moltkebahnhof ab.

### Moltkebahnhof
Aachen Güterbahnhof, aufgrund seiner Lage an der Moltkestraße auch als Moltkebahnhof bekannt, war ein Güterbahnhof im Süden der Stadt Aachen, der über eine Stichstrecke an die Bahnstrecke Köln-Aachen angeschlossen war. Die Eröffnung des Bahnhofs fand im Jahr 1895 statt, ab Mitte der 1960er-Jahre sank das Güterverkehrsaufkommen, sodass der Güterbahnhof Mitte der 1990er-Jahre geschlossen wurde. Heute befinden sich auf dem Gelände unter anderem ein Park und eine Gesamtschule.

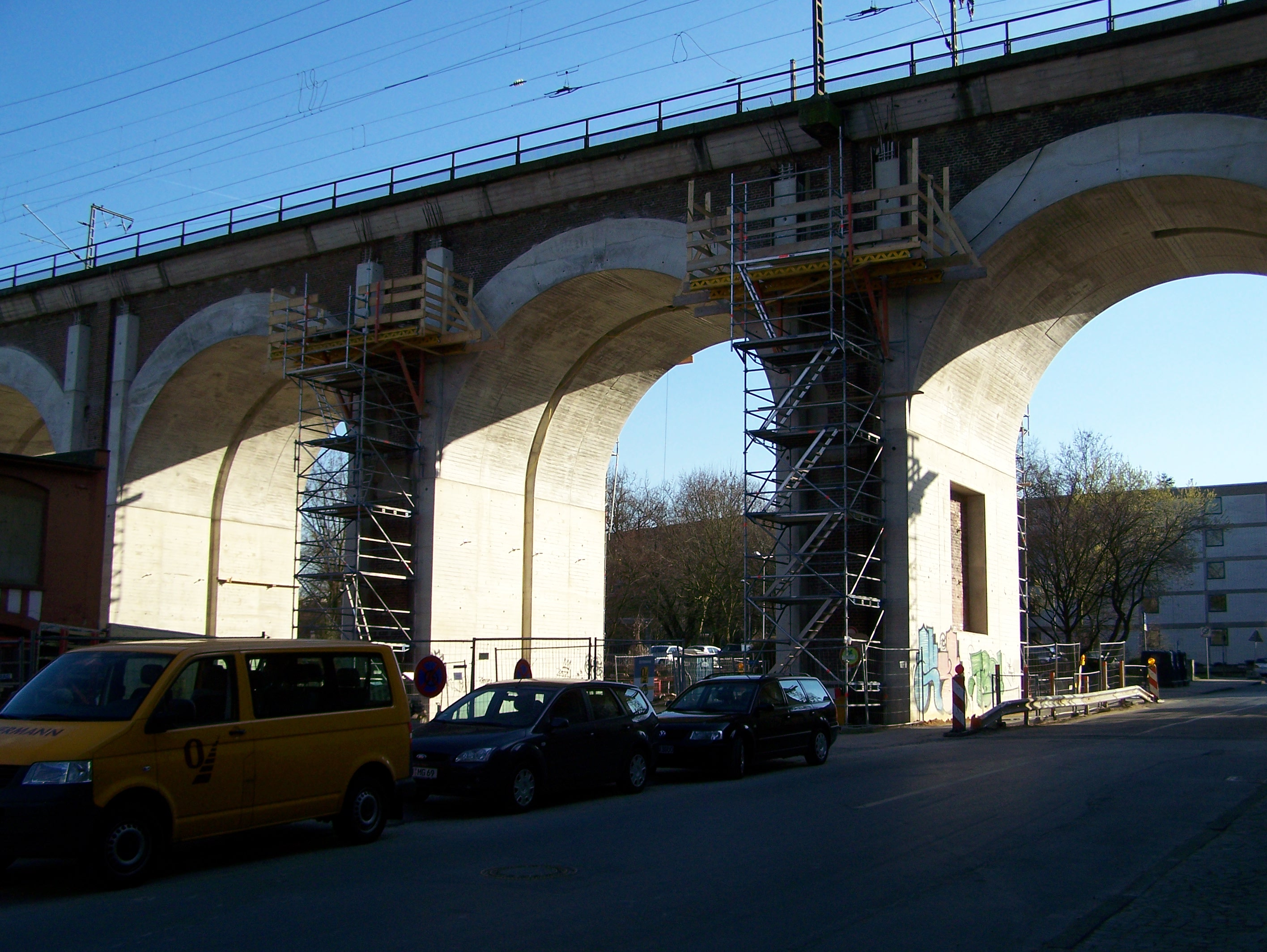
Bauarbeiten am Burtscheider Eisenbahnviadukt (2009)

### Burtscheider Viadukt
Der Burtscheider Viadukt wurde von 1838 bis 1840 nach Plänen der Ingenieure Wittfeld und Pickel errichtet. Das ursprünglich 277 Meter lange Viadukt wurde im Zweiten Weltkrieg teilweise gesprengt, wiederaufgebaut und hat nun eine Länge von 251 Metern. In den 1960er-Jahren wurde eine Fahrbahnplatte aus Stahlbeton aufgebracht, von 2007 bis 2009 erfolgte eine Sanierung. Der Burtscheider Viadukt besitzt zwei Streckengleise. Unmittelbar westlich schließt sich der Aachener Hauptbahnhof an.

### Aachen Hauptbahnhof

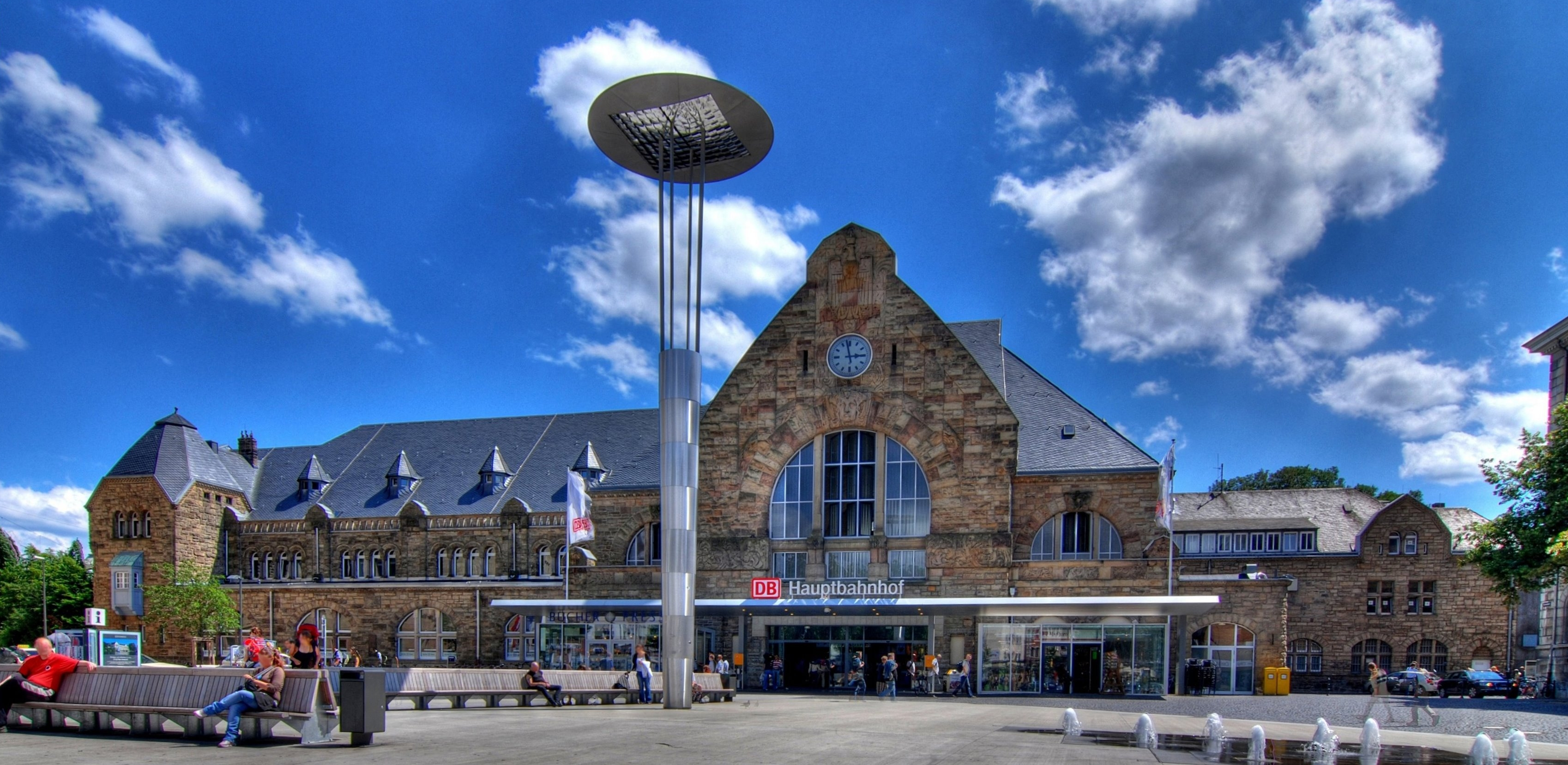
Aachen Hbf, Blick vom Bahnhofsvorplatz

Die Rheinische Eisenbahn-Gesellschaft eröffnete 1841 den Rheinischen Bahnhof als Endpunkt (Streckenkilometer 70,2) der Bahnstrecke Köln–Aachen. Das heutige Empfangsgebäude und die Bahnhofshalle stammen aus dem Jahr 1905, als der Bahnhof im Zuge der Zusammenlegung mit dem Bahnhof Aachen Marschierthor, Endpunkt der Bahnstrecke Aachen–Mönchengladbach, umgebaut wurde. Im Vorfeld der Elektrifizierung des Bahnhofs wurden 1966 die Gleise innerhalb der Bahnhofshalle neu angeordnet. Seitdem verfügt der Aachener Hauptbahnhof über neun Bahnsteiggleise, von denen vier als Systemtrennstelle ausgeführt sind: Die Oberleitungen sind so geschaltet, dass sie sowohl den in Deutschland verwendeten Wechselstrom mit 15 Kilovolt 16,7 Hertz als auch den in Belgien verwendeten Gleichstrom mit 3 Kilovolt bereitstellen können. Seit 2003 ist im Empfangsgebäude eine 3-S-Zentrale untergebracht.
Im Aachener Hauptbahnhof halten alle Züge des Nah- und Fernverkehrs. Mit Ausnahme von ICE International, dem Eurostar und der Euregiobahn beginnen und enden hier alle Züge. Westlich des Bahnhofs befindet sich ein Betriebswerk von DB Regio NRW, in dem die Fahrzeuge des NRW-Express, des Rhein-Sieg-Express und der Euregiobahn instand gehalten werden.

### Buschtunnel

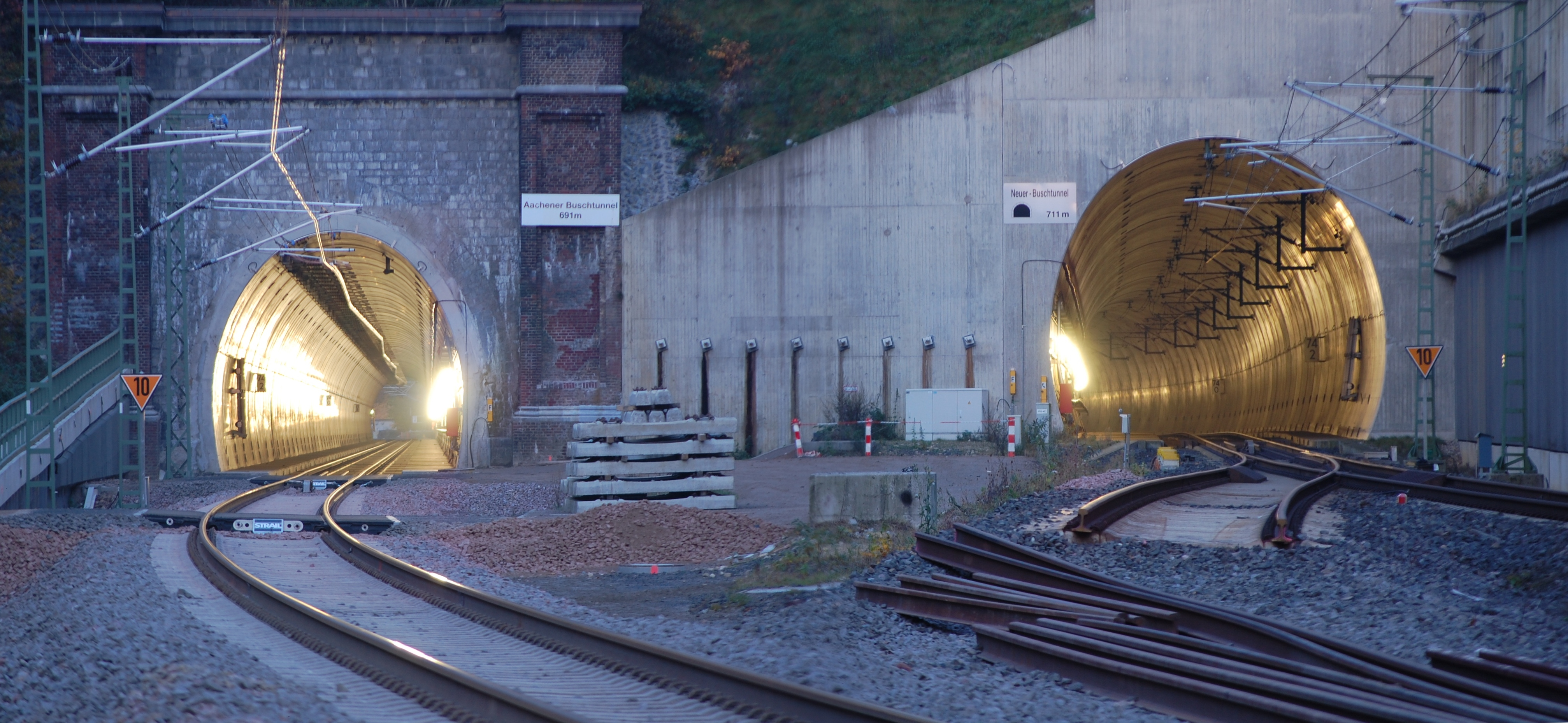
Westportal des alten und neuen Buschtunnels

Als Aachener Buschtunnel werden zwei parallele Eisenbahntunnel unter dem Aachener Wald in der Nähe der deutsch-belgischen Grenze bezeichnet. Es gibt einen alten und einen neuen Buschtunnel.

## Fahrzeuge und Betrieb

### Historischer Betrieb

#### Rheinische Eisenbahn-Gesellschaft
Die Rheinische Eisenbahn-Gesellschaft begann den Betrieb auf dem Teilstück bis Müngersdorf zunächst mit vier Dampflokomotiven, von denen drei in England gefertigt wurden. Die Carolus Magnus entstammte der neugegründeten Aachener Lokomotivfabrik Dobbs & Poensgen. Die Carolus Magnus war jedoch störanfällig und musste umgebaut werden. Sie war danach lediglich vor Bauzügen im Einsatz und wurde früh verkauft. Für das Jahr 1841 wurde die Gesamtbetriebsleistung der zu diesem Zeitpunkt 10 Lokomotiven mit 5361 Meilen beziffert. Nach der Eröffnung der Gesamtstrecke wuchs die Zahl der eingesetzten Lokomotiven bis 1856 auf insgesamt 21 Maschinen.
Der ursprüngliche Fahrplan sah drei Personenzüge (morgens, mittags und abends) zwischen Köln und Aachen pro Tag und Richtung vor. Aufgrund der zunächst noch eingleisigen Strecke war eine Zugkreuzung in Düren vorgesehen. Die beiden morgendlichen Züge begannen oder endeten in Herbesthal. Die Personenzüge bedienten zunächst alle Unterwegshalte, bis 1857 ein Schnellzugpaar zwischen Köln und Herbesthal eingeführt wurde. Ab Mai 1859 verkehrte der erste Nachtzug auf der Bahnstrecke. Der Zug, der von Köln nach Paris fuhr, war zunächst unbeleuchtet, erst nach einem Unfall an einem Bahnübergang wurden an den Lokomotiven Lampen angebracht.

#### Preußische Staatseisenbahnen
Mit der Verstaatlichungspolitik von Otto von Bismarck ging die Bahnstrecke Köln–Aachen an die Preußischen Staatseisenbahnen über. Diese baute die Zugverbindungen auf der Bahnstrecke stark aus. So gab es 1913 Direktverbindungen auch mittels Kurswagen von Aachen über die Bahnstrecke nach Köln nach Berlin, Bremen, Frankfurt am Main, Hamburg, Hannover, Kiel, München und Wiesbaden. Ab 1894 verkehrte außerdem der Ostende-Wien-Express zunächst als Luxuszug und später als internationaler Schnellzug. Er führte Kurswagen für den Orient-Express mit und stellte eine der wichtigsten Verbindungen zwischen West-Europa und dem Balkan dar. Erst 1993 wurde die Verbindung eingestellt.

#### Deutsche Bundesbahn
Nach dem Zweiten Weltkrieg übernahm die Deutsche Bundesbahn die Strecke, die von 1920 bis 1945 von der Deutschen Reichsbahn betrieben worden war. In den ersten Jahren wurden überwiegend Dampflokomotiven aus der Reichsbahnzeit eingesetzt: Maschinen der Baureihe 01 und der Baureihe 03 vor Schnellzügen, Lokomotiven der Baureihe 38.10 vor sonstigen Personenzügen. Lokomotiven der Baureihe 50 und der Baureihe 55.25 vor Güterzügen bespannten den Großteil der Züge. Einzelne Züge wurden mit Dieseltriebwagen des Typs VT 36.5 gefahren. Außerdem wurde die Strecke von internationalen Schnellzügen wie dem Wien-Ostende-Expreß benutzt, der von Köln nach Aachen nur 1:03 Stunden benötigte.
In den 1960er- und 1970er-Jahren wurden mehrere Trans-Europ-Express-Zugpaare über die Bahnstrecke Köln–Aachen geführt. Eingesetzt wurden dabei Dieseltriebwagen der Baureihe VT 11.5 (z. B. Hamburg–Paris) sowie Wagenzüge mit französischen TEE-Wagen. Die Baureihe VT 08 wurde für F-Züge verwendet. Darüber hinaus verkehrten internationale Schnellzüge mit belgischen Dampflokomotiven bis Köln. 1966 war die Elektrifizierung abgeschlossen, fortan wurden im Personenverkehr zumeist Elektrolokomotiven eingesetzt. Im Fernverkehr fuhren hauptsächlich die Baureihe 110 und die belgischen Mehrsystemlokomotiven der Reihe 16 und später auch Reihe 18, im Nahverkehr anfangs die Baureihe 141. Die im Herbst 1966 ausgelieferten neuen Mehrsystemlokomotiven der Baureihe 184, auch unter dem Namen Europalokomotiven vermarktet, wurden ausgiebig im Verkehr Deutschland–Belgien getestet, jedoch später nur selten regulär eingesetzt, weil die Maschinen wegen häufiger starker Spannungsschwankungen in der belgischen Oberleitung sehr oft ausfielen, sodass sie ab 1971 nicht mehr im Personenverkehr nach Belgien eingesetzt und 1979 ins Saarland umbeheimatet wurden. Der internationale Tages-Personenverkehr wurde daher in den 1970er bis 1990er Jahren weitgehend mit belgischen Mehrsystemlokomotiven abgewickelt. Im Güterverkehr wurde die Lok in Aachen-West gewechselt, bei Nachtschnellzügen in Aachen Hbf.

### Aktueller Betrieb

#### Personenverkehr

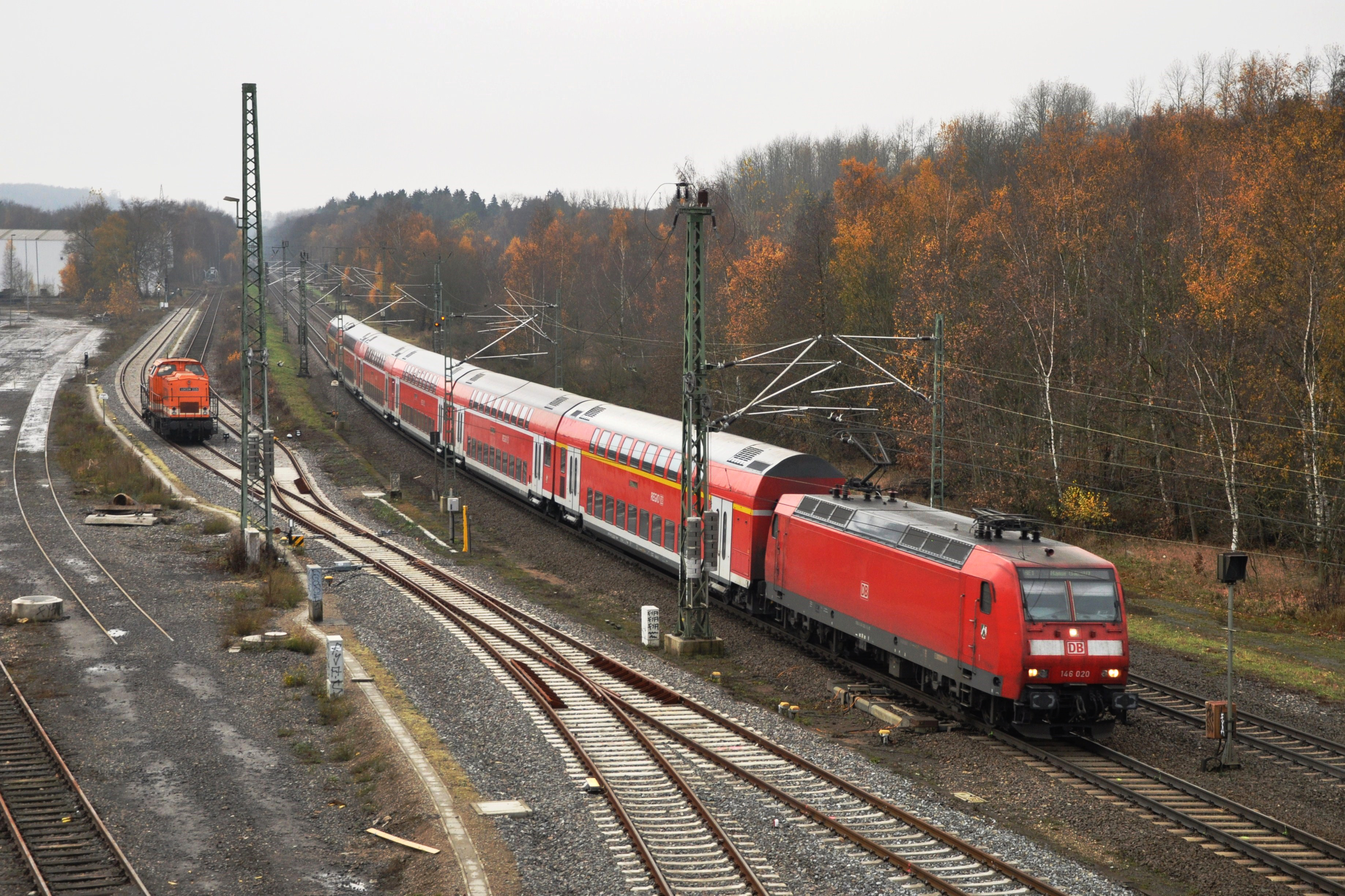
NRW-Express in Stolberg Hbf

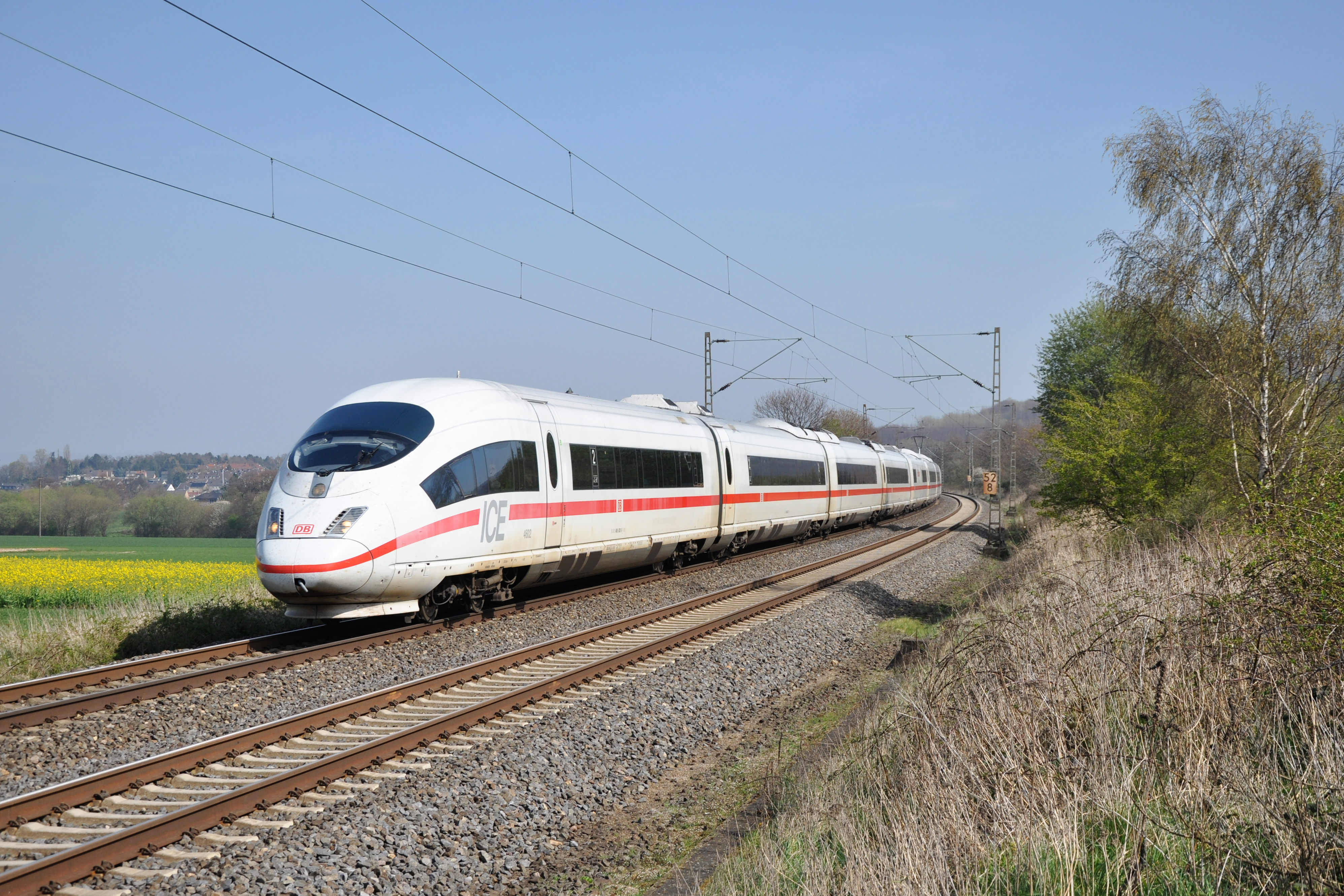
ICE International bei Nothberg

Im Fernverkehr wird die Schnellfahrstrecke Köln–Aachen vom ICE International mit Zügen der Baureihe 408 und vom Eurostar mit Fahrzeugen des Typs PBKA befahren. Dieses Angebot wird ergänzt durch einzelne Intercity- und Intercity-Express-Züge, die jeweils einmal wöchentlich verkehren und somit am Wochenende Direktverbindungen von/nach anderen Regionen Deutschlands schaffen.
Die Regional-Express-Linien RE 1 (NRW-Express) und RE 9 (Rhein-Sieg-Express) bedienen die Strecke auf ihrer vollen Länge jeweils im Stundentakt und ergänzen sich zu einem ungefähren 30-Minuten-Takt. Auf dem NRW-Express werden Triebzüge des Typs Siemens Desiro HC eingesetzt. Auf dem Rhein-Sieg-Express kommen sowohl Doppelstockwagen in Kombination mit Lokomotiven der Baureihe 146.0 oder der Baureihe 111 als auch Triebwagen des Typs Talent 2 in Doppeltraktion zum Einsatz. Bis 2018 wurden auch Lokomotiven der Baureihe 120.2 eingesetzt.
Zwischen Köln Hauptbahnhof und Köln-Ehrenfeld benutzen die Regionalexpress-Linie RE 8 (Rhein-Erft-Express) mit Triebzügen der Baureihe 1440 und die Regionalbahn RB 27 (Rhein-Erft-Bahn) mit der Baureihe 425 die Bahnstrecke. Zwischen Köln Hauptbahnhof und Horrem verkehren hier außerdem die Regionalbahn RB 38 (Erft-Bahn) mit Verbrennungstriebwagen der Baureihe 622 sowie die S-Bahn-Linie S 19 mit Triebzügen der Baureihe 423 und Baureihe 424. Ebenfalls mit Fahrzeugen der Baureihen 423 und 424 verkehrt die S 12 zwischen Köln und Düren.
Auf dem Abschnitt zwischen Aachen Hauptbahnhof und Stolberg Hauptbahnhof verkehrt die Euregiobahn mit Verbrennungstriebwagen des Typs Bombardier Talent wochentags in Doppeltraktion, sonntags in Einzeltraktion im 30-Minuten-Takt. Zwischen Stolberg und Langerwehe verlässt die Euregiobahn die Bahnstrecke Köln–Aachen und kehrt zwischen Langerwehe und Düren im Stundentakt wieder auf sie zurück.

#### Güterverkehr
Die Bahnstrecke Köln–Aachen wird aufgrund ihrer Lage zwischen den Güterbahnhöfen Köln-Eifeltor an der linken Rheinstrecke und Aachen West, dem östlichen Endpunkt der Montzenroute, von zahlreichen Güterzügen befahren. Ein Großteil des Güterverkehrs wird dabei von DB Cargo sowie Cobra (Corridor Operations Belgium Rail), einem Tochterunternehmen der Deutschen Bahn, und der SNCB durchgeführt. Weitere regelmäßige Verkehre sind ein Zug des kombinierten Verkehrs der SBB Cargo mit Lokomotiven des Typs Re 482 und Güterzüge von Crossrail und der RTB Cargo, die mit Diesellokomotiven Übergabegüterzüge aus Düren nach Stolberg und zurück fährt. Auf dem Teilabschnitt zwischen den Bahnhöfen Köln-Ehrenfeld und Köln-Müngersdorf Technologiepark wird die Strecke auch von Güterzügen von und nach Mönchengladbach befahren.

## Zwischenfälle
Am 25. August 1929 ereignete sich zwischen Düren und Horrem ein Eisenbahnunfall, der 14 Tote und 43 Verletzte zur Folge hatte. Aufgrund von Bauarbeiten mussten an diesem Tag Züge in Richtung Köln ins Gegengleis umgeleitet werden, wobei die dafür zuständige Weiche mit 50 km/h befahren werden konnte. Durch einen Fehler des Fahrdienstleiters in Düren erhielt der Lokführer des Schnellzuges Paris–Warschau einen falschen Fahrbefehl. Er befuhr die Weiche mit voller Geschwindigkeit und der Zug entgleiste. Das Unglück führte zur Einführung dreibegriffiger Vorsignale und zur Einführung des Verzeichnis über vorübergehende Langsamfahrstellen (La).
Am 27. Mai 1983 ereignete sich im Königsdorfer Einschnitt ein schwerer Eisenbahnunfall, als nach starken Regenfällen der Ostende-Wien-Express mit einer Geschwindigkeit von 130 km/h in einen Erdrutsch fuhr. Sieben Menschen starben, 24 wurden zum Teil schwer verletzt. Unglücksursache waren Ausschwemmungen und Abrutschen von Erdreich aus der Böschung des Einschnitts im Bereich des früheren Königsdorfer Tunnels. Die Lokomotive und mehrere Wagen entgleisten, nach einigen hundert Metern wurde die Lokomotive in der Einfahrtweiche des Bahnhofs abgelenkt und prallte zusammen mit dem ersten Wagen gegen eine Straßenbrücke. Einer der nachfolgenden Wagen wurde durch die Wucht des Aufpralls mittig umgeknickt.
Am 22. November 2024 ereignete sich ein schwerer Auffahrunfall im Bereich des Betriebsbahnhofs Dorsfeld, als der Güterzug DGS 42506 Germersheim–Antwerpen-Zuid auf einen dort stehenden Bauzug auffuhr. Der DGS 42506 beförderte Container, darunter auch mit Gefahrgut beladene. Der Bauzug bestand aus einer Diesellokomotive und zwei mit Schotter beladenen Selbstentladewagen. Auf letztere fuhr der Güterzug gegen 1:15 Uhr auf. Grund dafür soll eine unzutreffende Gleisfreimeldung gewesen sein. Drei Personen wurden verletzt, der Lokomotivführer des Güterzugs schwer. Die beiden Wagen des Bauzuges erlitten Totalschaden, die auffahrende Lokomotive wurde schwer beschädigt, sechs Wagen des Güterzuges entgleisten, einige wurden beschädigt, ebenso wie deren Ladung. Gefahrstoffe traten keine aus. Umfangreich waren auch die Schäden an der Infrastruktur. Hier sind 1800 Betonschwellen, etwa 1 km Oberleitung und vier Oberleitungsmaste zu ersetzen. Auch Sicherungstechnik wurde zerstört, so die Linienförmige Zugbeeinflussung, Balisen und ein Signal. Die Strecke war bis zum Nachmittag des 25. November 2024 komplett gesperrt. Wegen anderer Störfälle und Baustellen war der Schienengüterverkehr zwischen Deutschland und den Häfen in den Niederlanden sowie Belgien zwischen dem Abend des 22. November 2024 und dem Mittag des Folgetages komplett unterbrochen, was nicht einmal am Ende des Zweiten Weltkriegs 1945 der Fall gewesen sein soll.